# Biserica de lemn din Țăgșoru

Biserica de lemn din Țăgșoru, județul Bistrița-Năsăud, în anul 2009

Masa de altar a fostei biserici de lemn greco-catolice

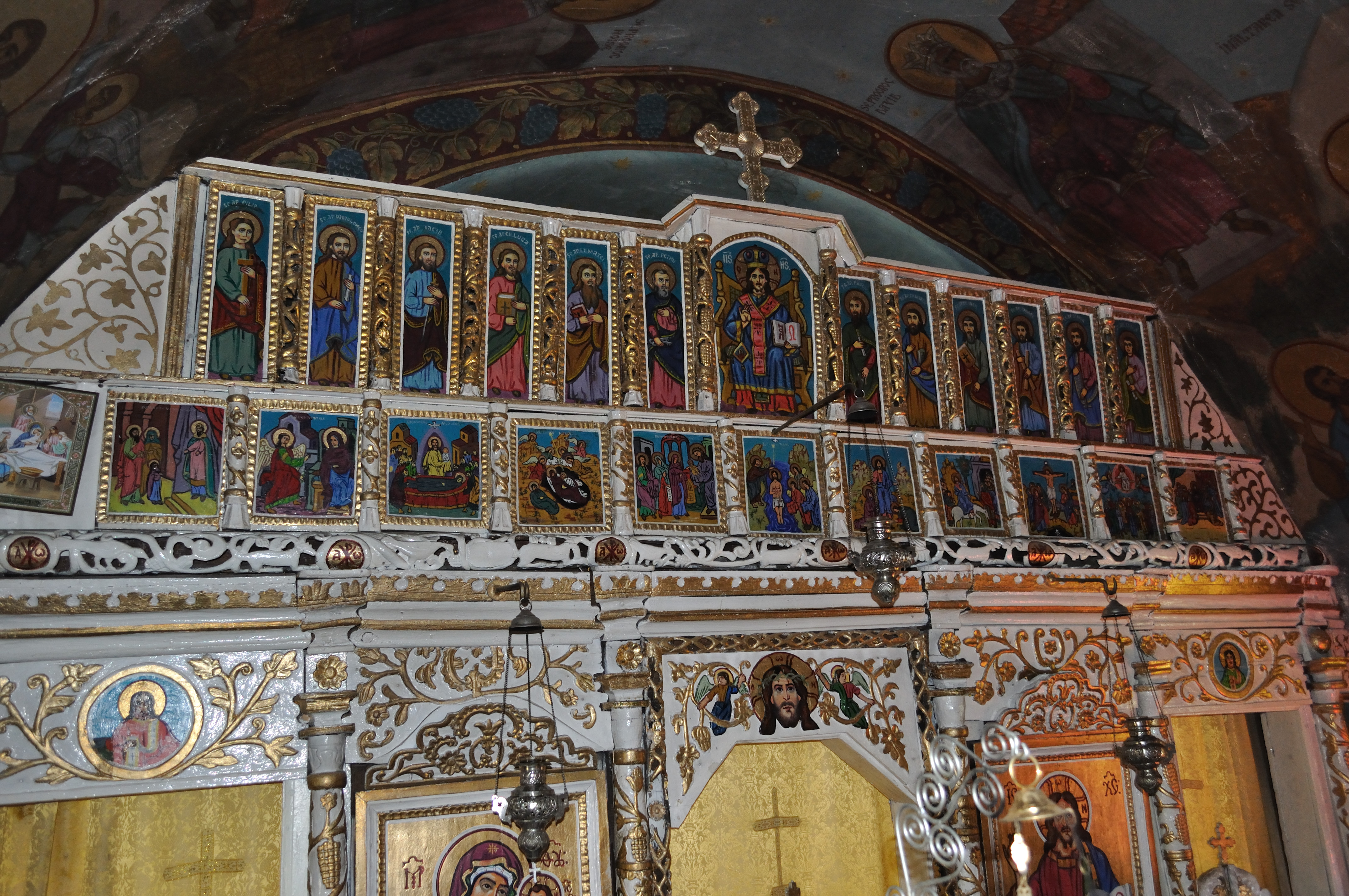
Iconostasul

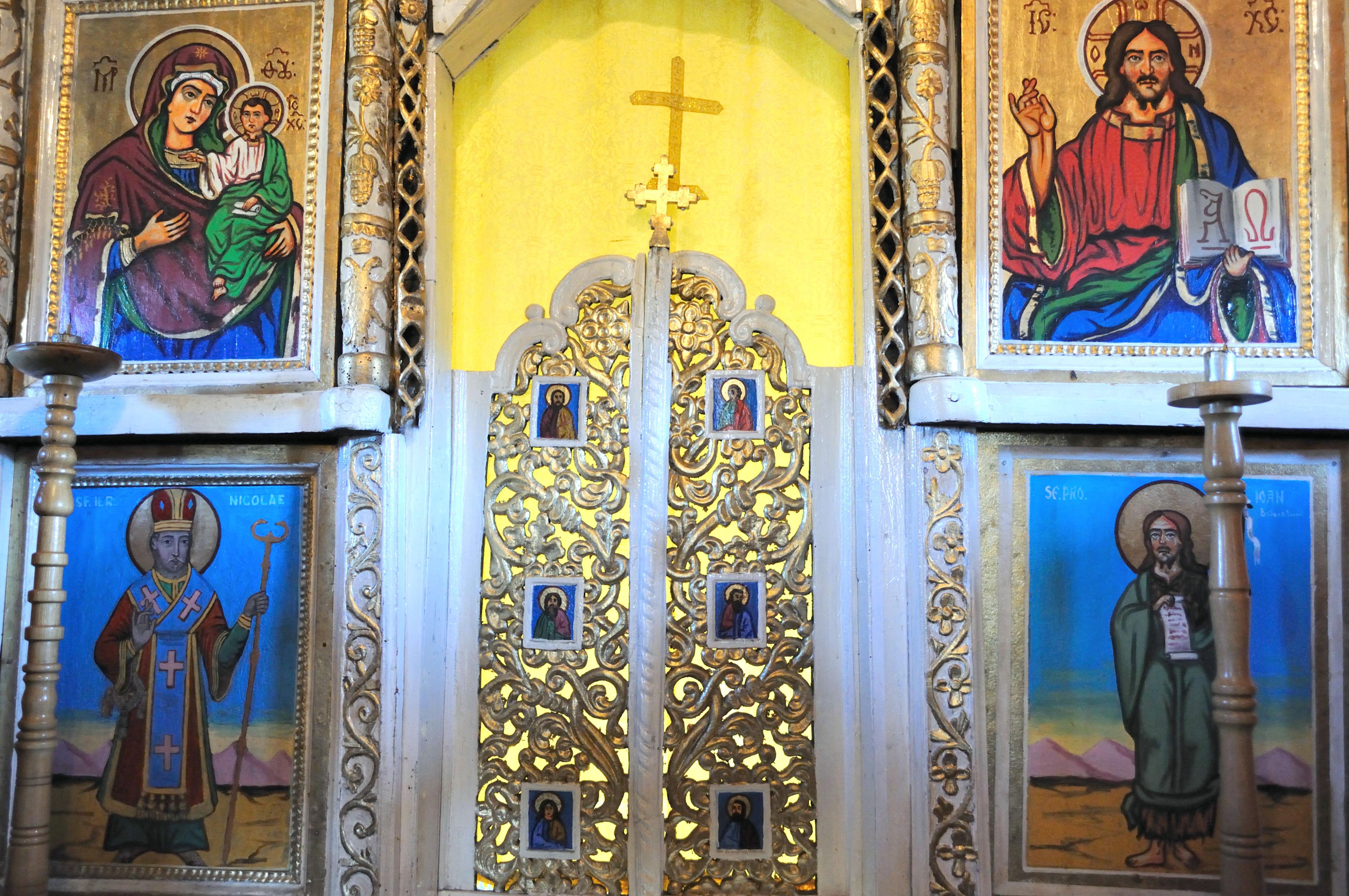
Uși și icoane împărătești

Biserica de lemn din Țăgșoru a fost adusă din localitatea apropiată Sărmășel, județul Mureș.

## Istoric și trăsături
Biserica din satul Țăgșor apare în documente ca fiind construită încă din secolul XVI. Este una dintre bisericile de lemn „călătoare” ridicată inițial în satul Pogăceaua din actualul județ Mureș. De acolo a fost mutată în Sărmășel-sat. În anul 1958 a fost adusă ca donație din Sărmășel în Țăgșor. În Țăgșor a existat o veche biserică de lemn greco-catolică, care a fost dărâmată și a cărei masă de altar se poate vedea în fața intrării bisericii, actualul lăcaș de cult fiind așezat aproape pe vechiul amplasament.
În anul 1982 se finaliza pictarea pe interior a bisericii, dar și sfințirea oficială de către P.S. Iustinian Maramureșeanul. În perioada 1985-1996 slujba religioasă se oficia în regim de filie, periodic, de către preotul paroh al localității Țagu, Ioan Ciocin, de care aparținea. Parohia Ortodoxă Țăgșor a luat ființă odată cu numirea de către I.P.S. Bartolomeu Anania a preotului Simion Birou la 1 septembrie 1996. 
În 1985 au avut lucrări de renovare; s-a păstrat parțial structura de lemn care a fost tencuită. A fost repictat iconostasul de lemn și apoi resfințit de către P.S. Vasile Someșanul (care se afla în acel moment la prima sa slujbă în calitate de episcop).

## Imagini din interior

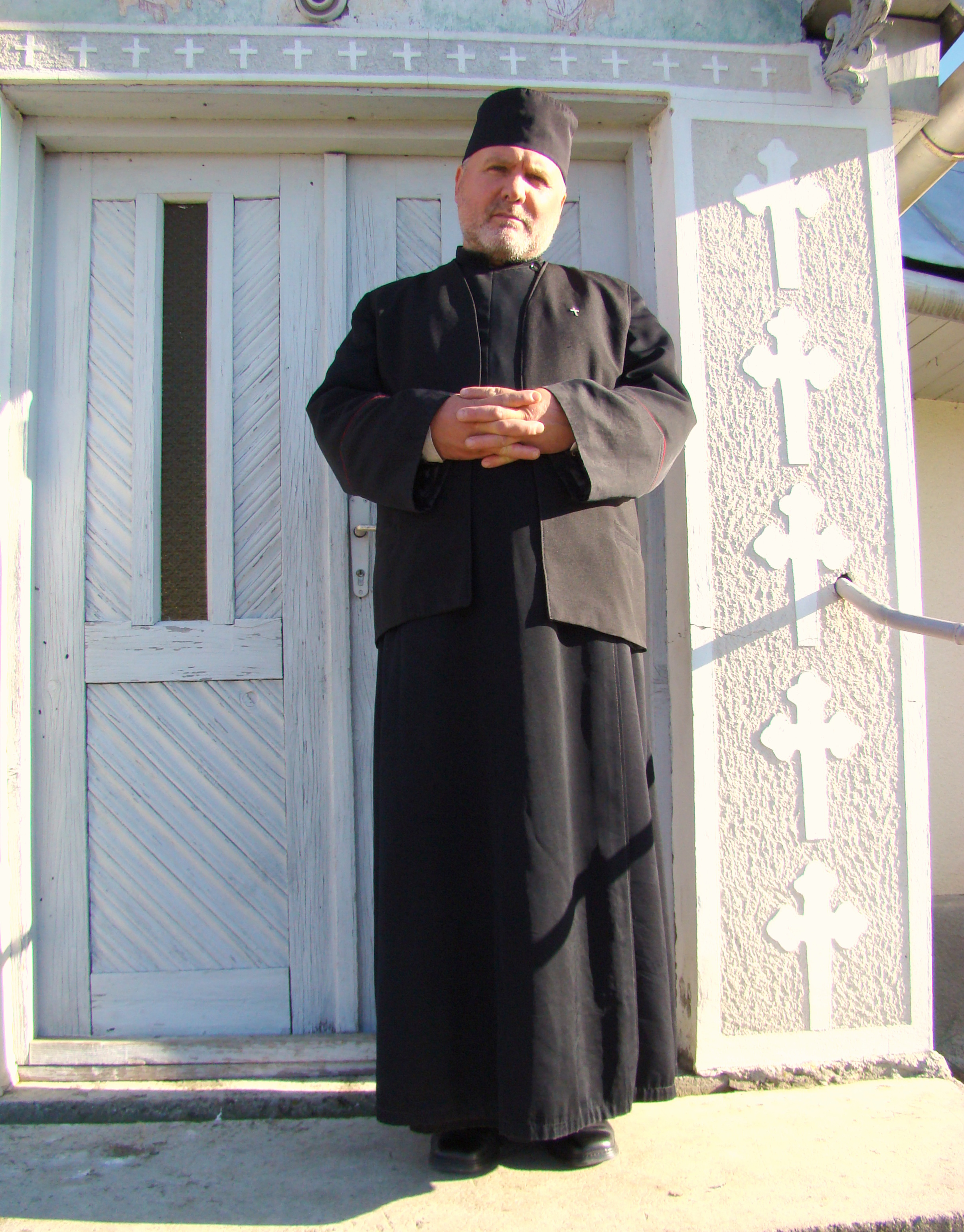
Preotul paroh Birău Simion
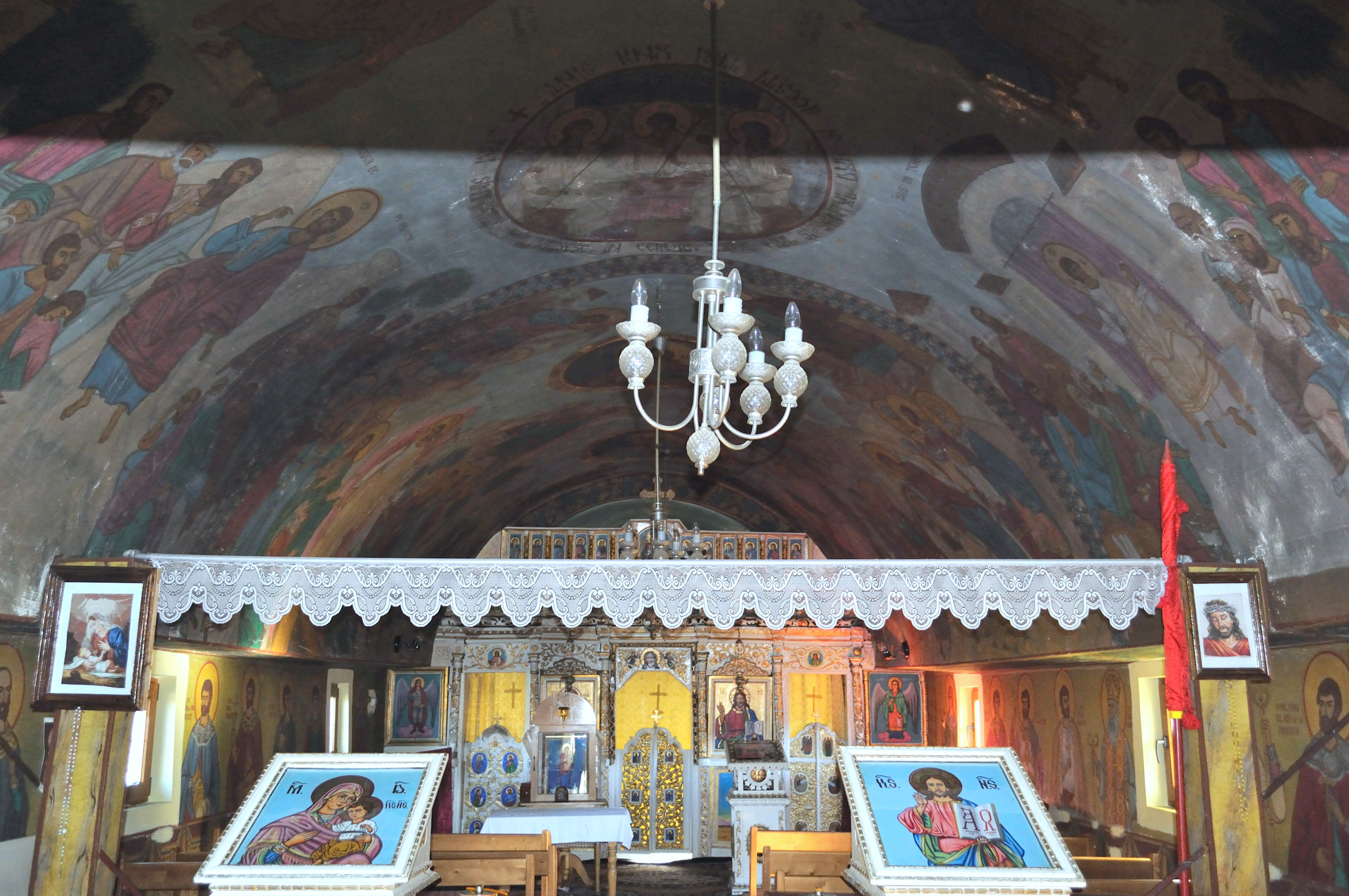
Interiorul navei
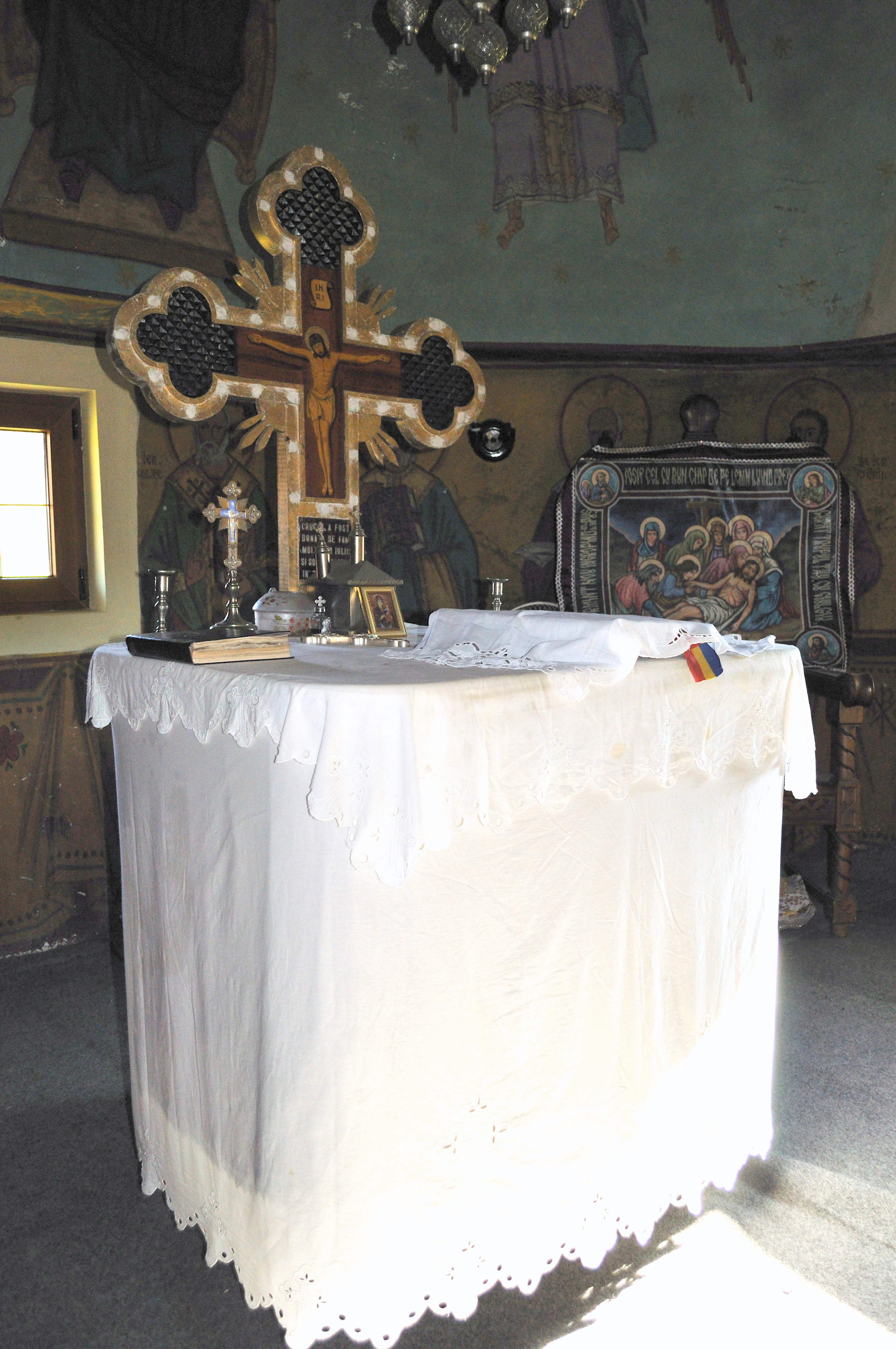
Masa altarului
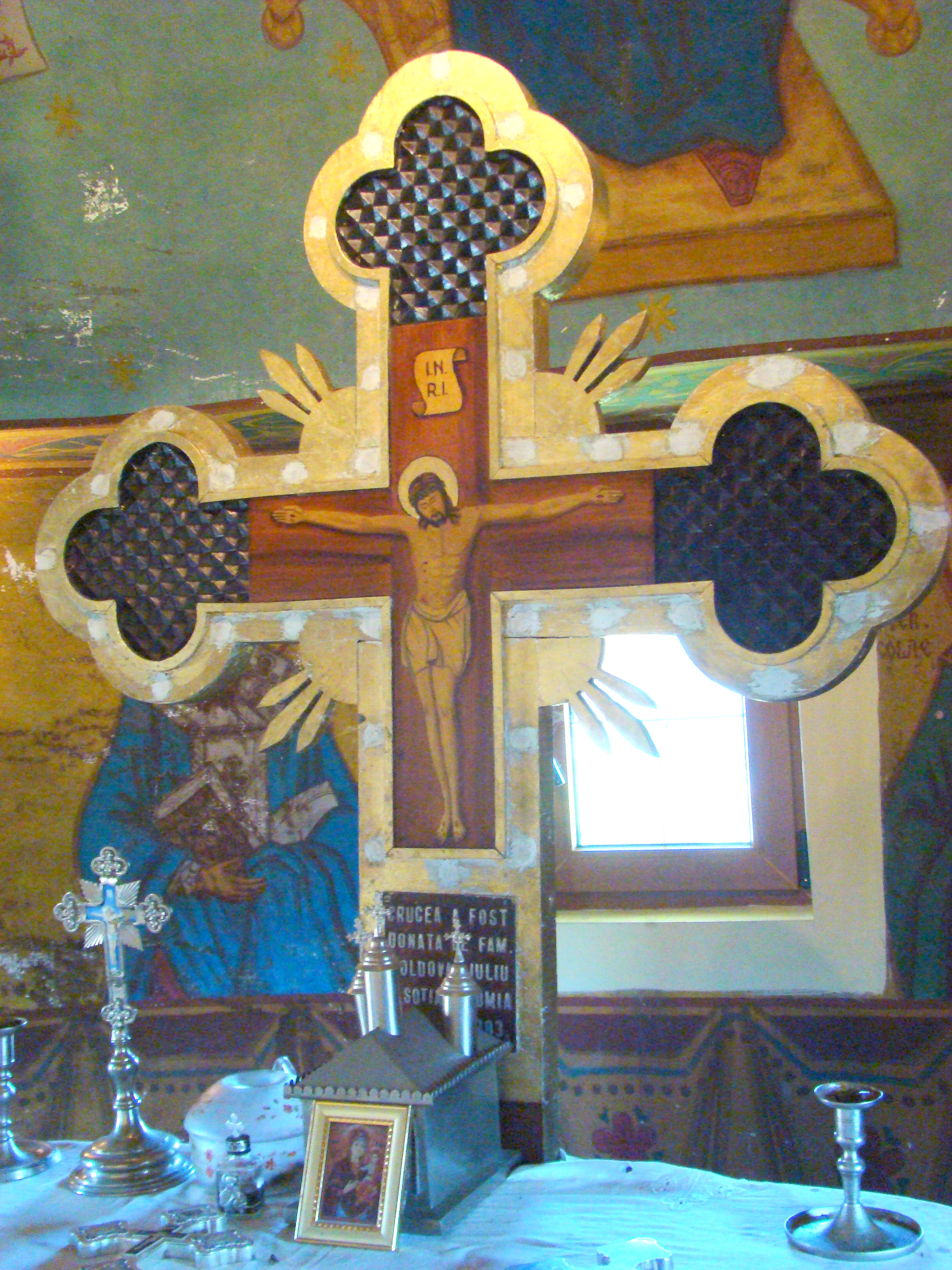
În altar
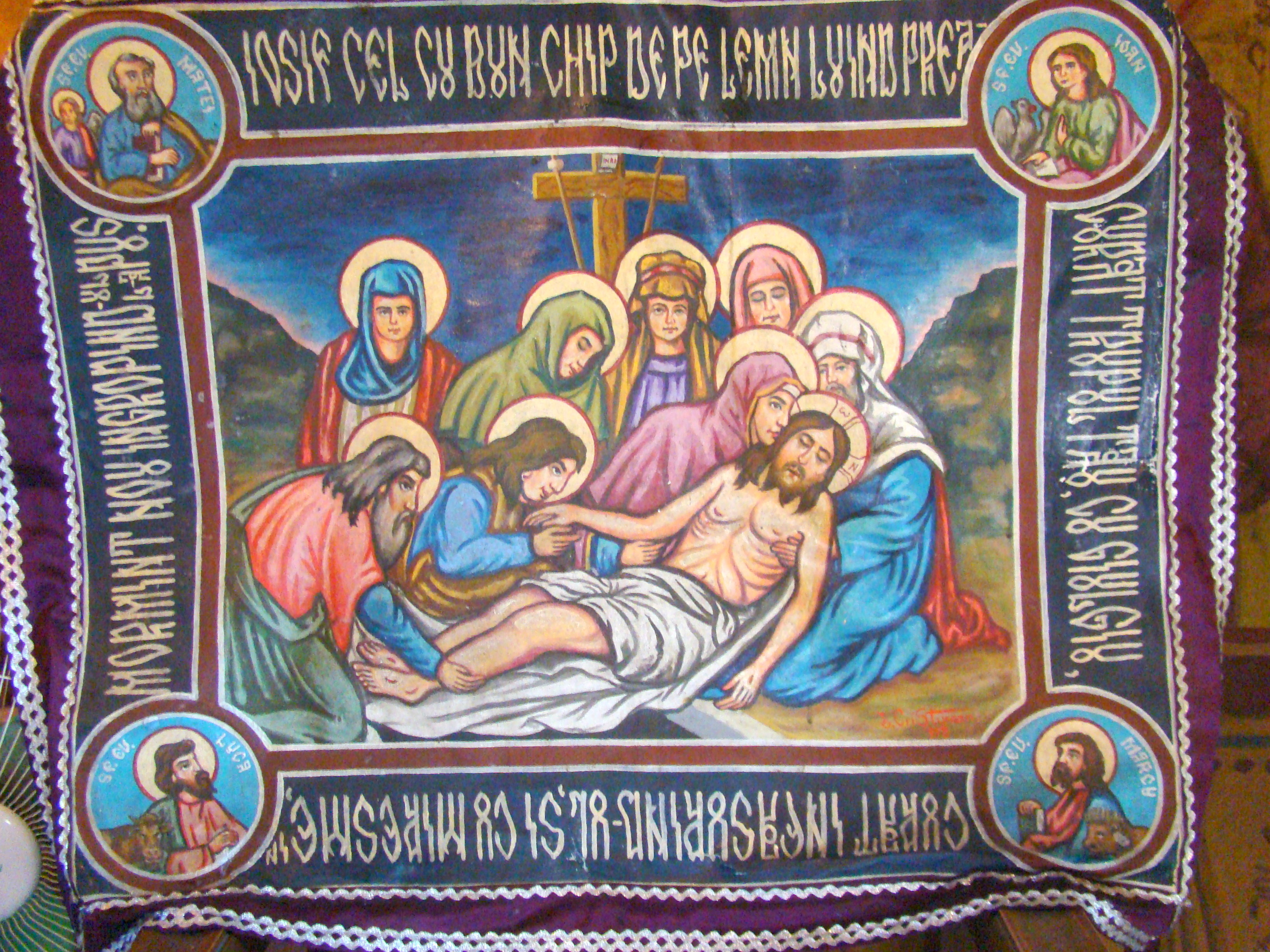
Epitaf
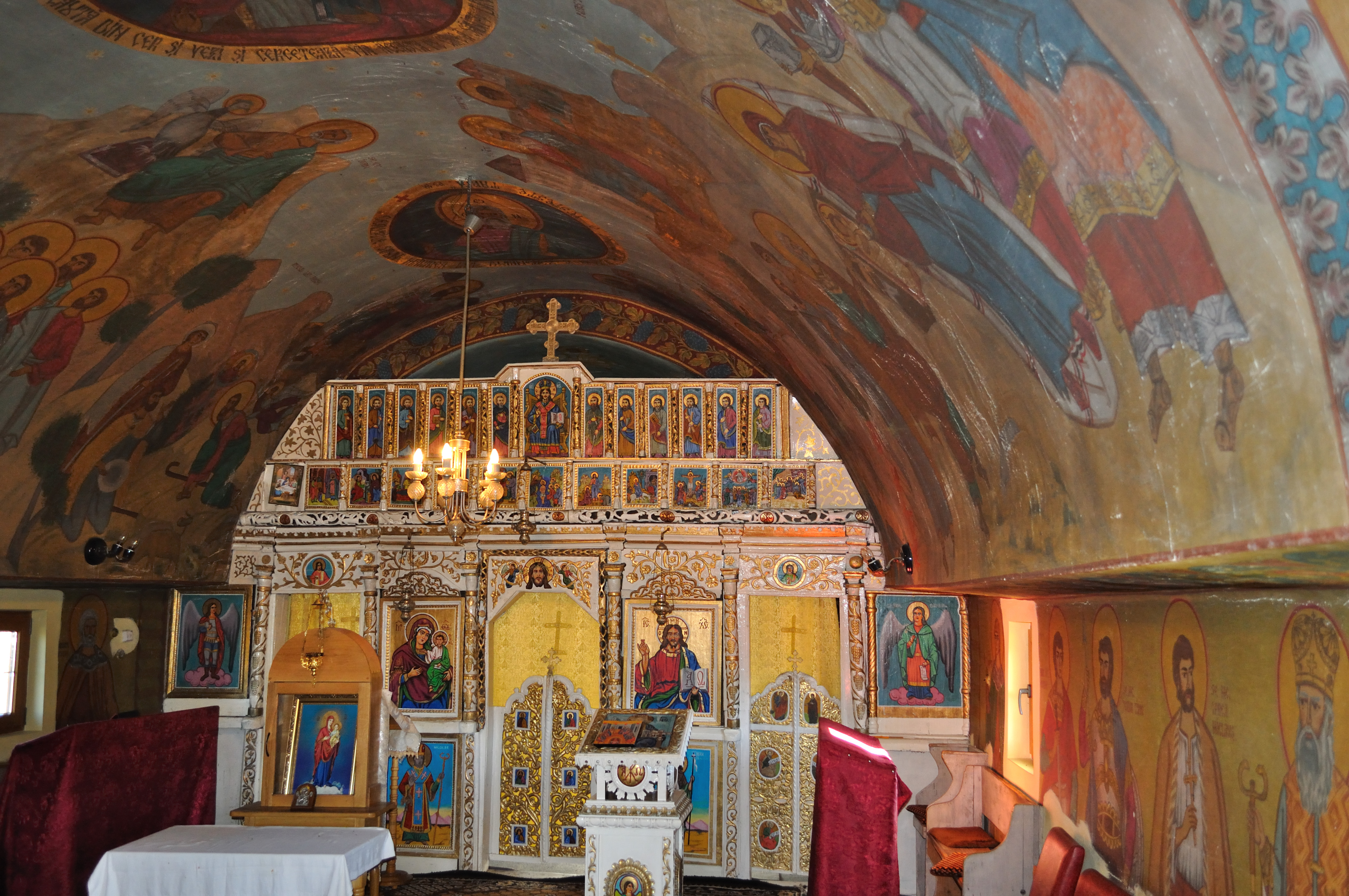
Interiorul navei
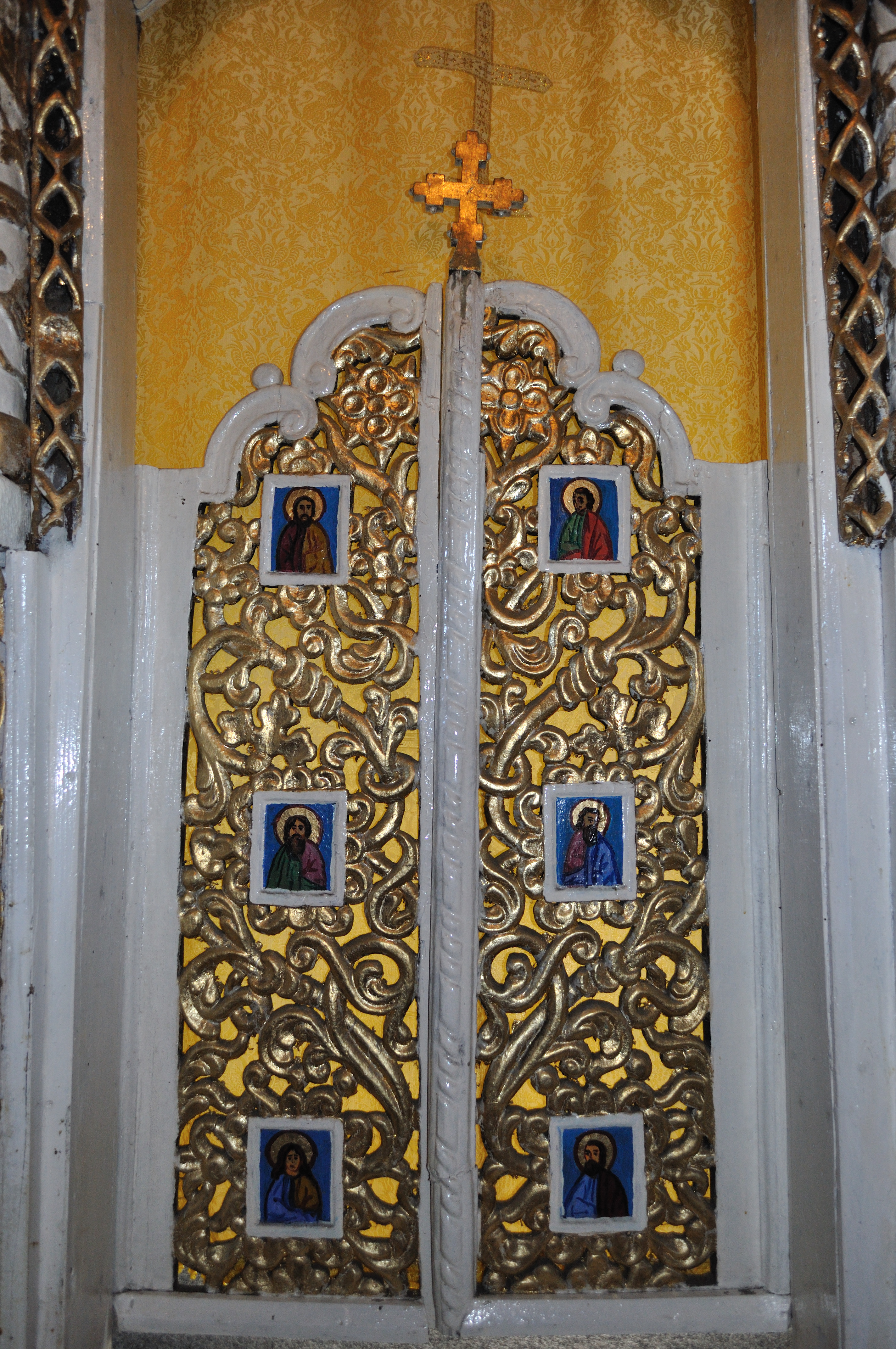
Ușile împărătești
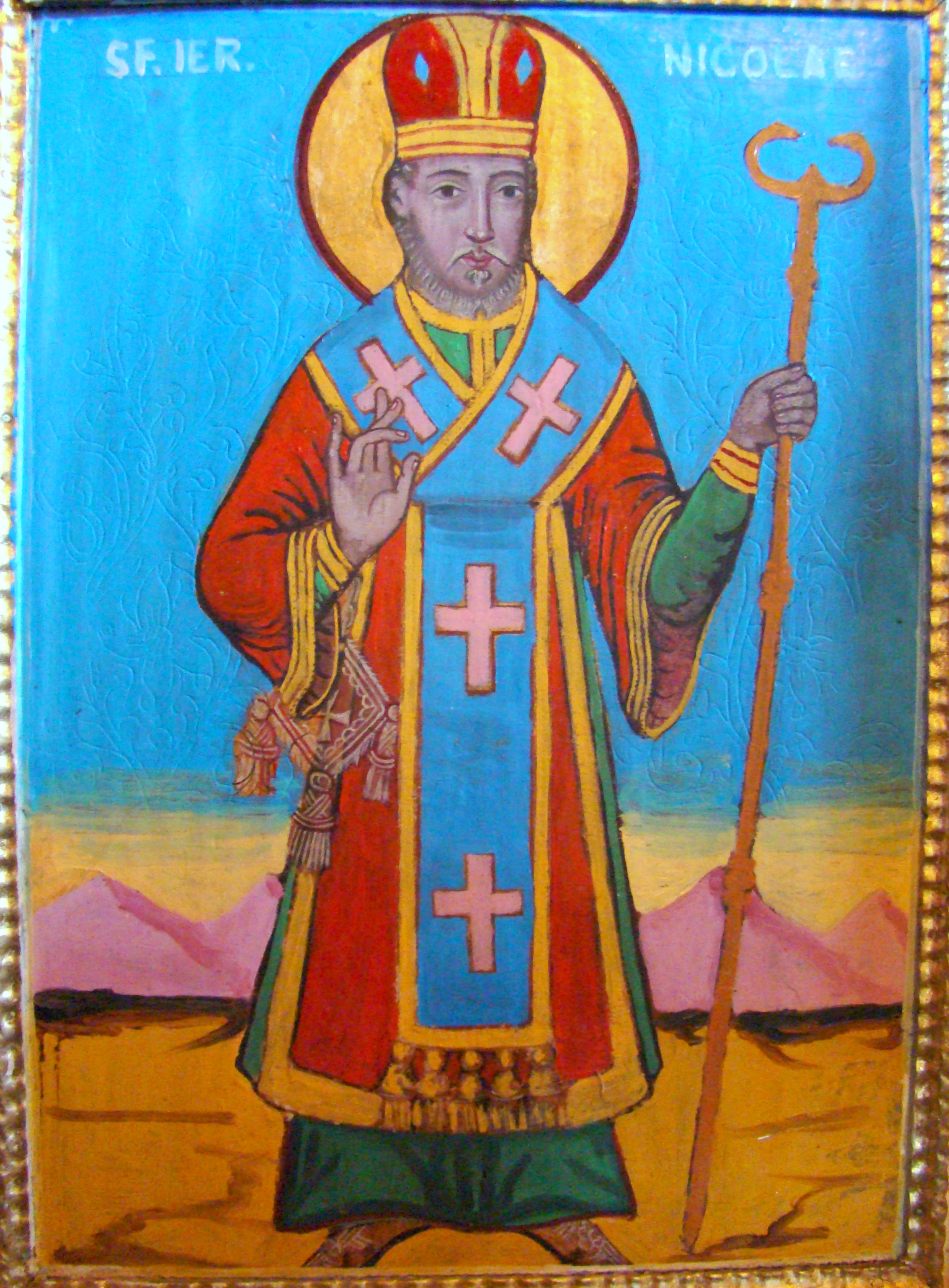
Sfântul Nicolae
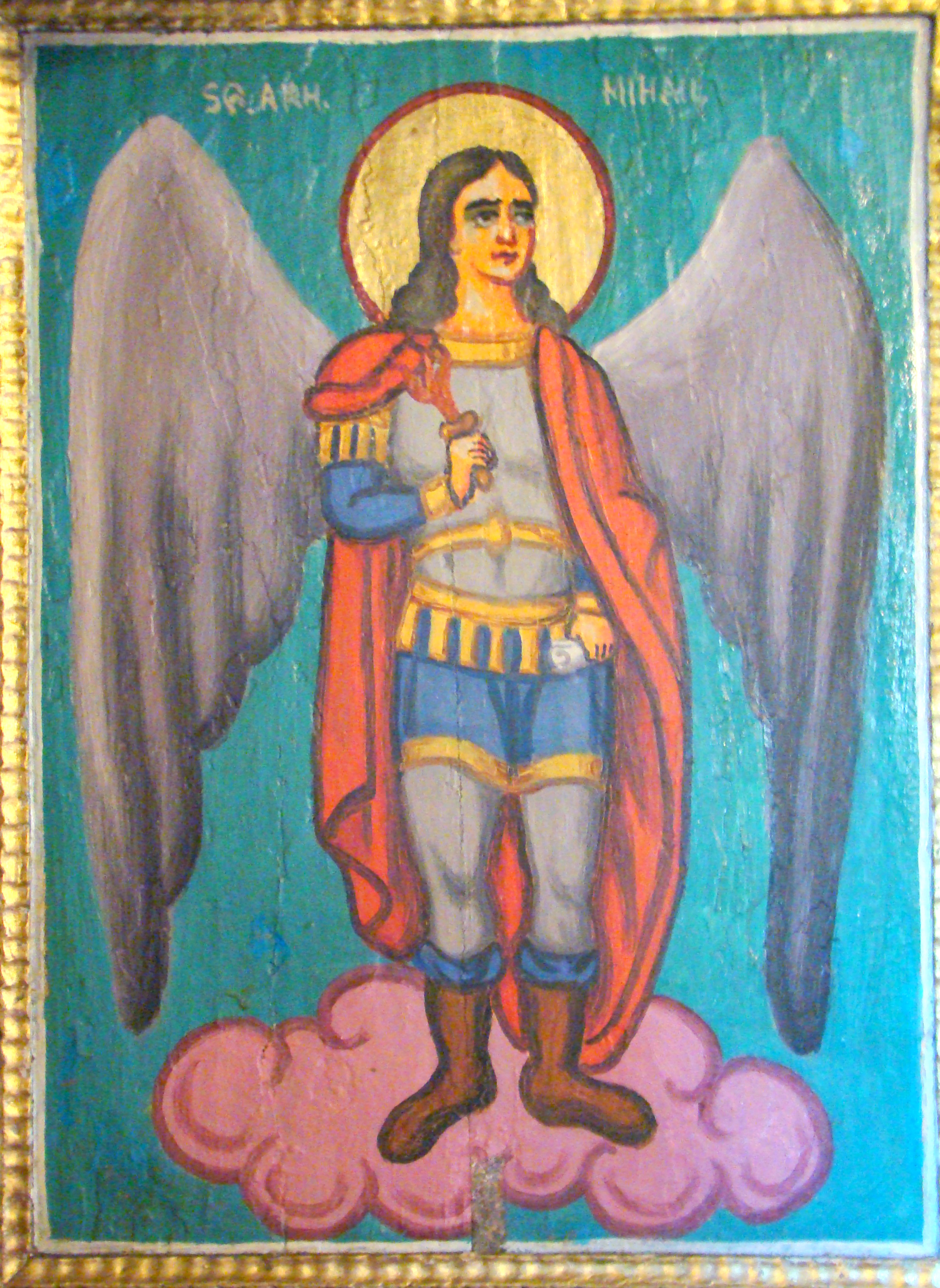
Arhanghelul Mihail
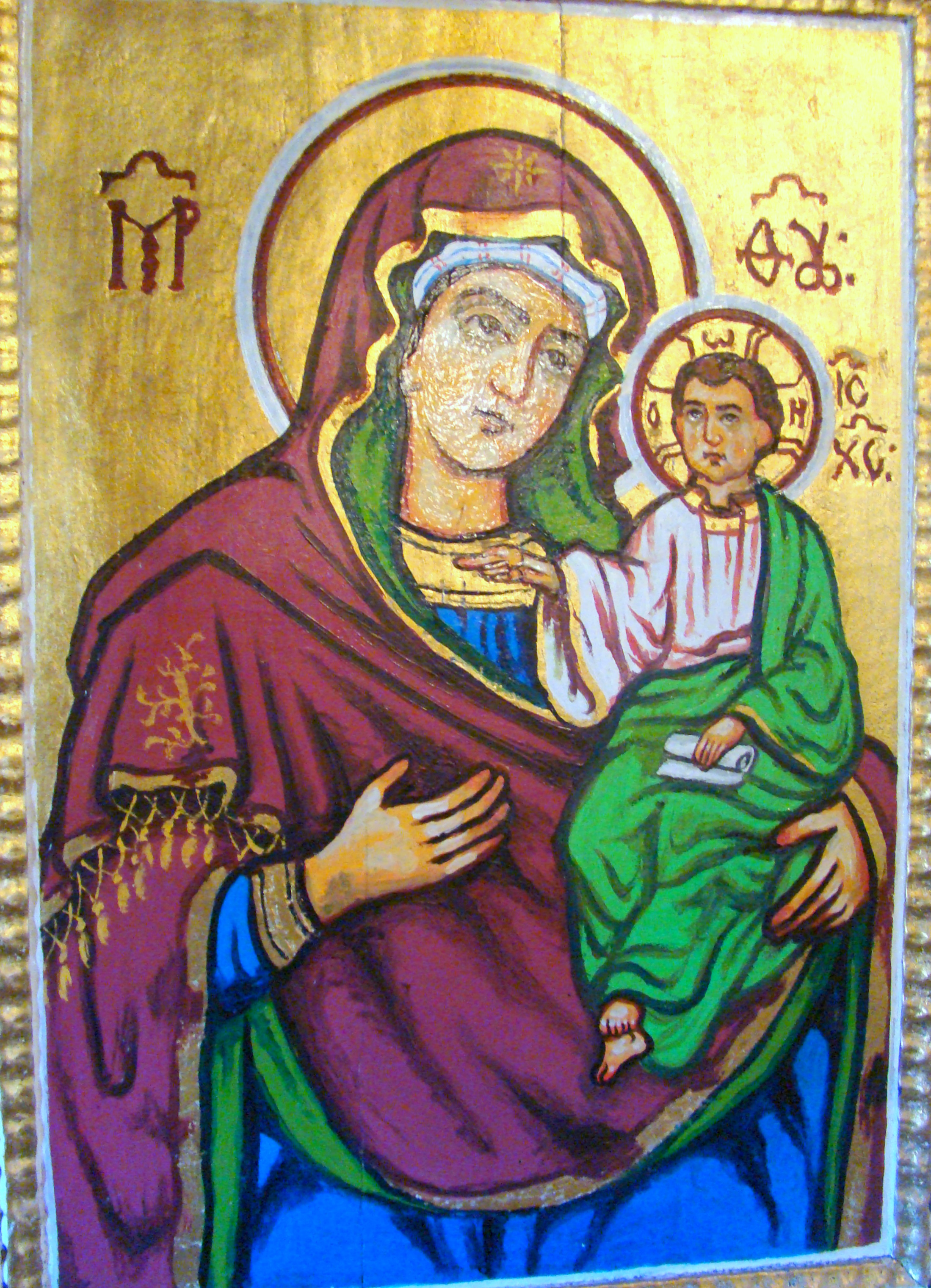
Maica Domnului cu pruncul
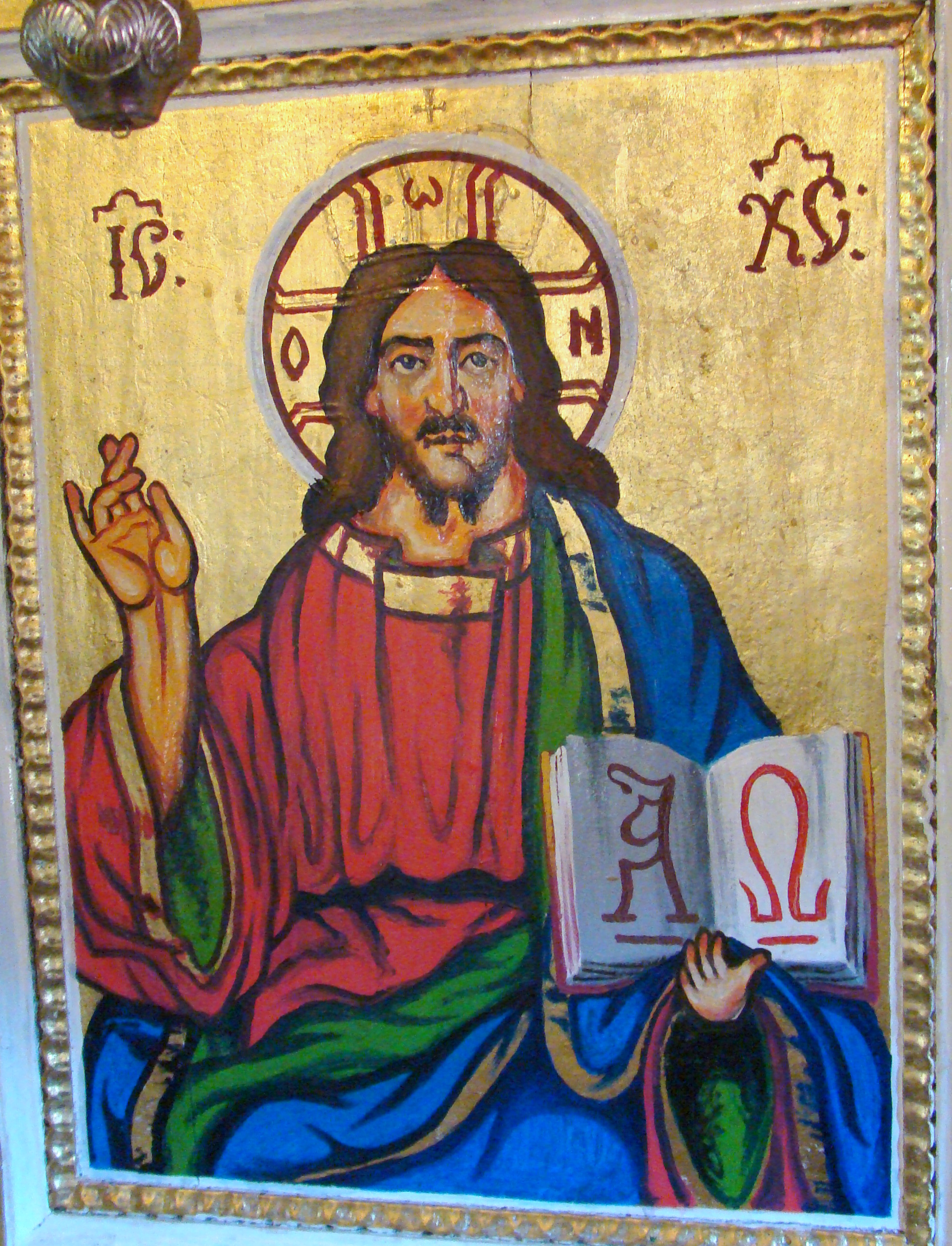
Icoana Mântuitorului
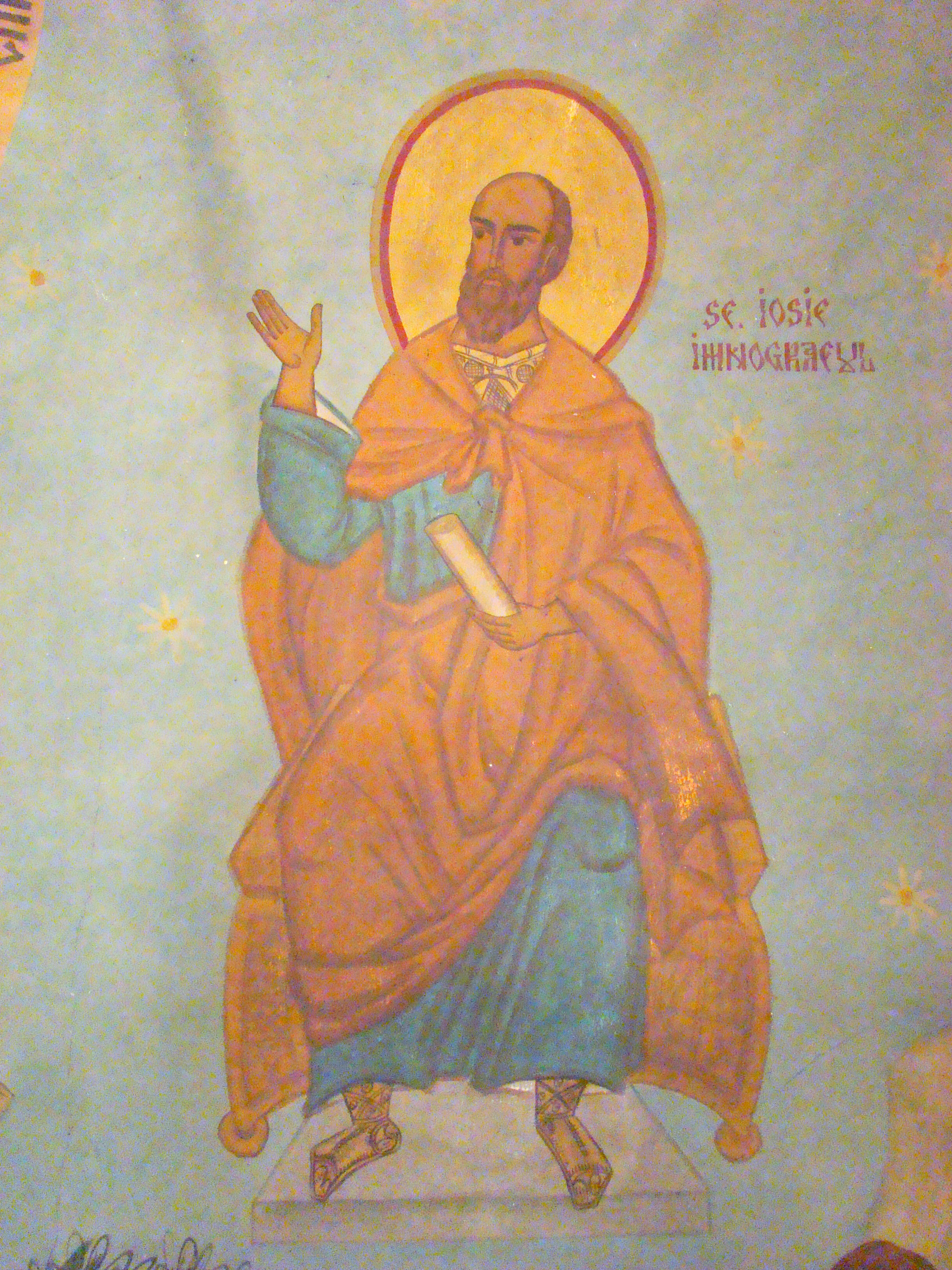
Sfântul Iosif Imnograful
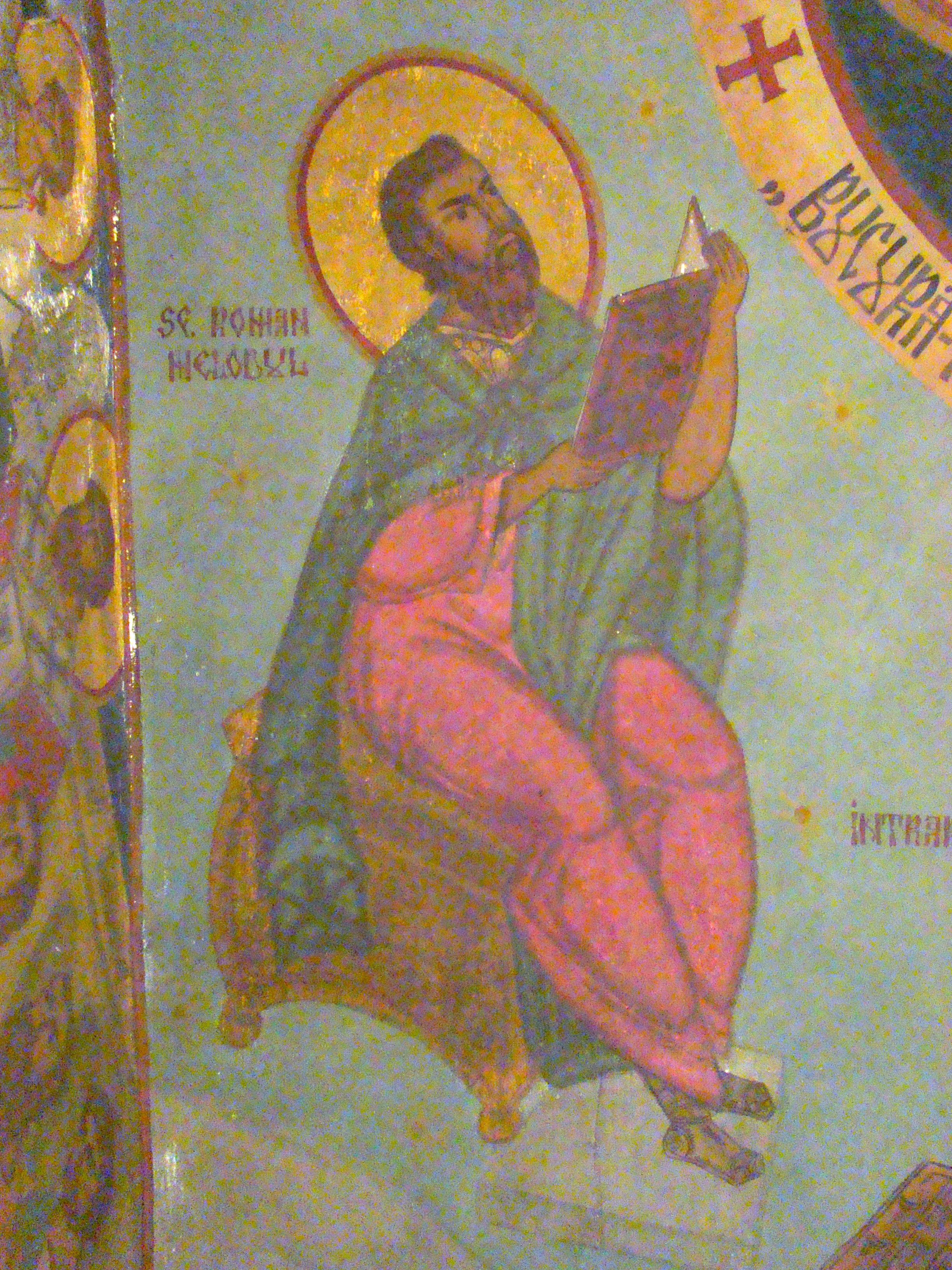
Sfântul şi Prea Cuviosul Roman Melodul
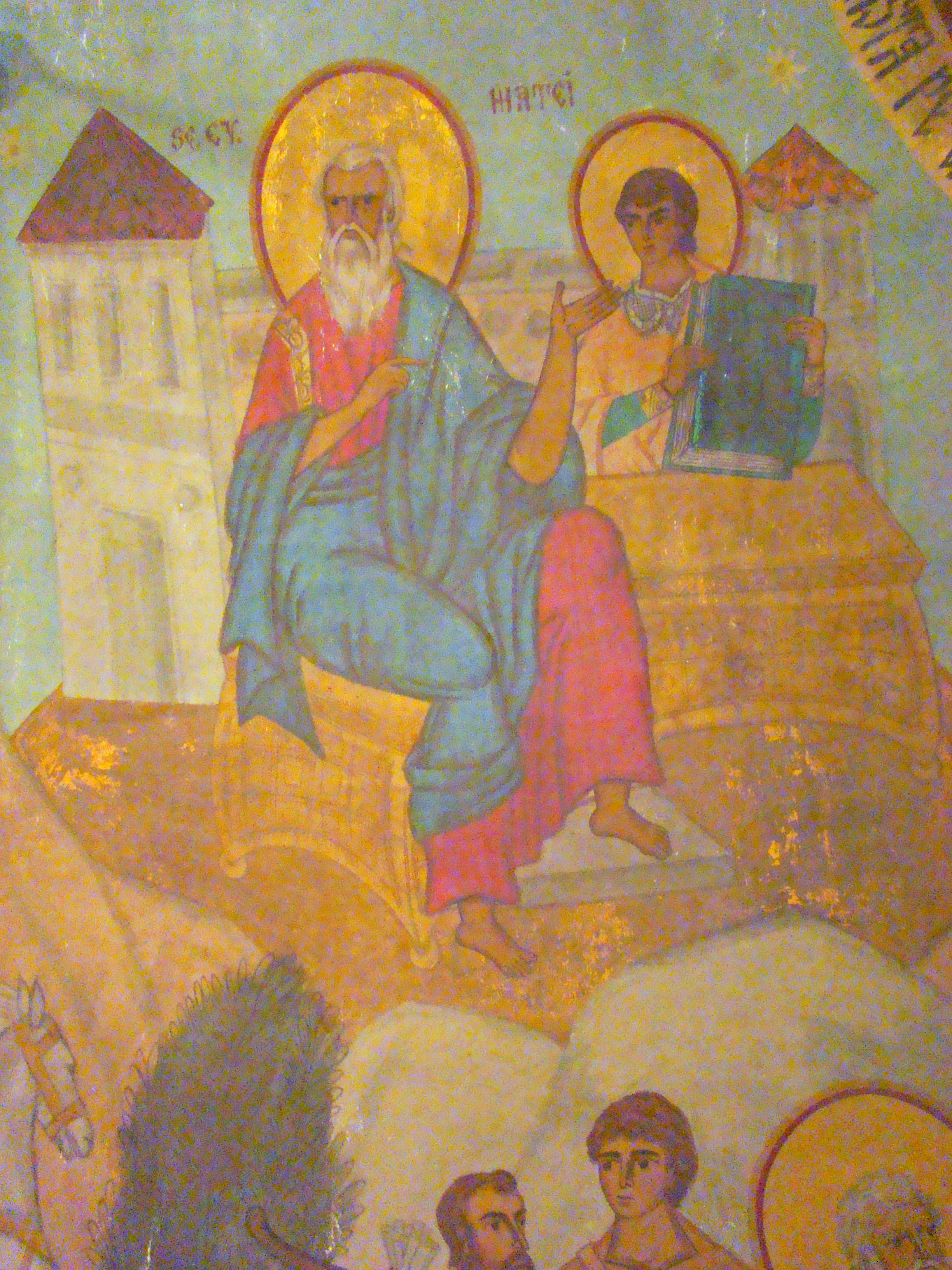
Sfântul Evanghelist Matei
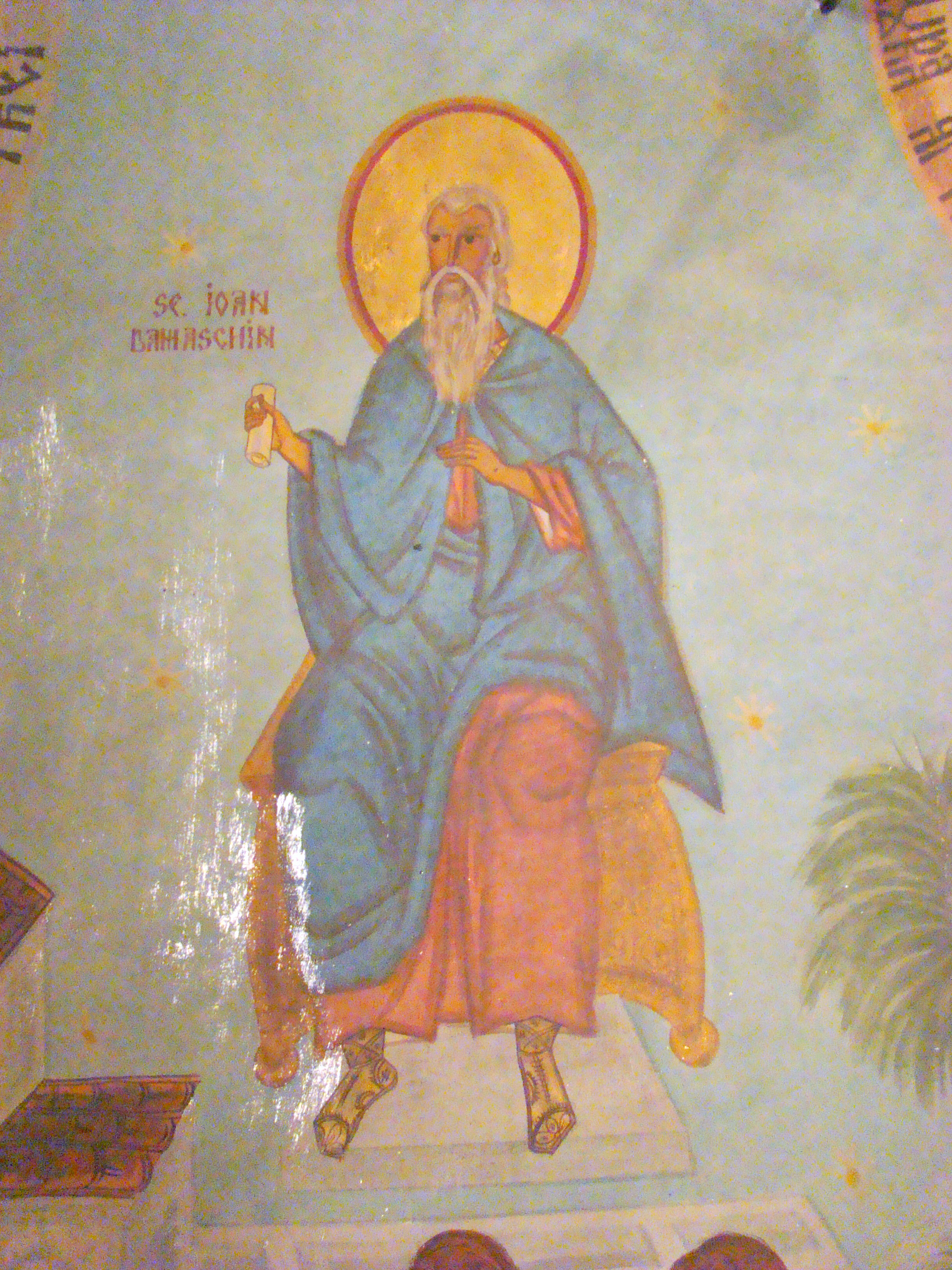
Sfântul Ioan Damaschin
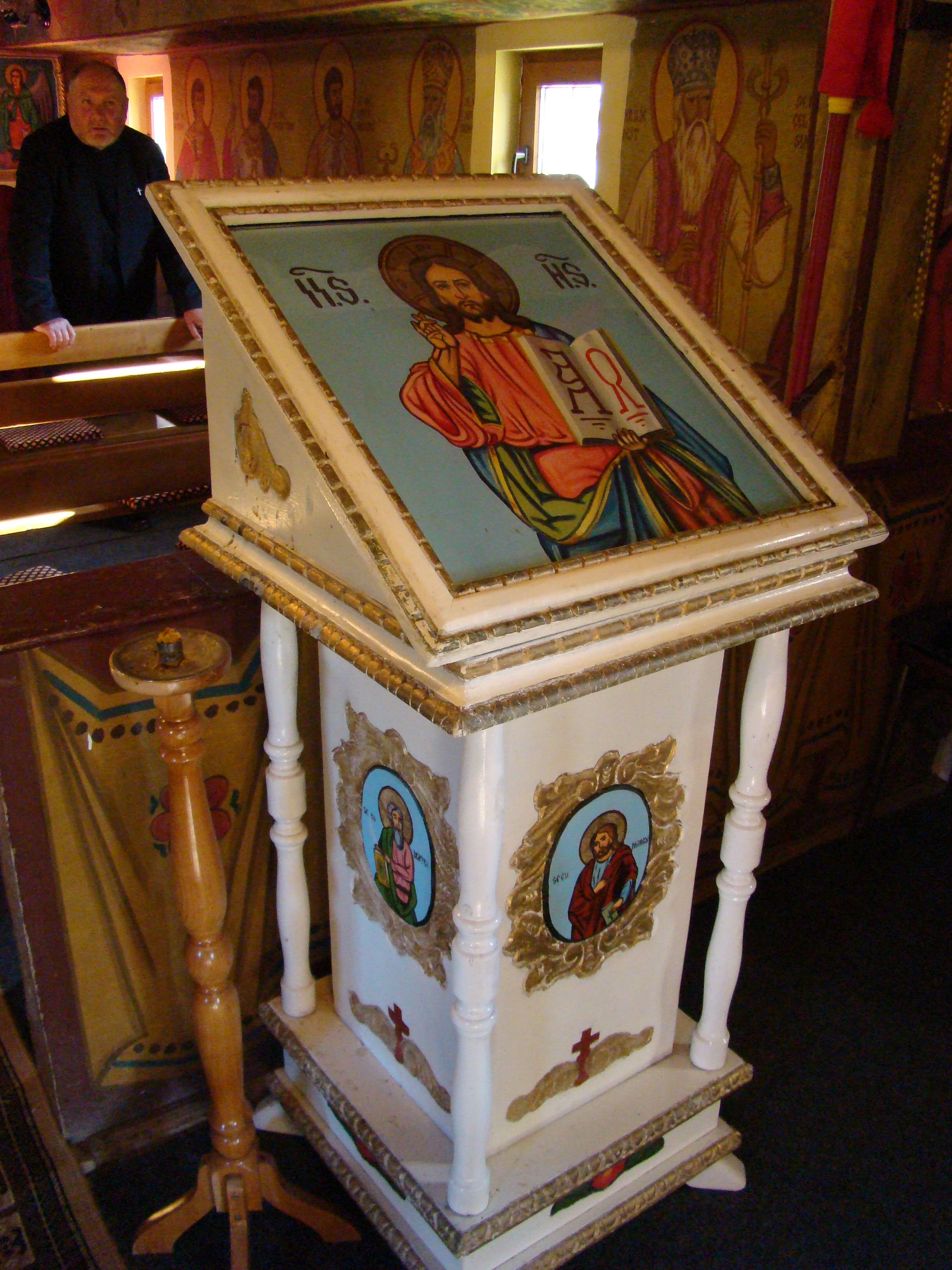
Tetrapod
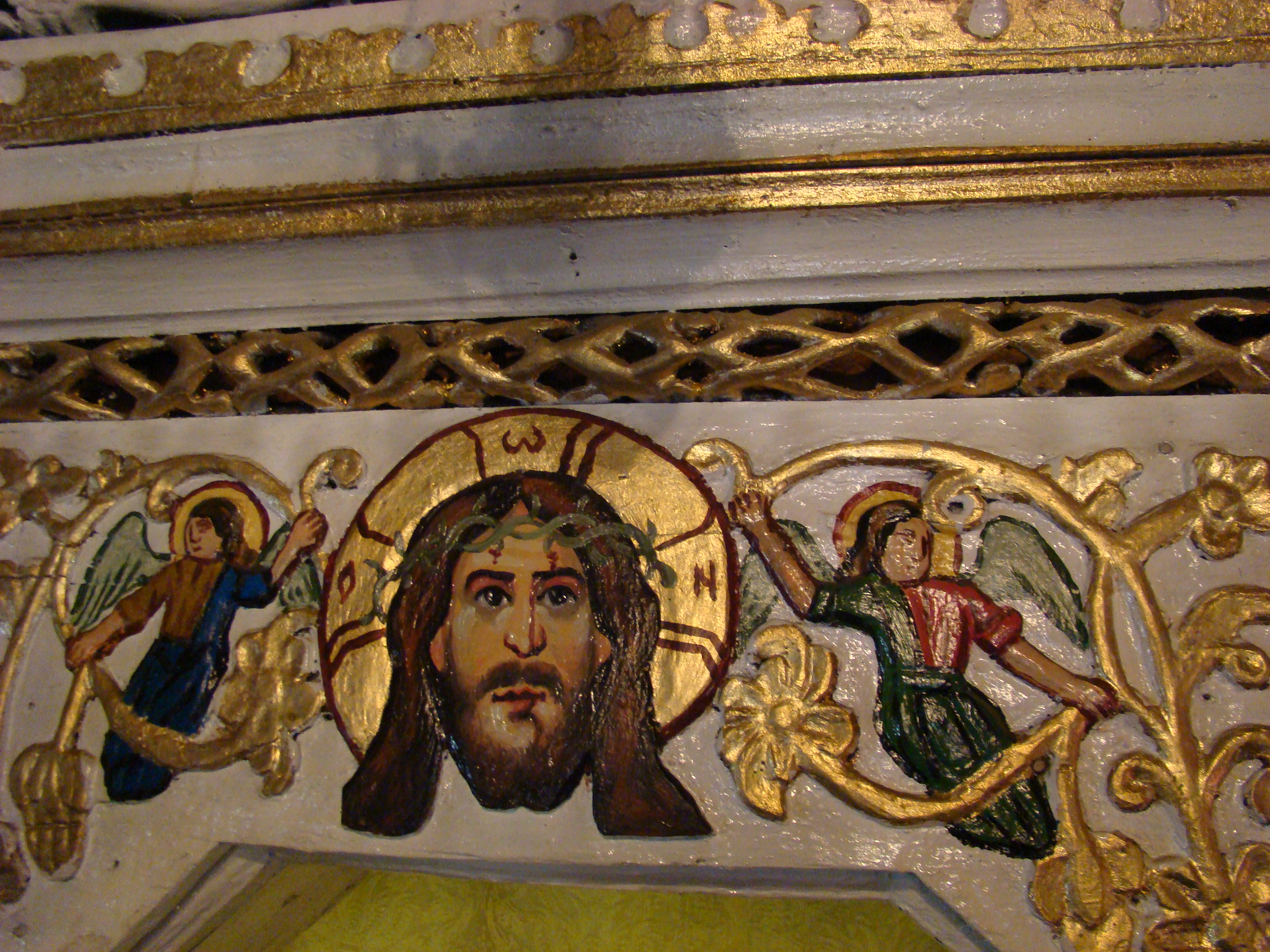
Iconostas (detaliu)
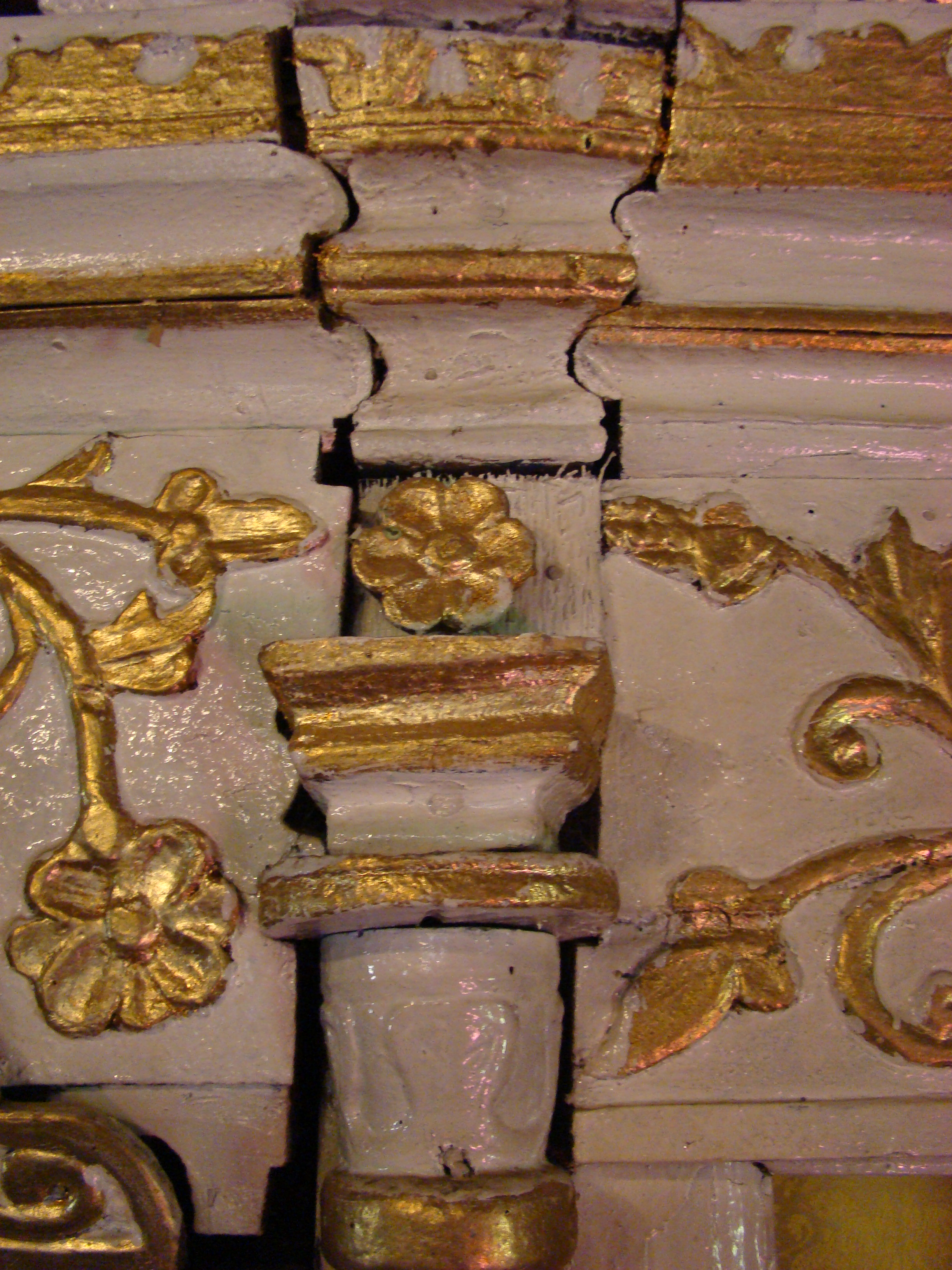
Iconostas (detaliu)
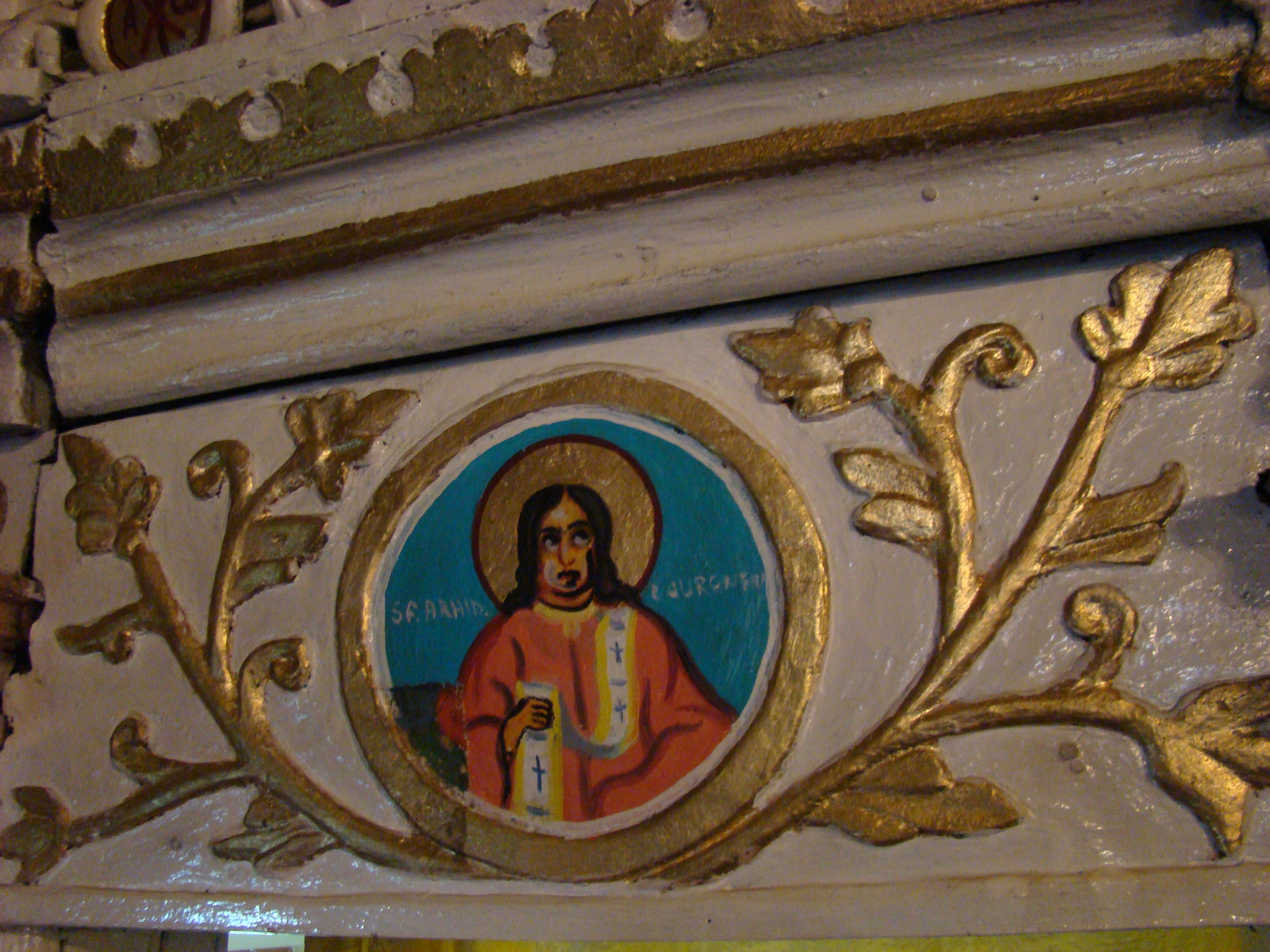
Iconostas (detaliu)
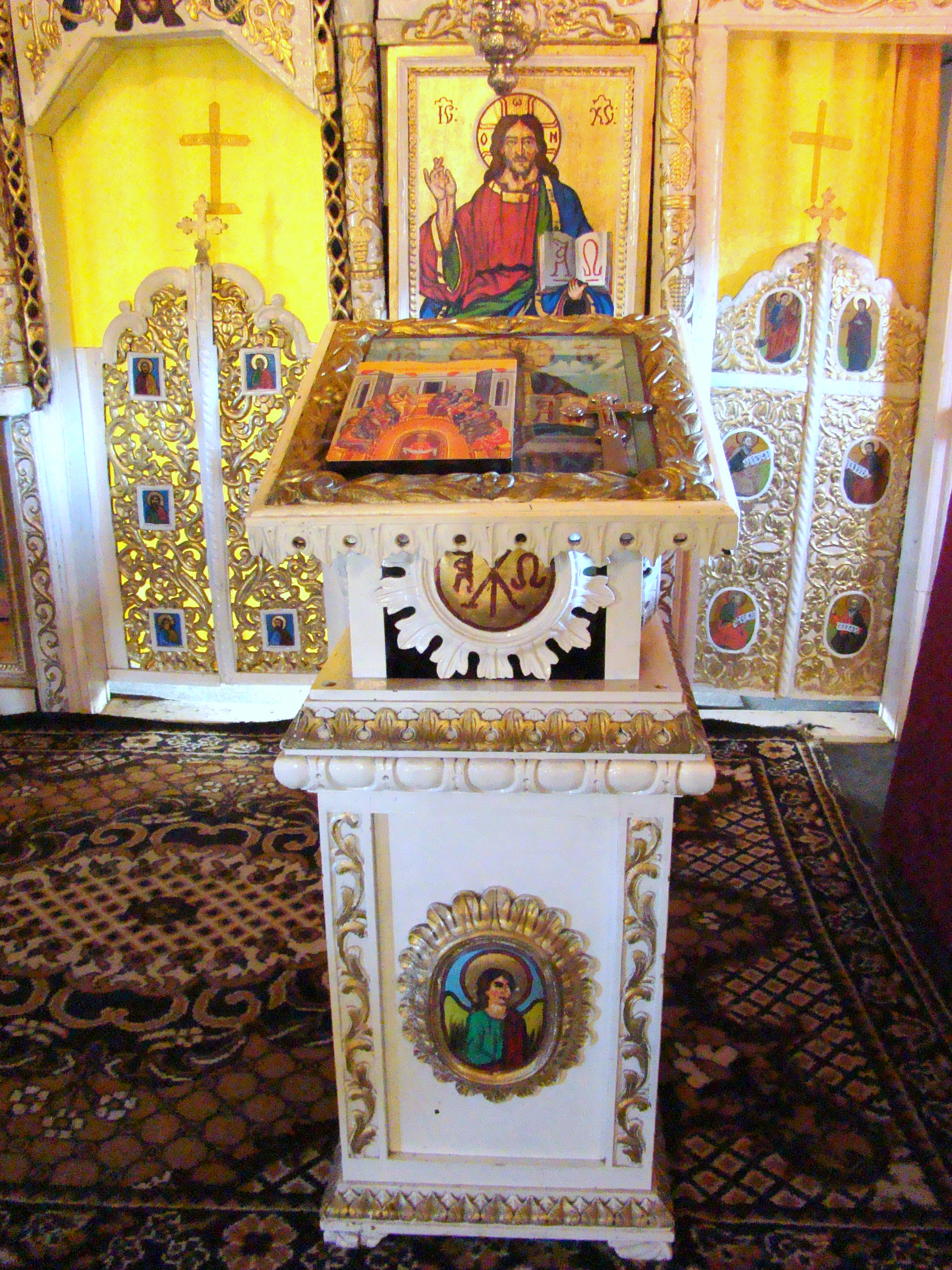
Tetrapod
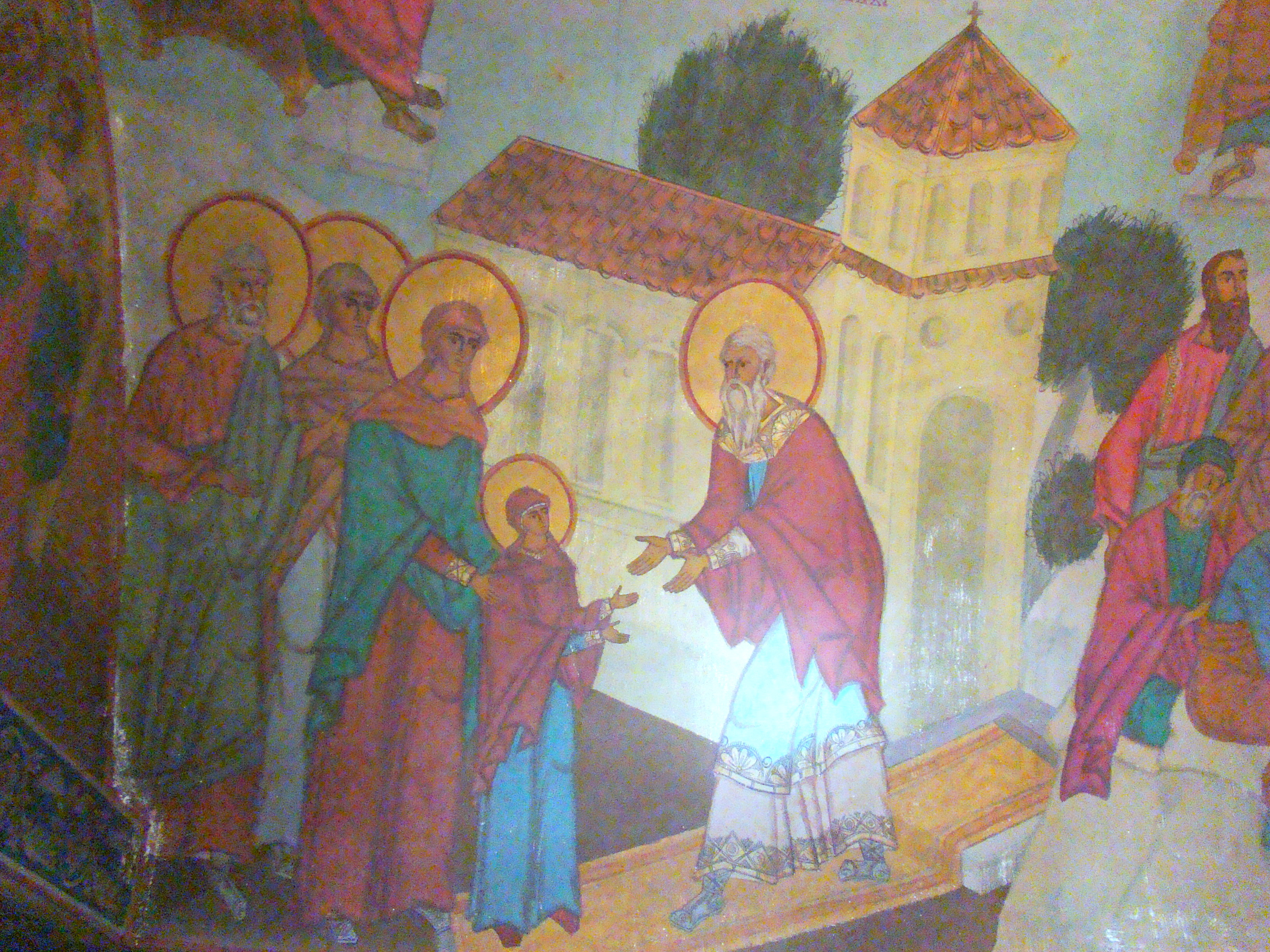
Intrarea Maicii Domnului în Biserică
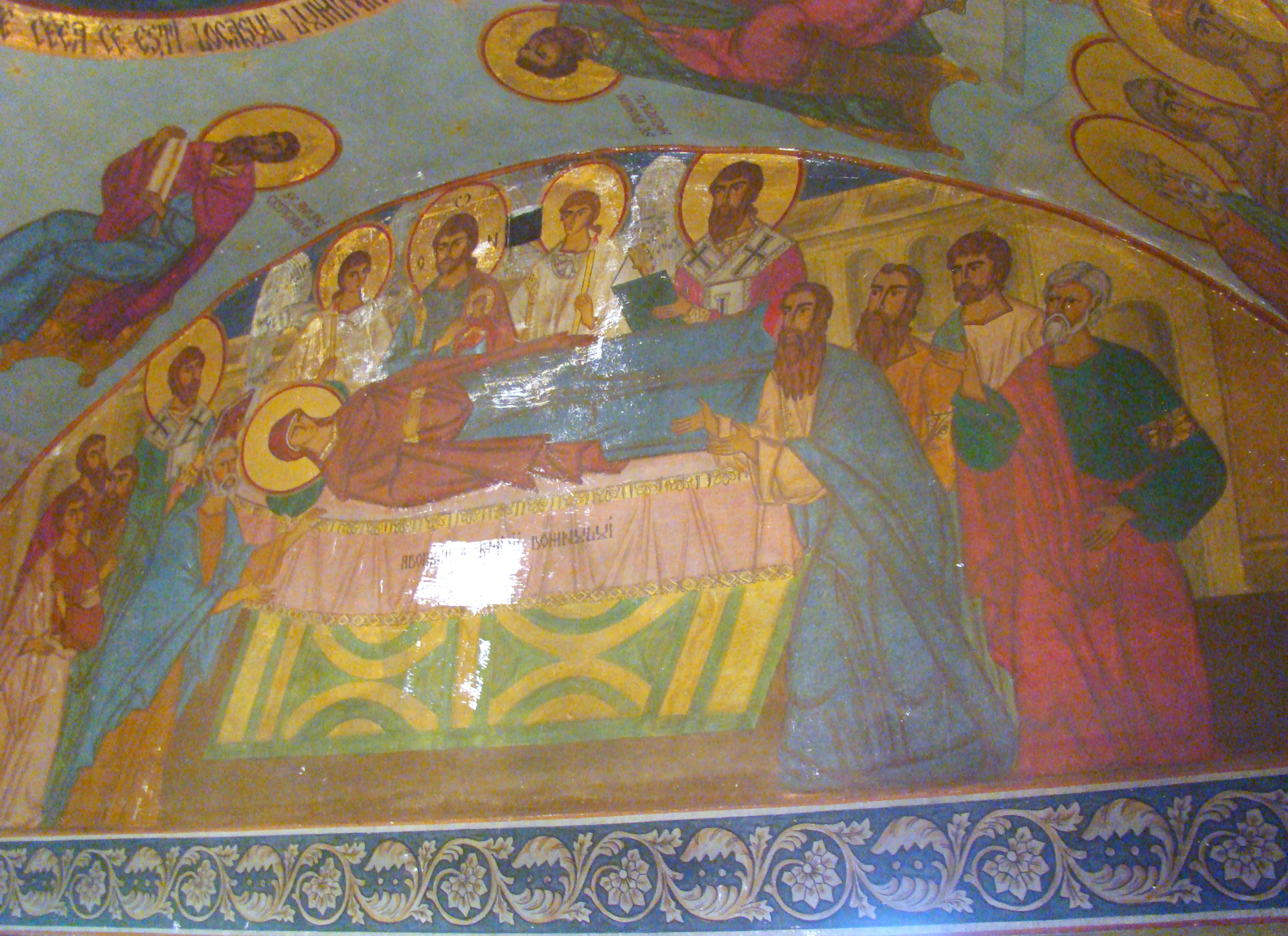
Adormirea Maicii Domnului
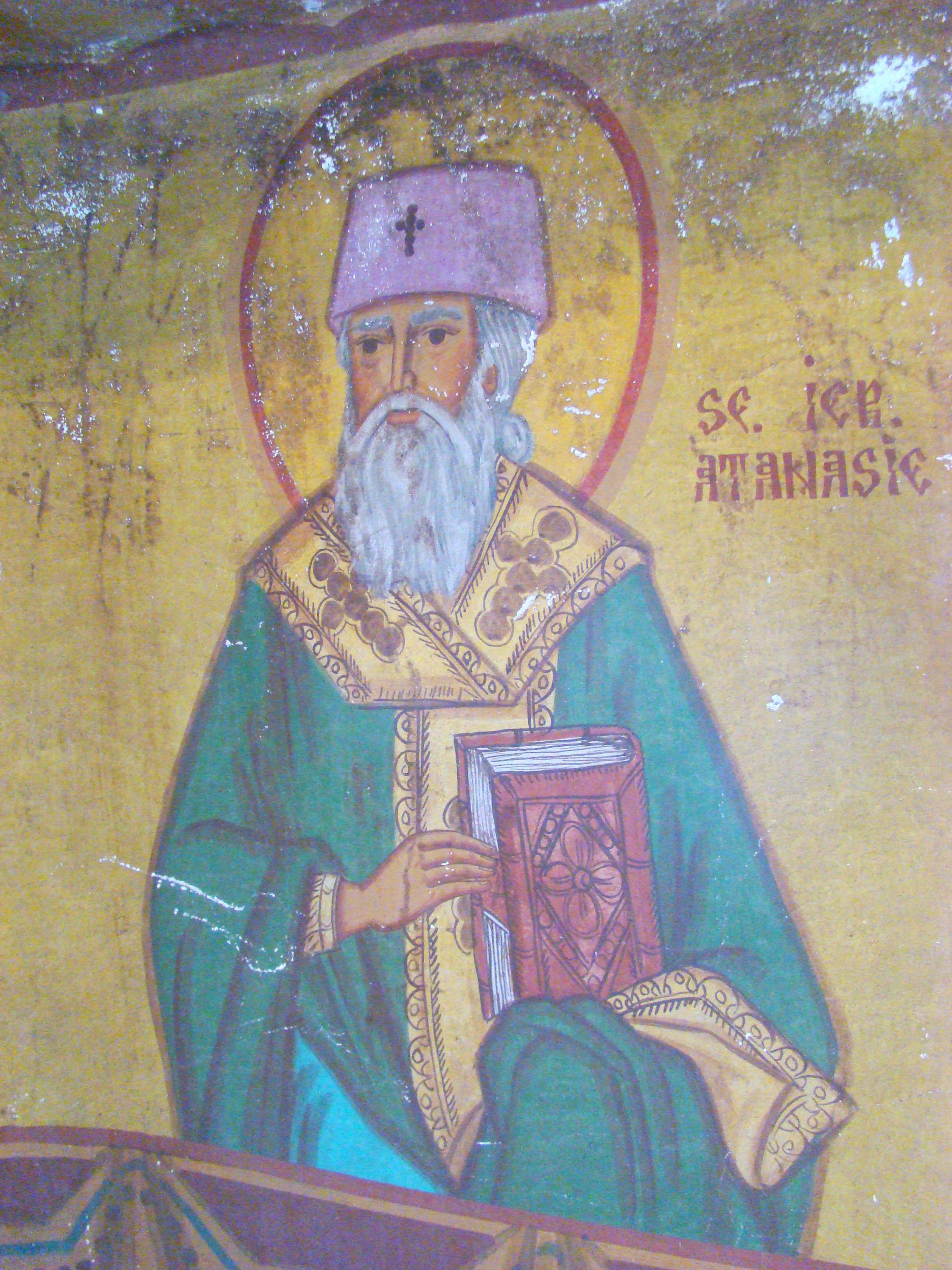
Sfântul Ierarh Atanasie
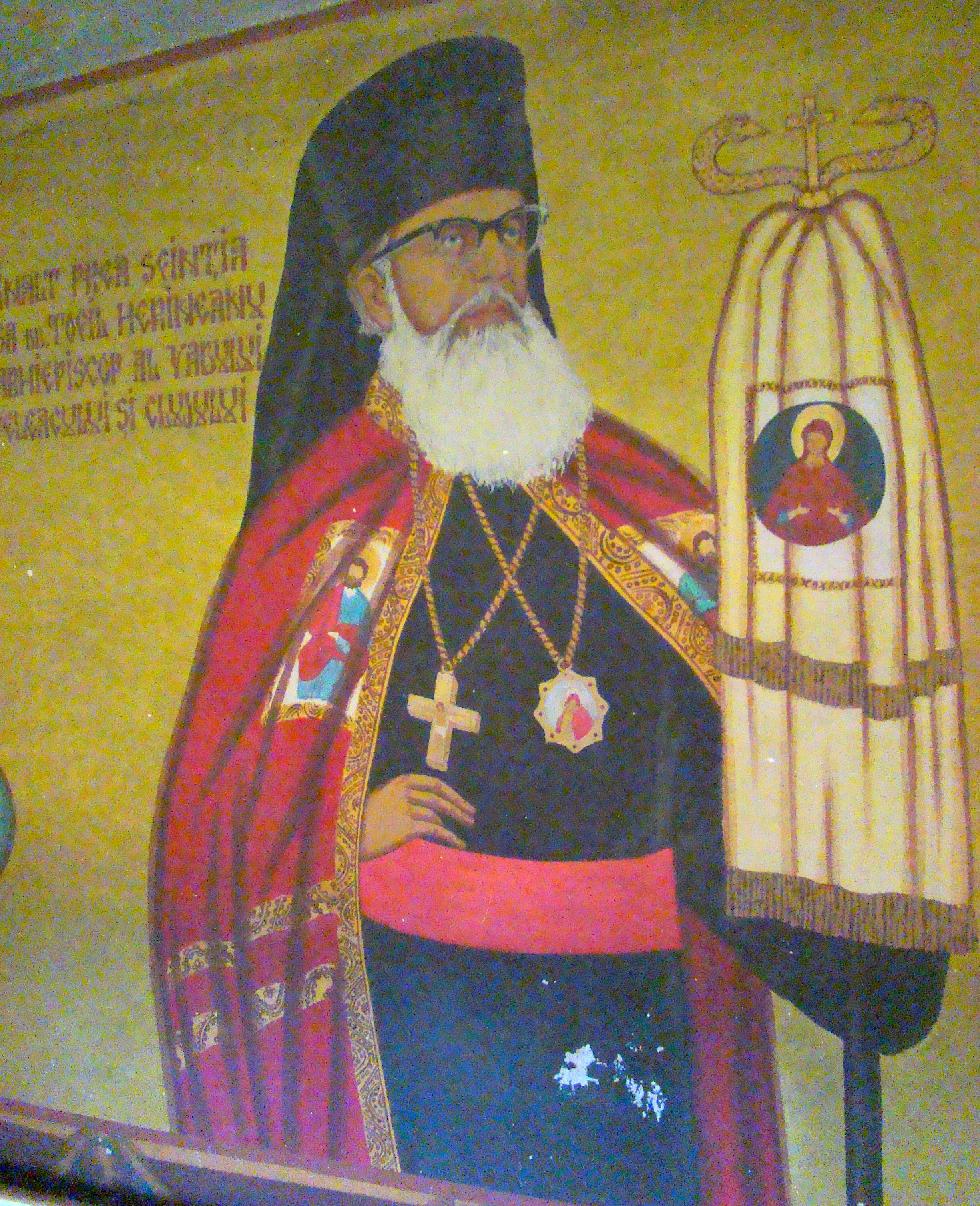
Arhiepiscopul Teofil Herineanu
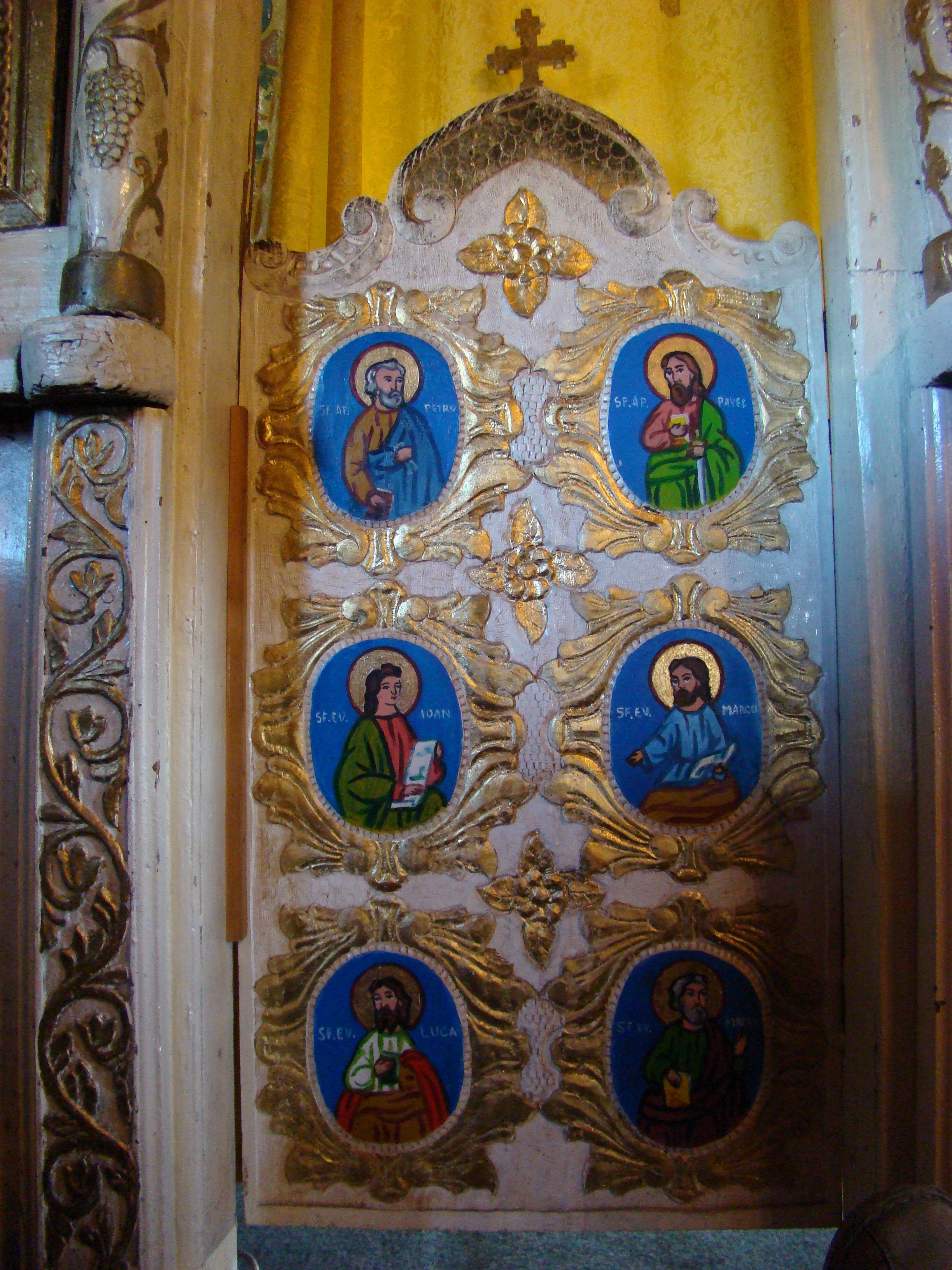
Ușă diaconească
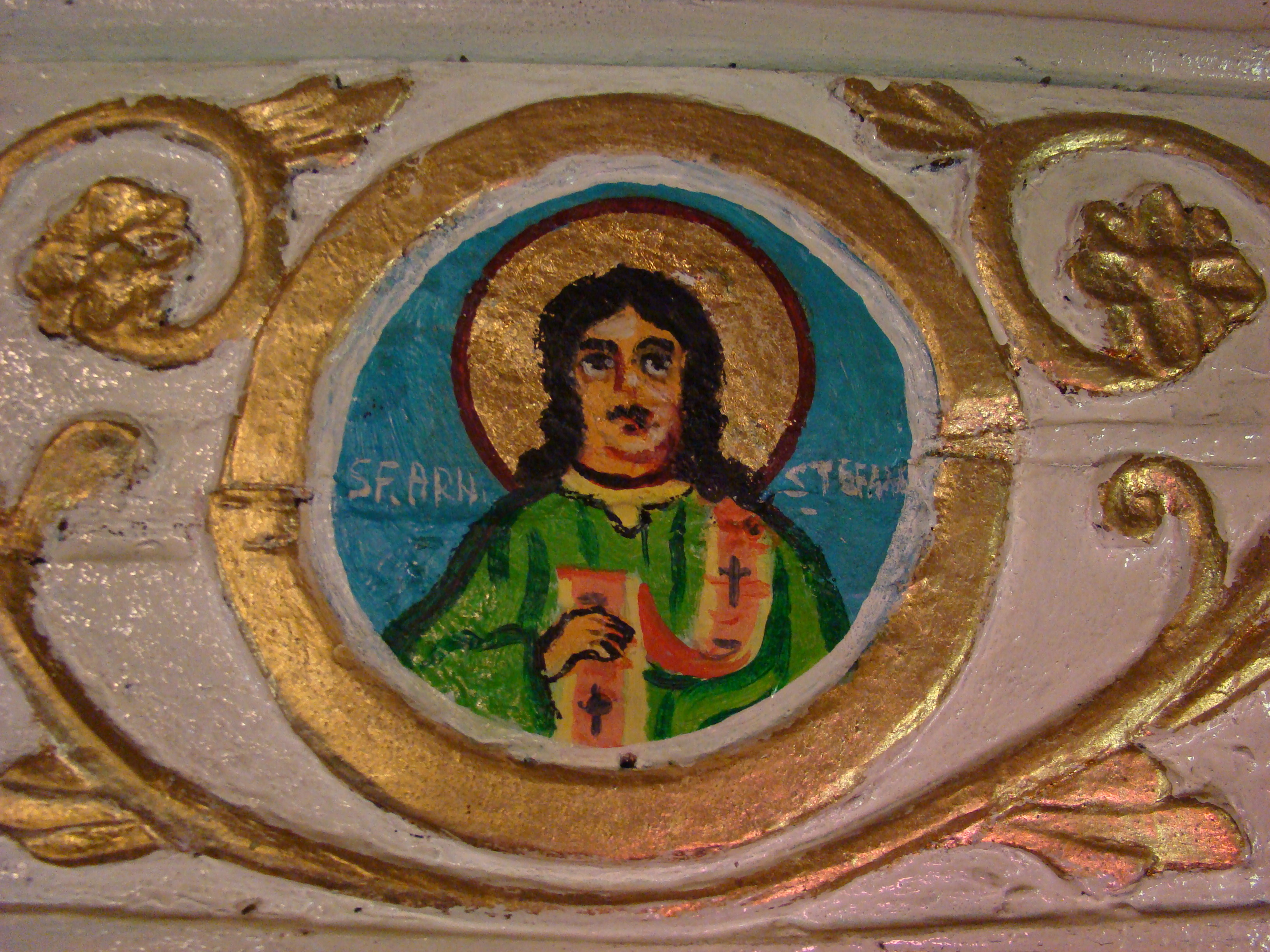
Iconostas (detaliu)
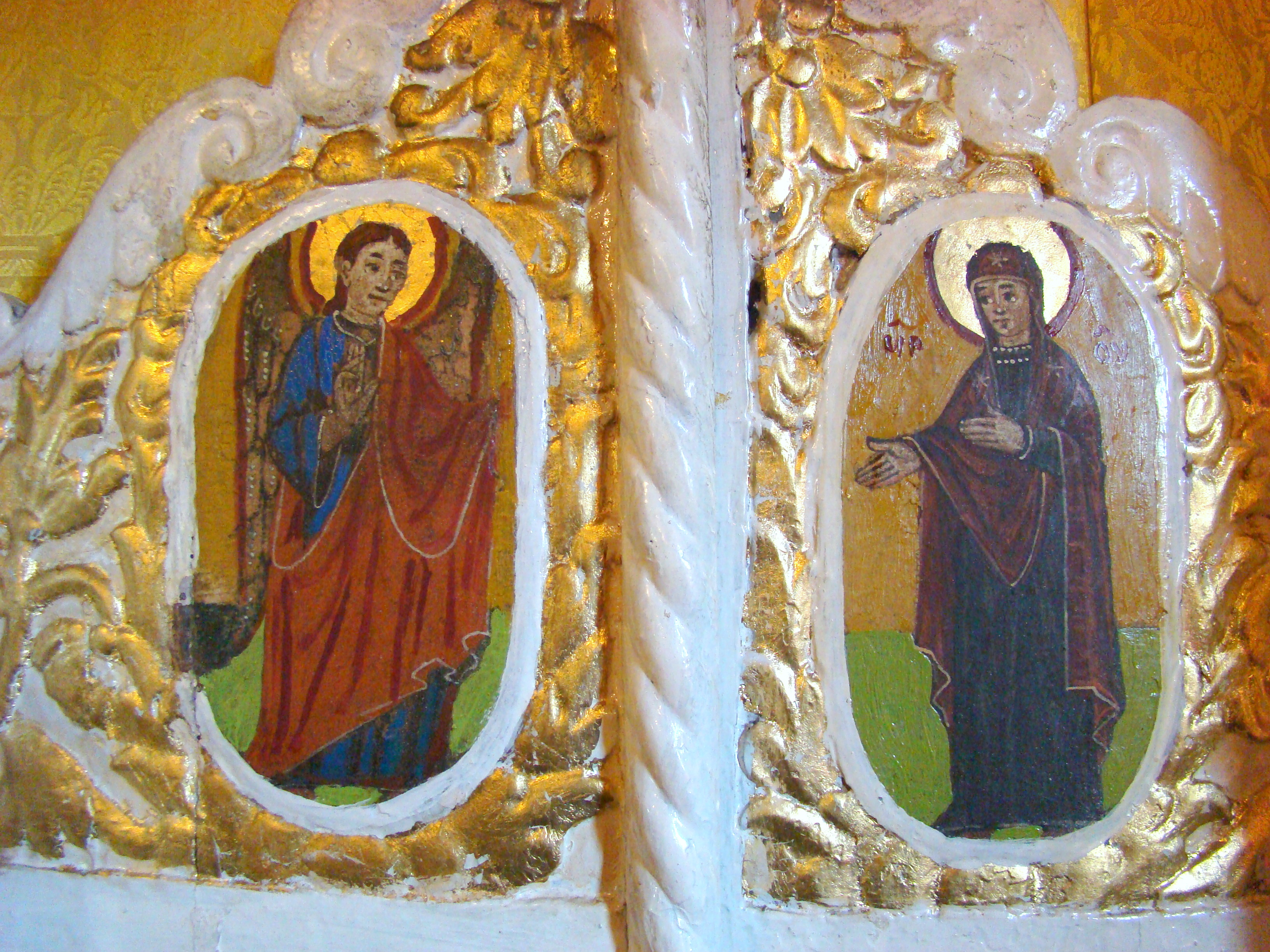
Ușă diaconească (detaliu: Buna Vestire)
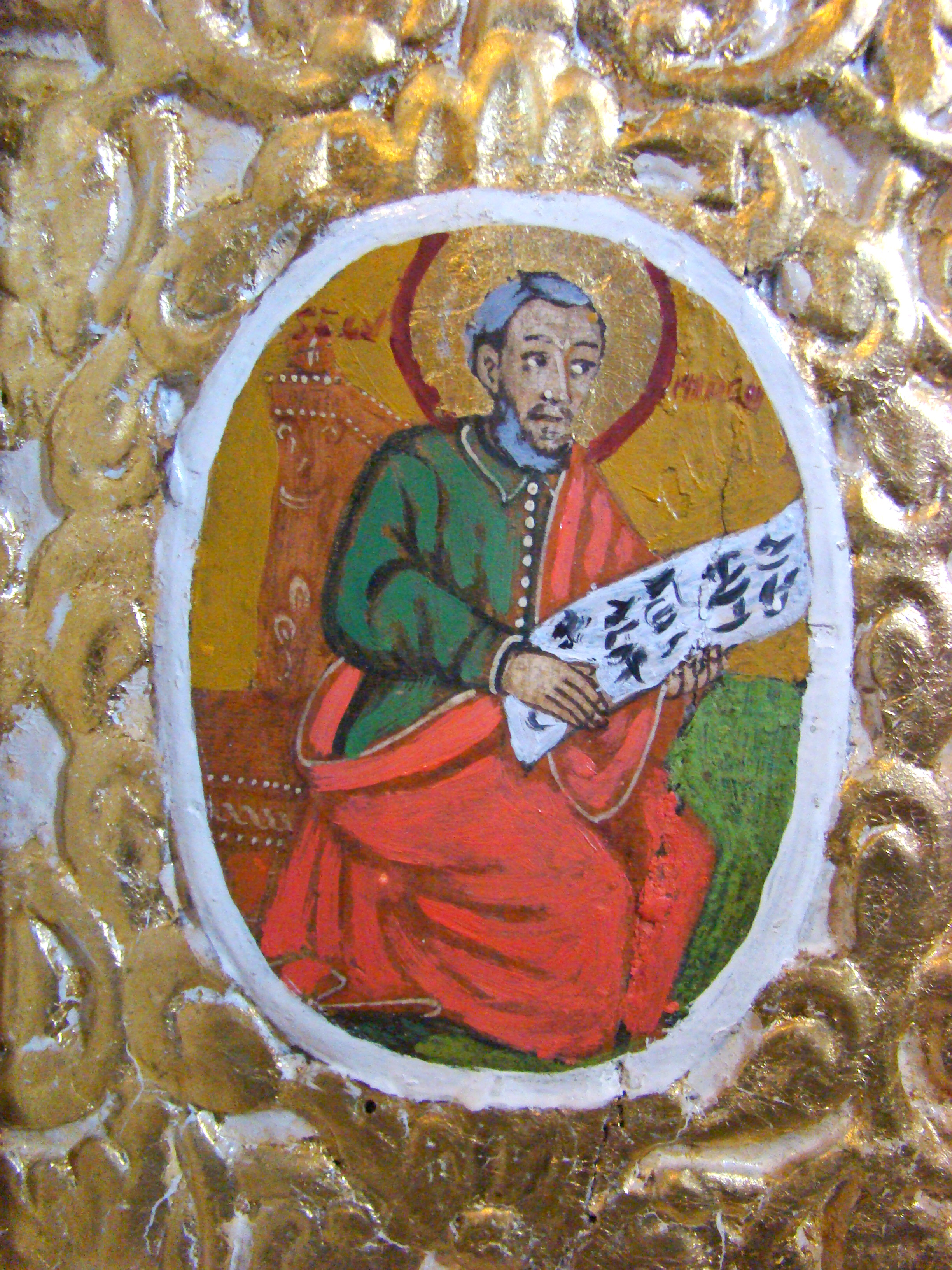
Ușă diaconească (detaliu)
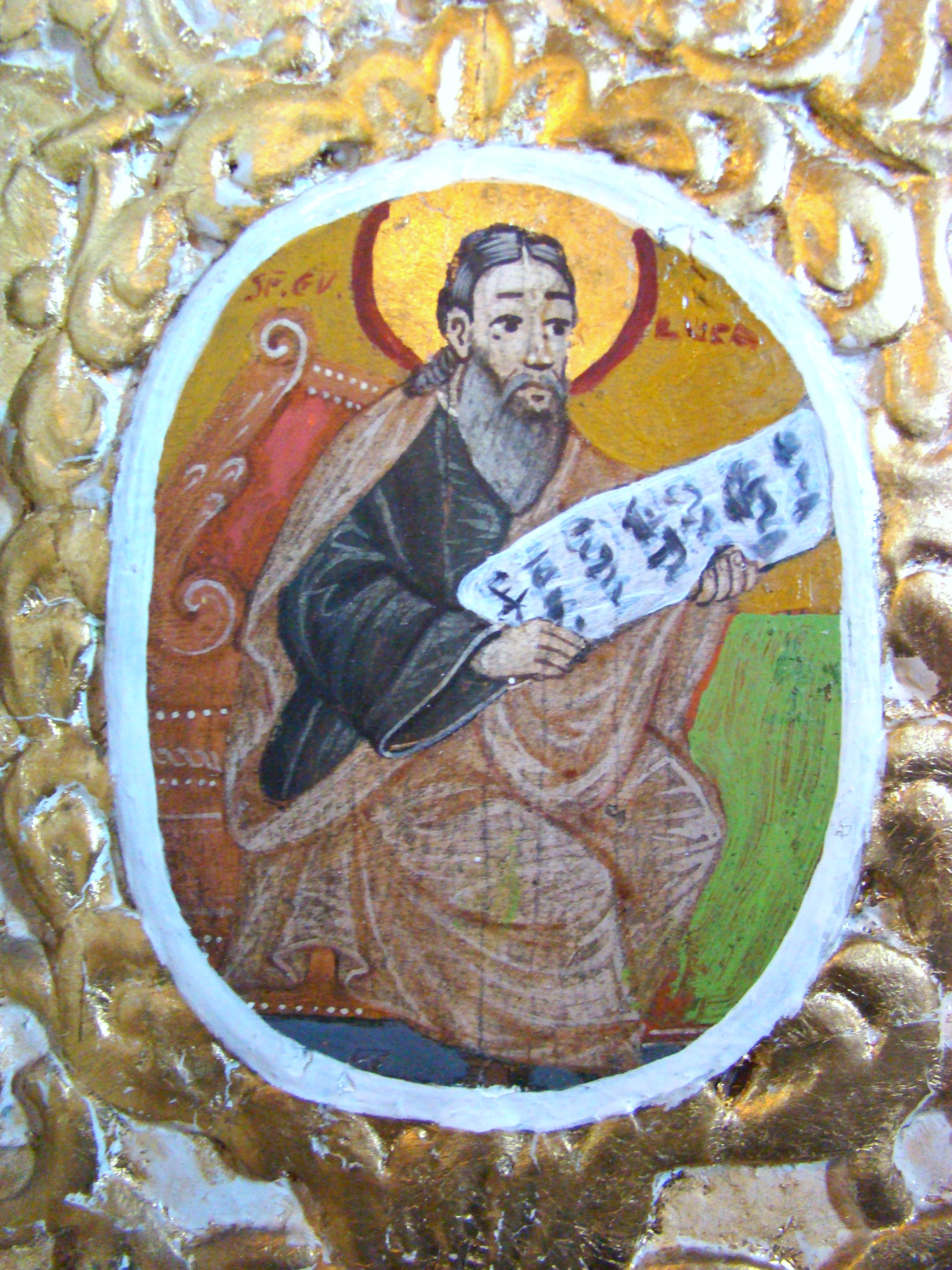
Ușă diaconească (detaliu)
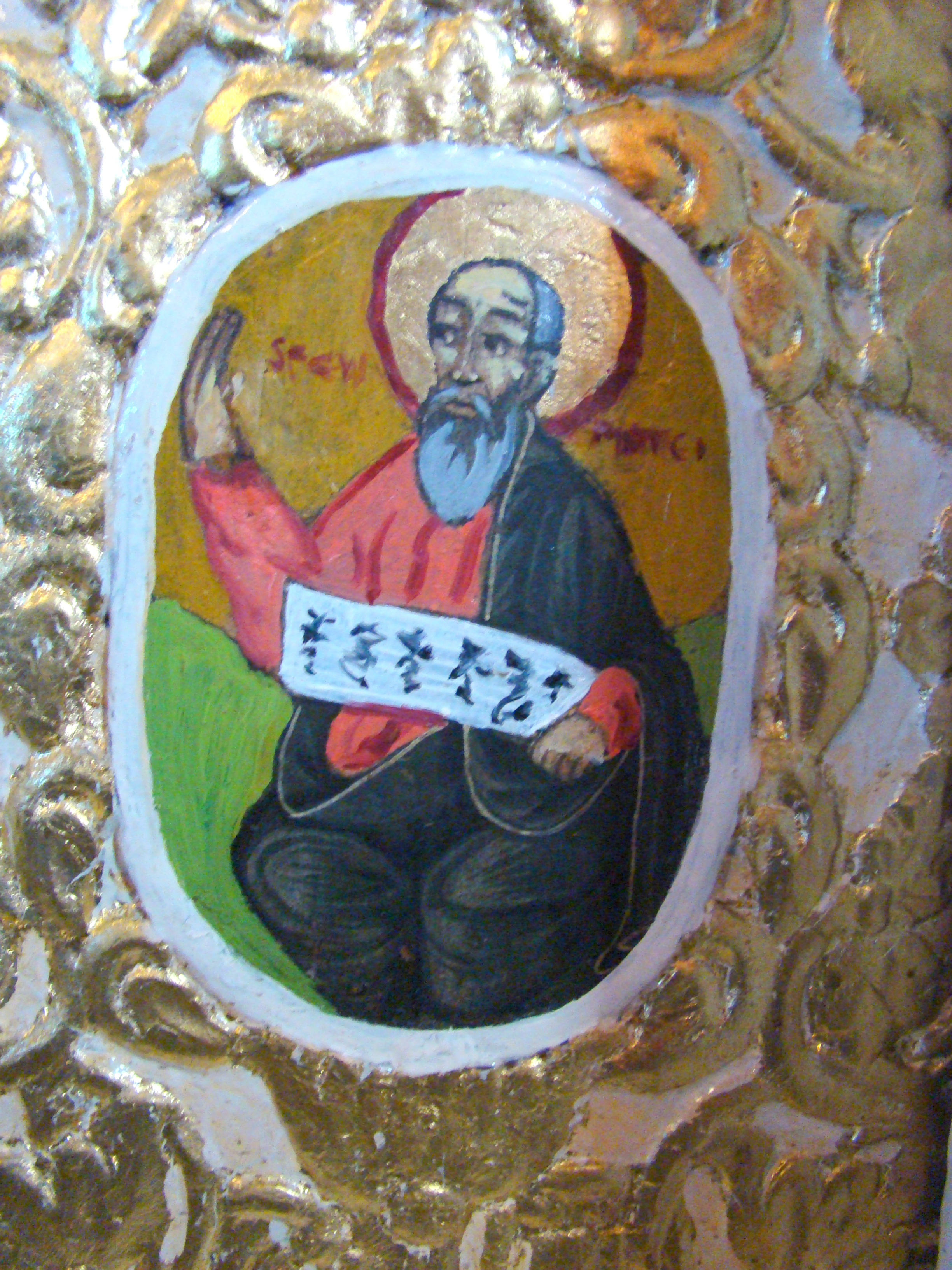
Ușă diaconească (detaliu)
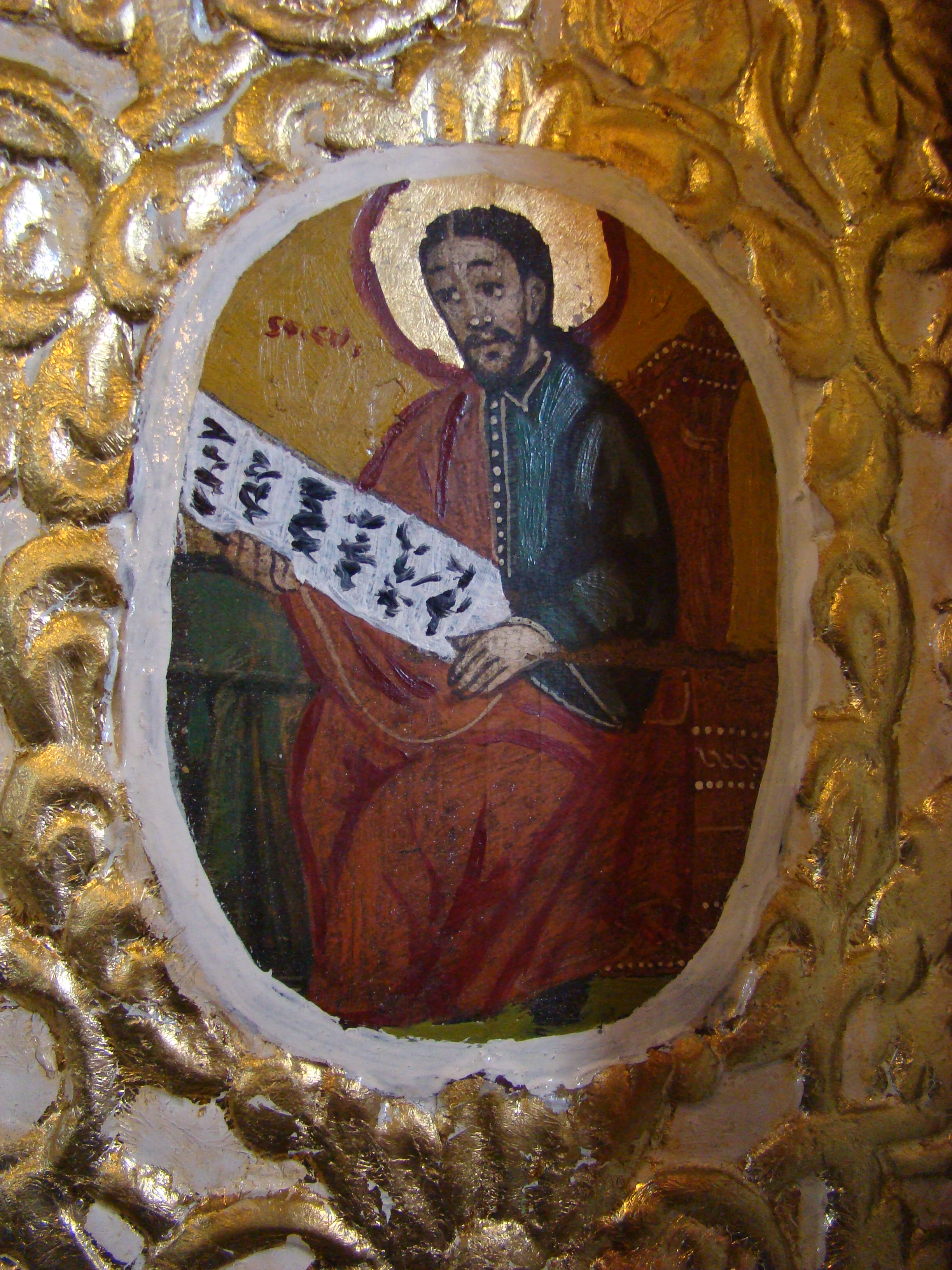
Ușă diaconească (detaliu)
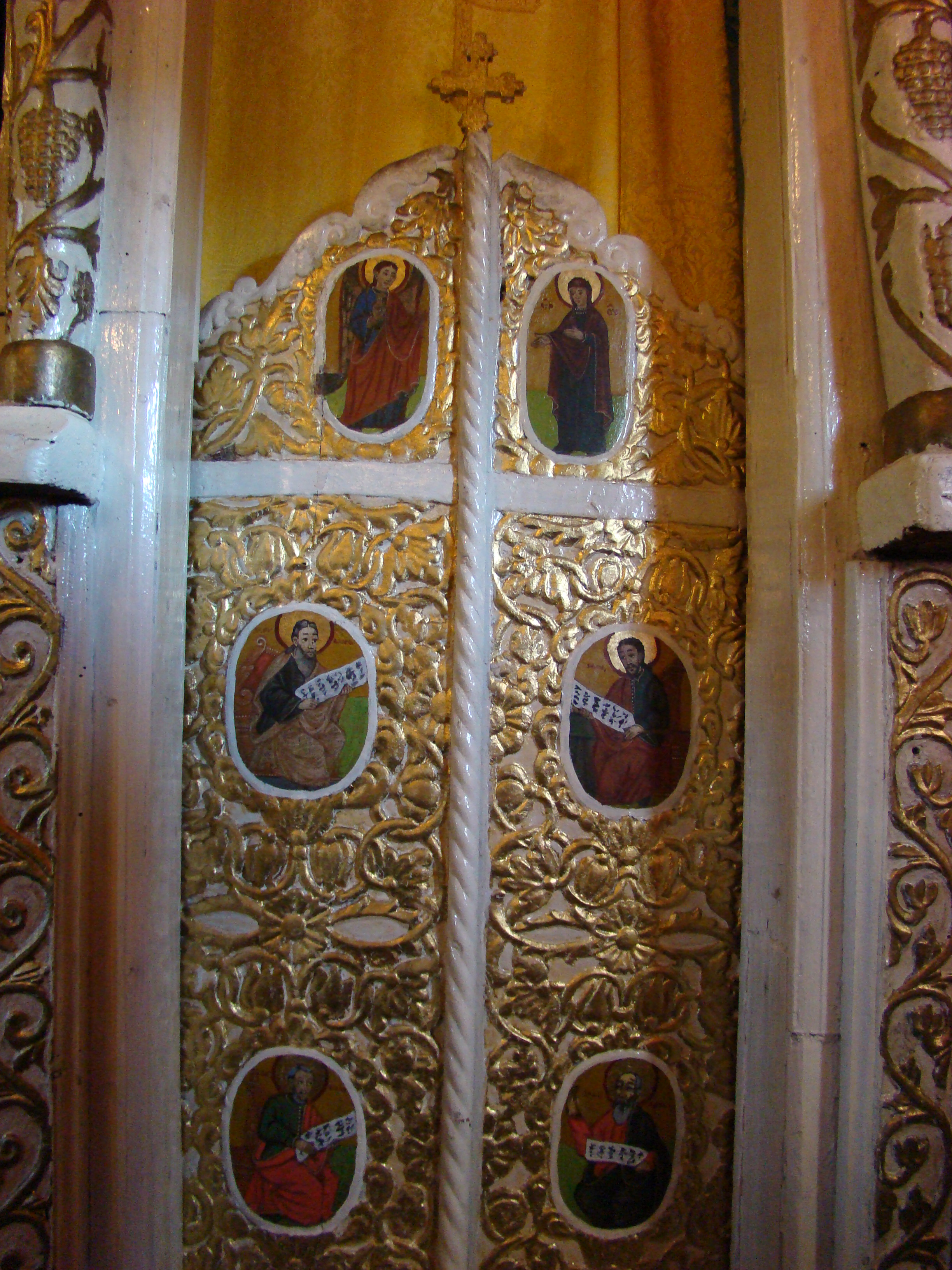
Ușă diaconească
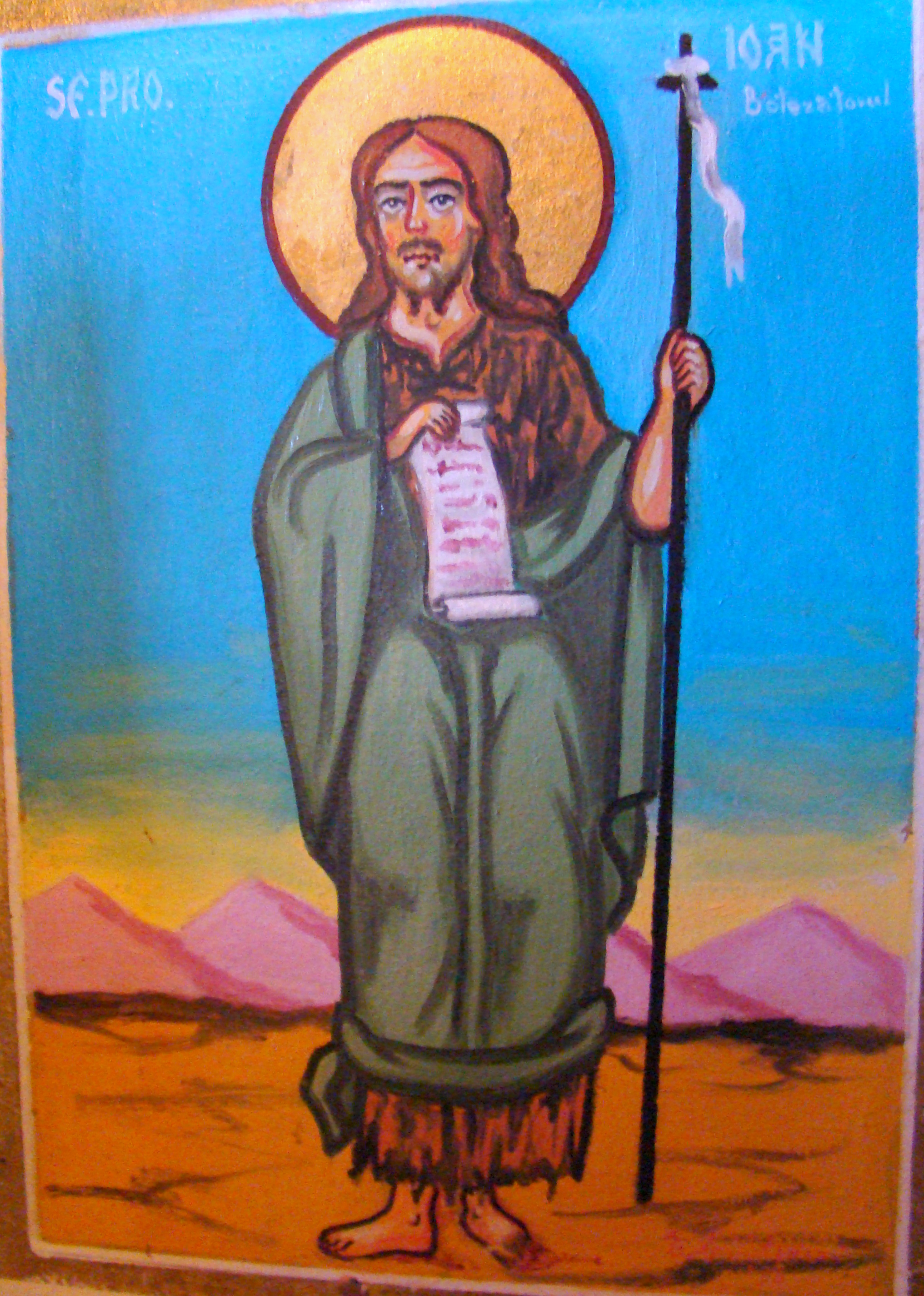
Sfântul prooroc Ioan Botezătorul
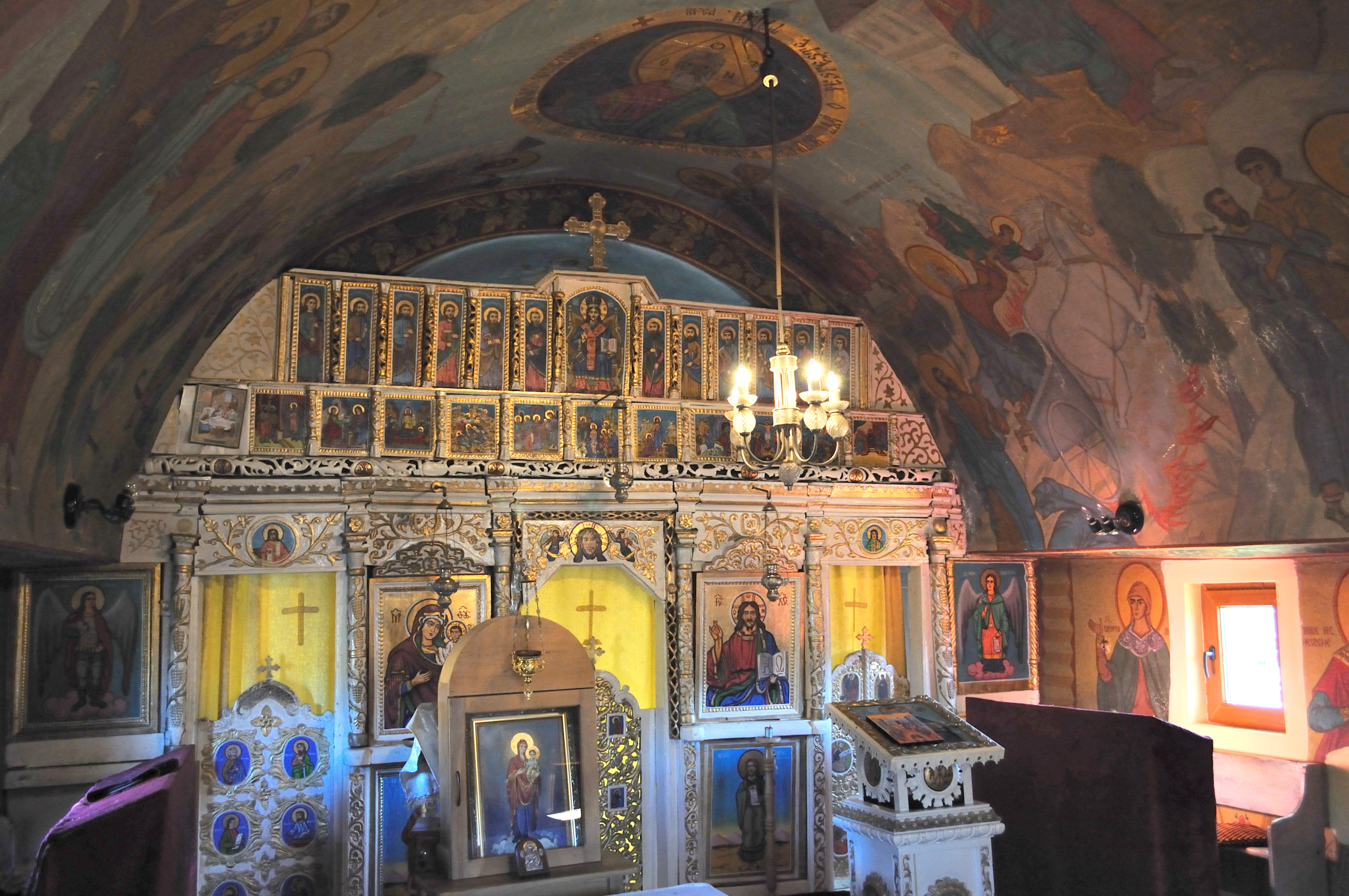
Interiorul navei

## Imagini din exterior

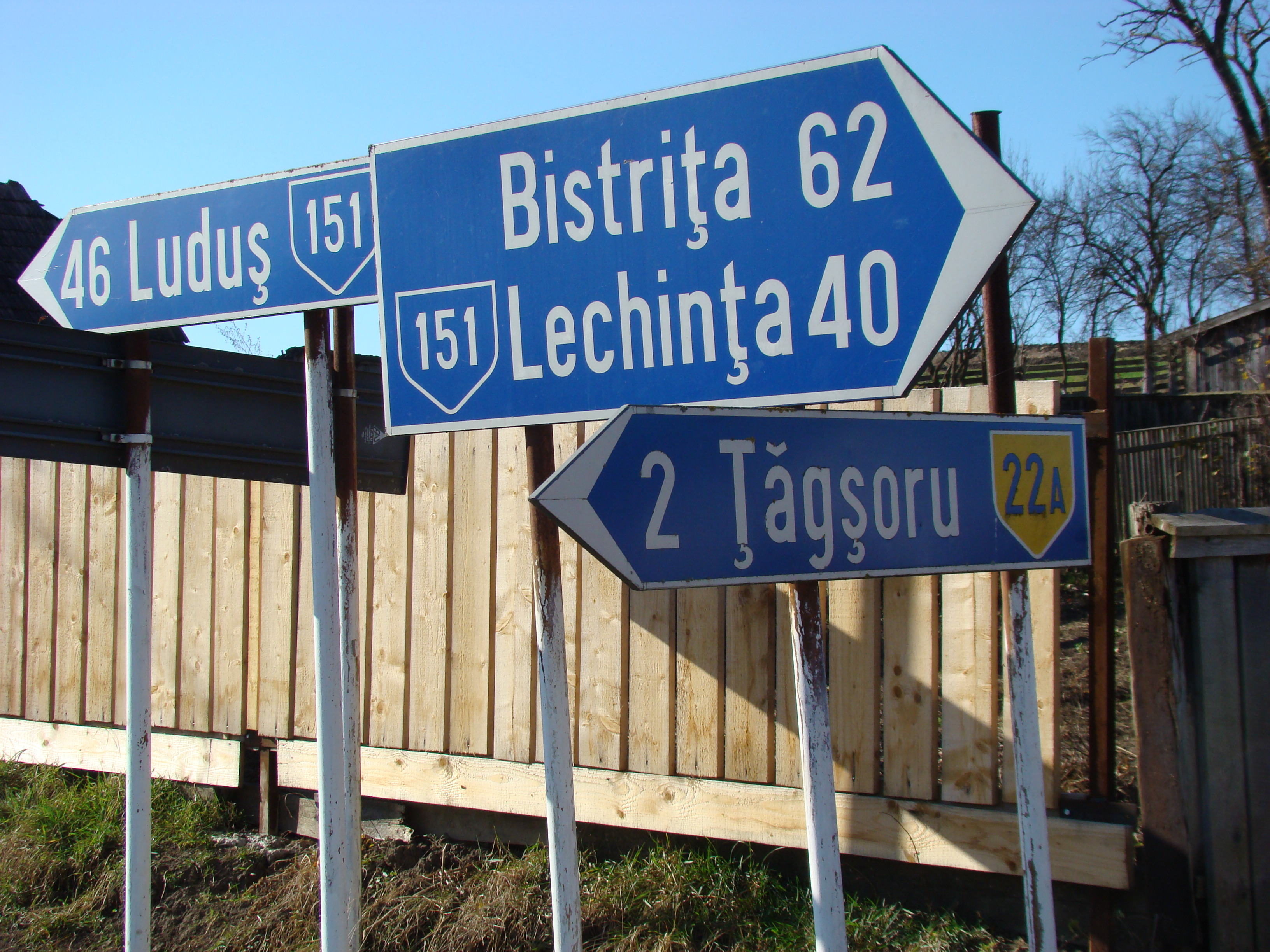
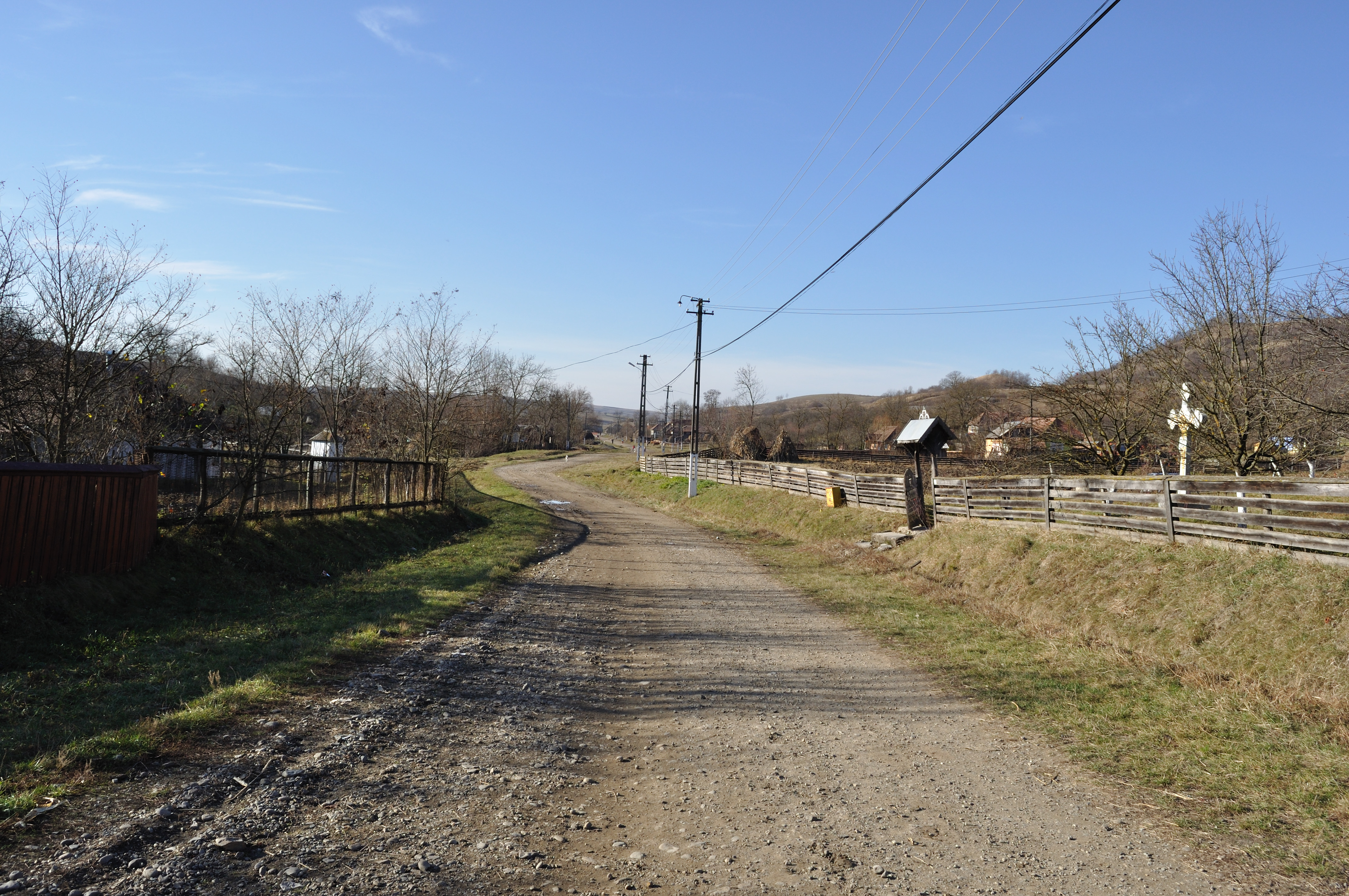
Drumul spre biserică
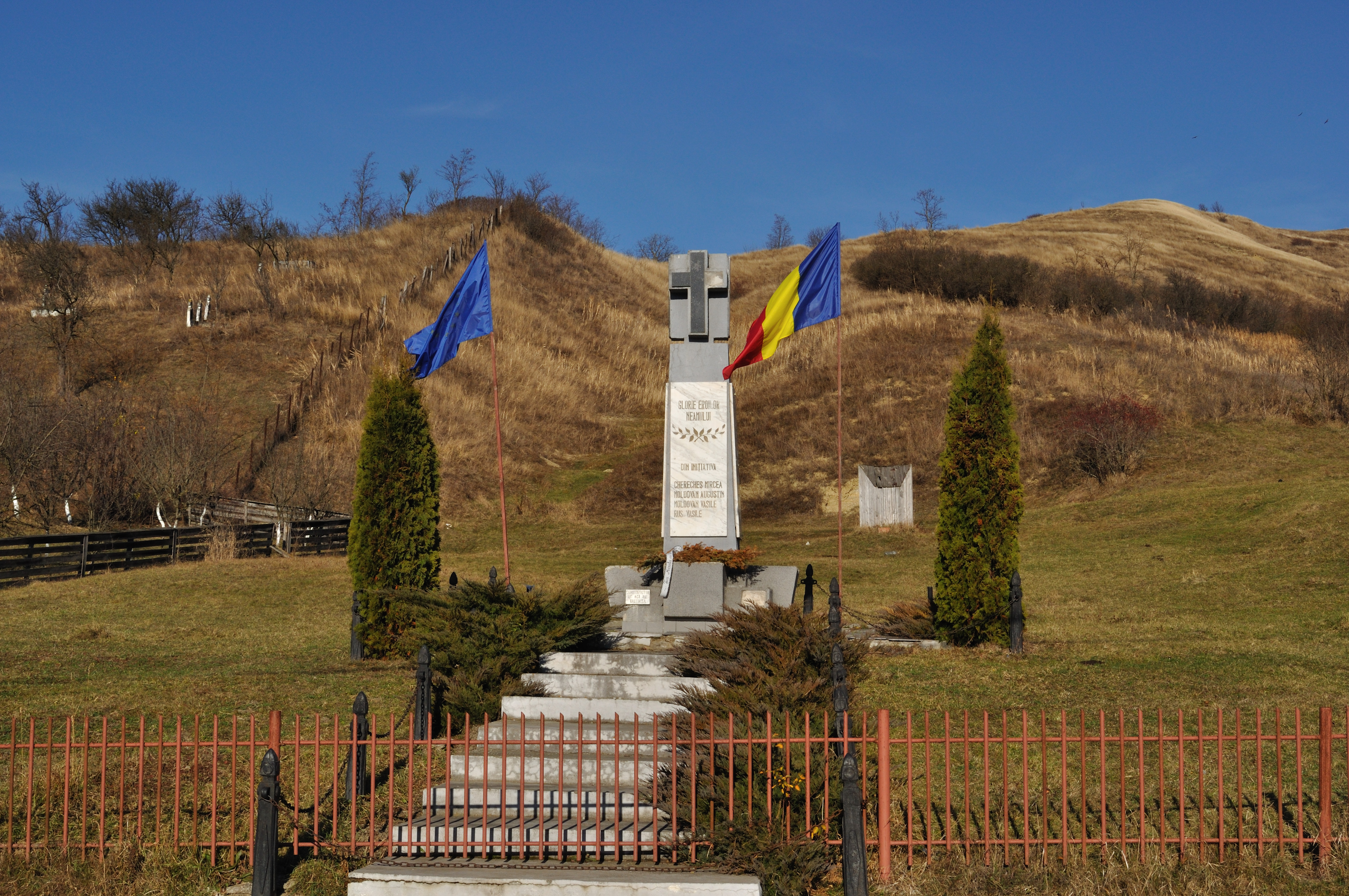
Împrejurimile bisericii
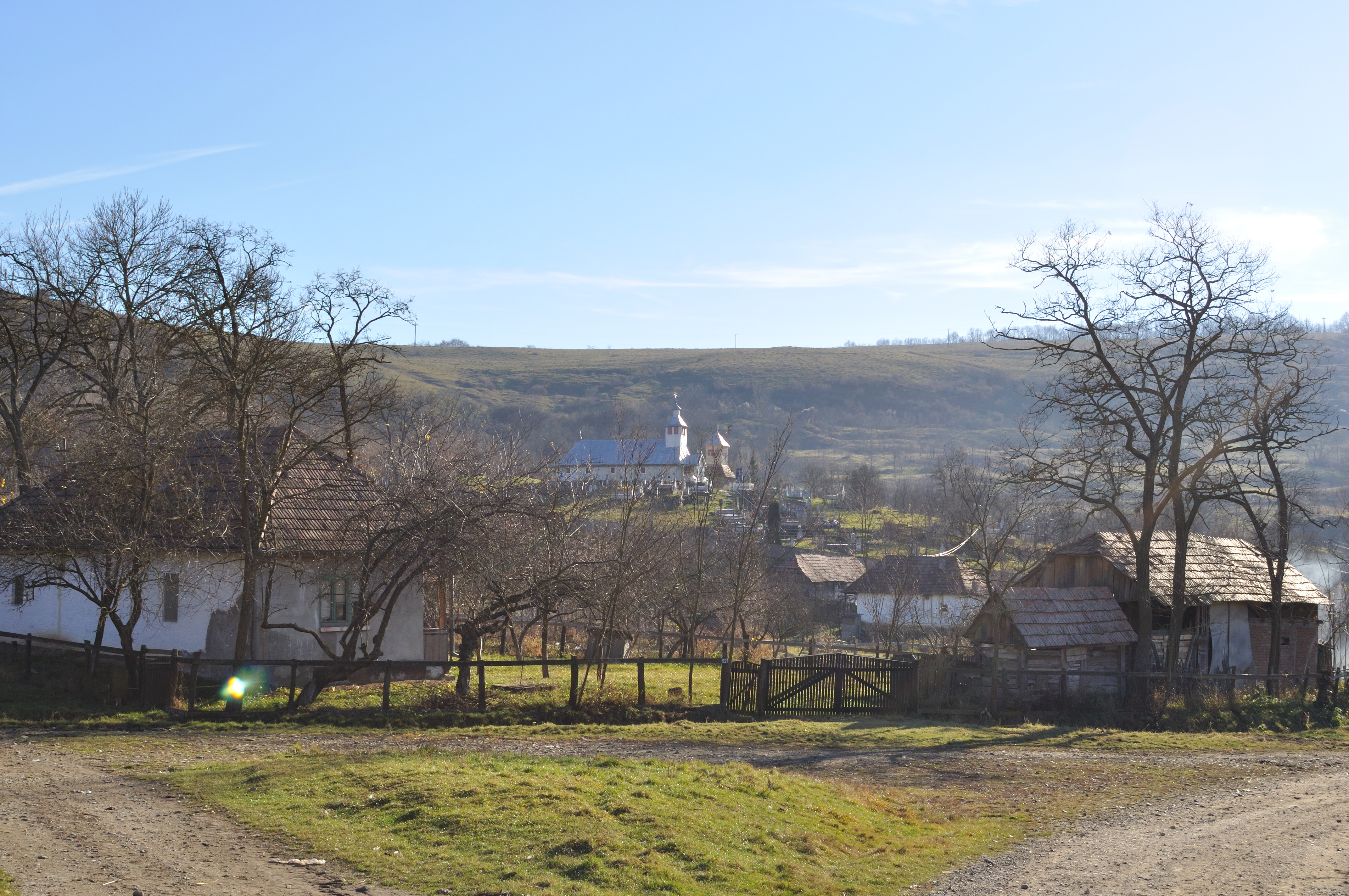
Împrejurimile bisericii
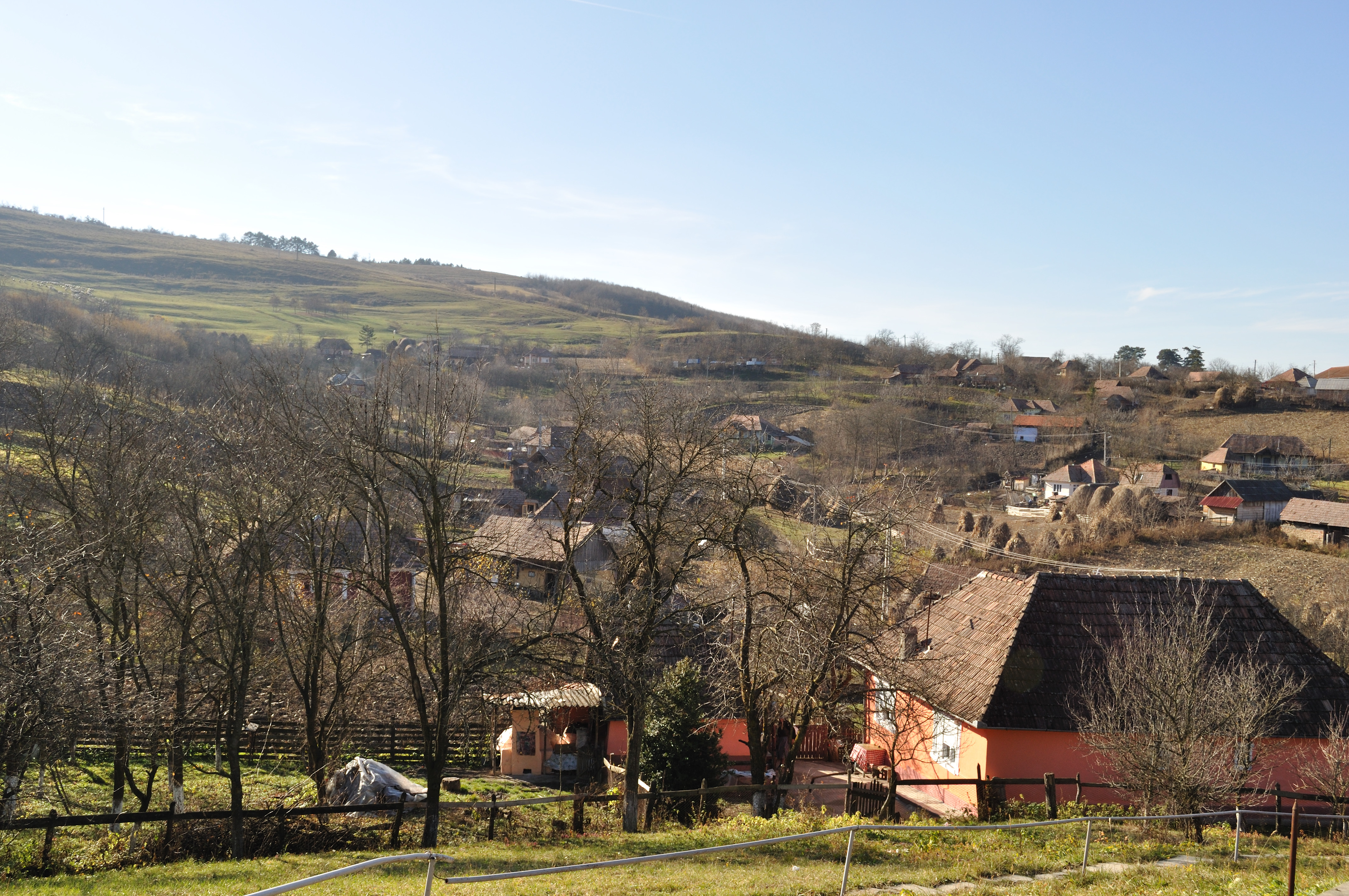
Împrejurimile bisericii
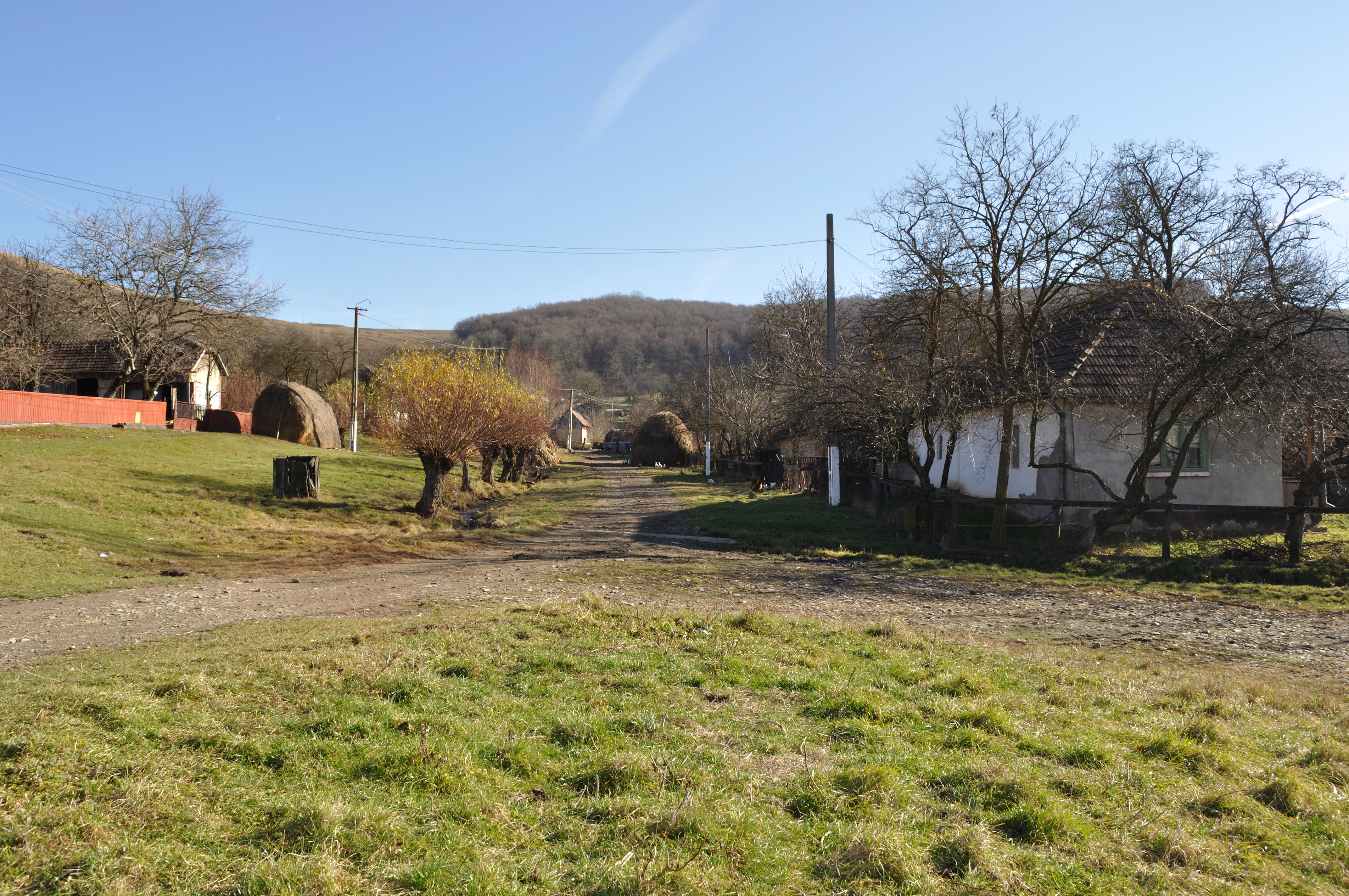
Împrejurimile bisericii
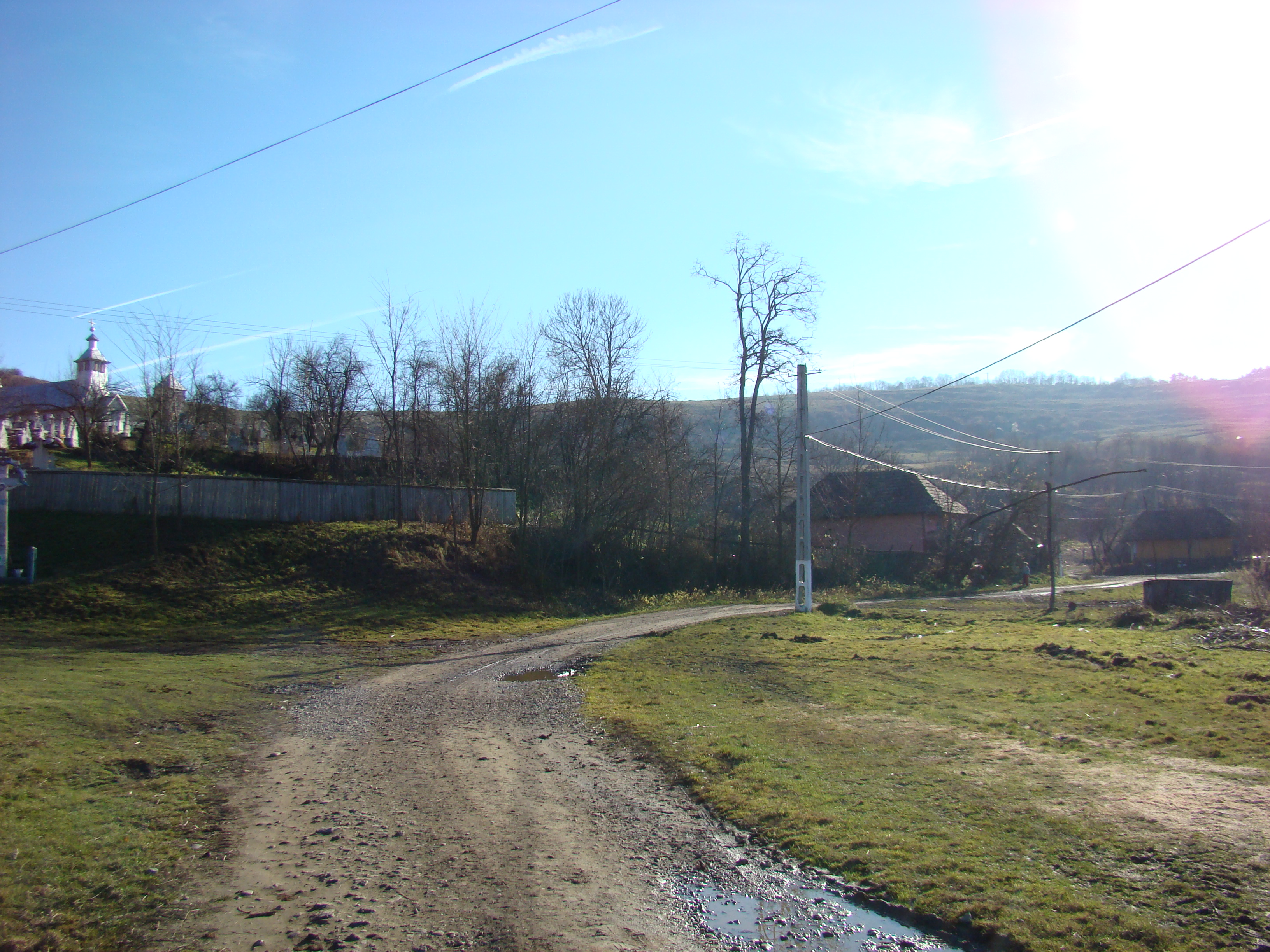
Drumul spre biserică
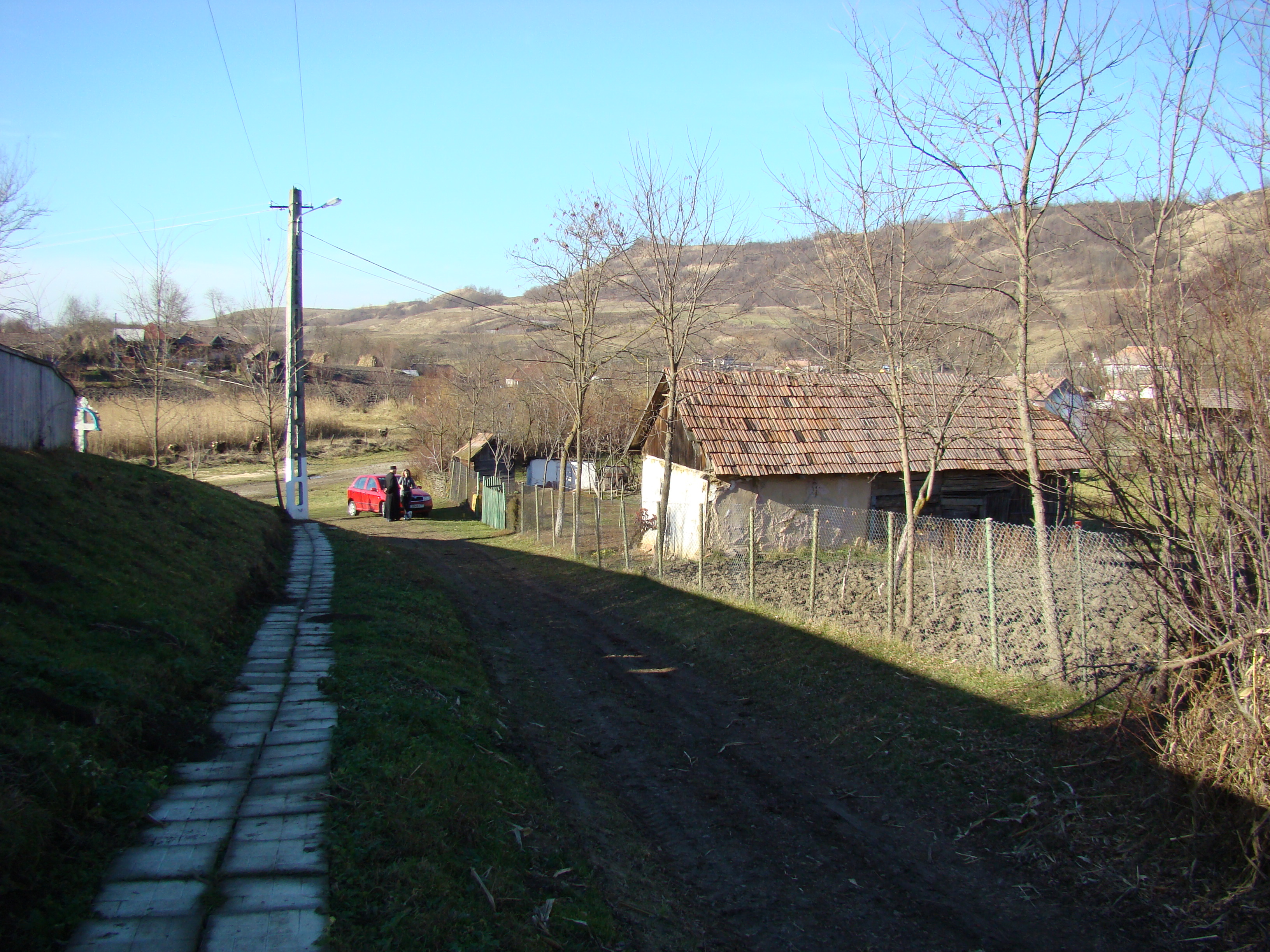
Drumul spre biserică
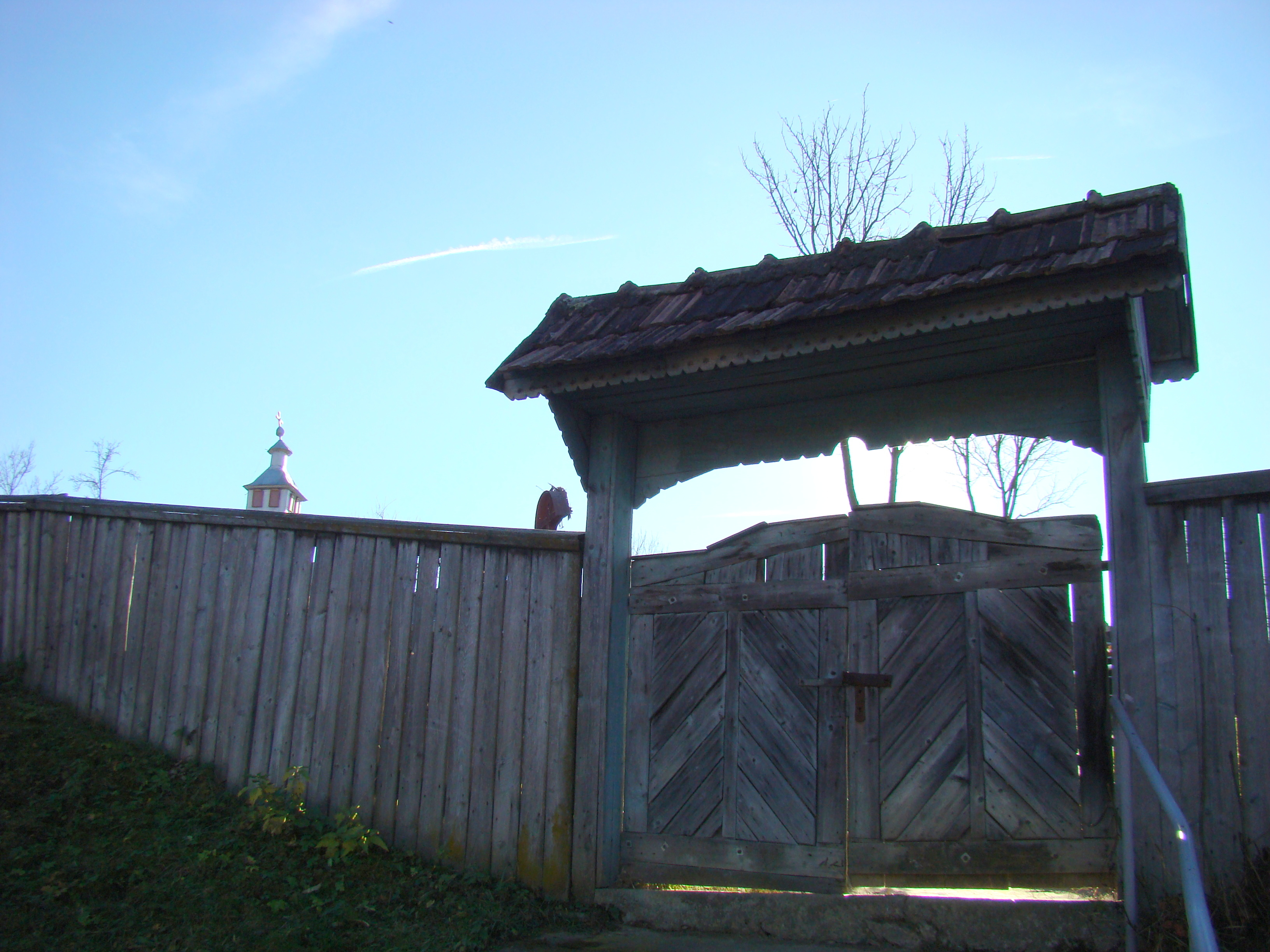
Poarta bisericii
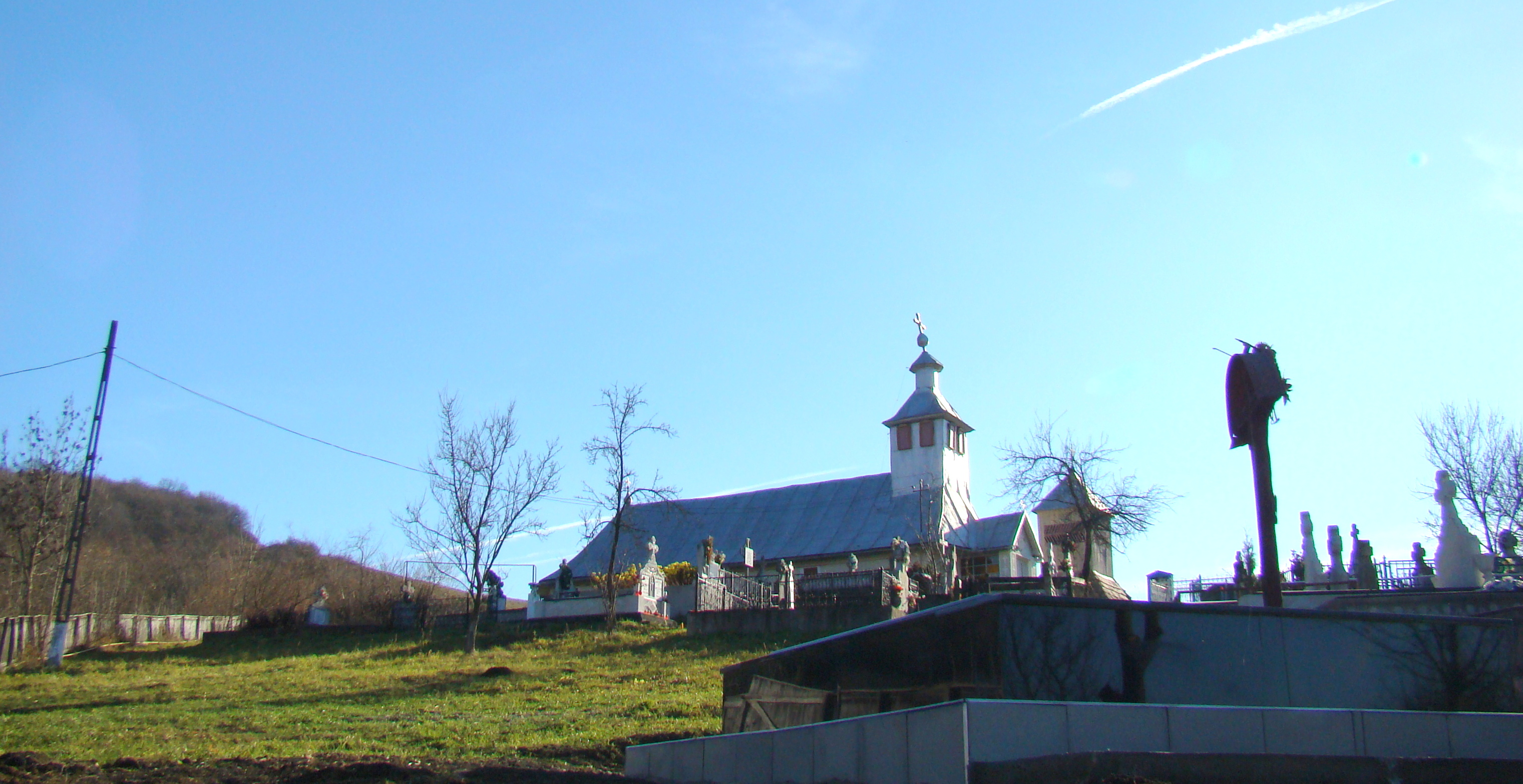
Biserica pe deal
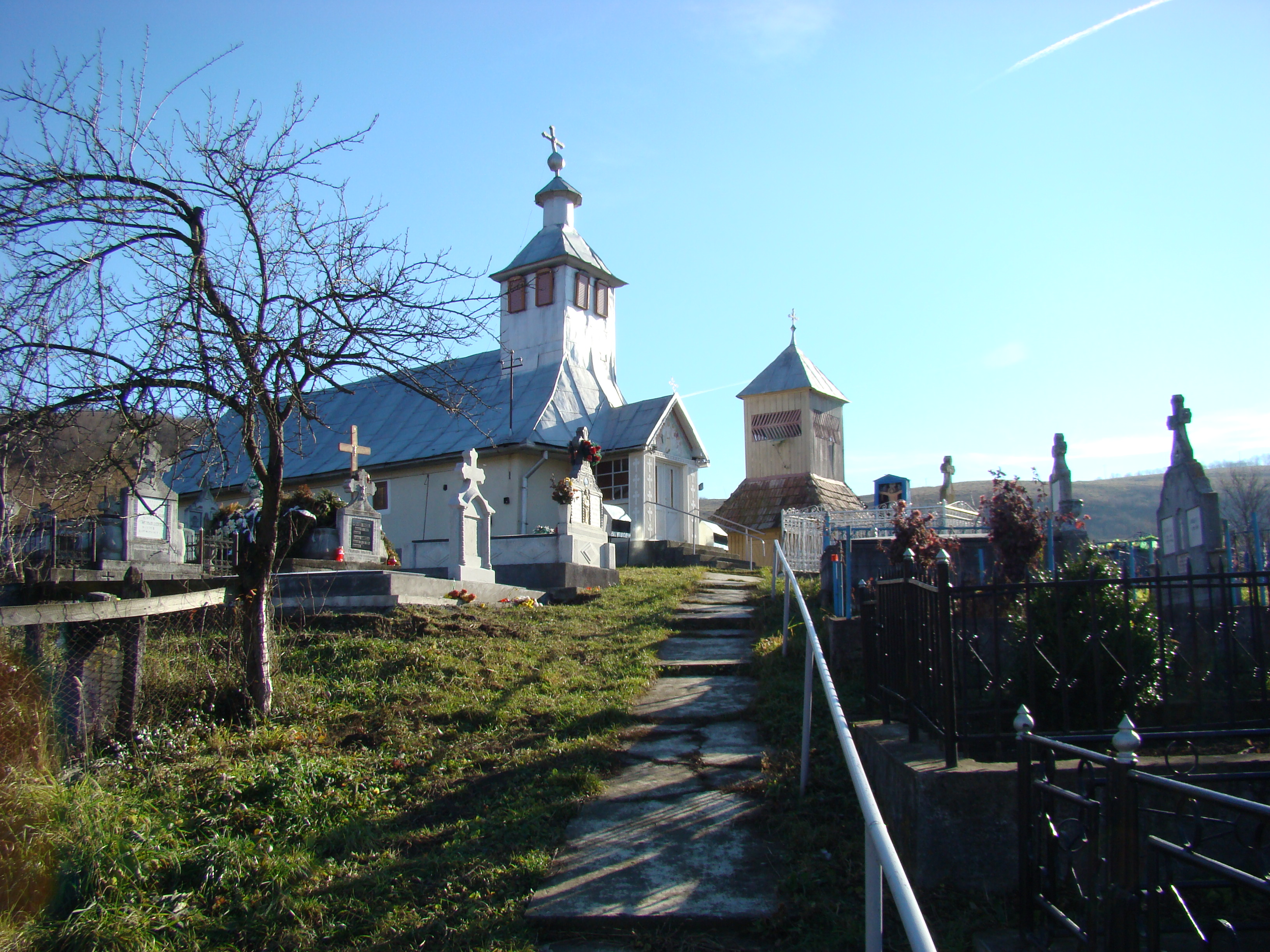
Biserica pe deal
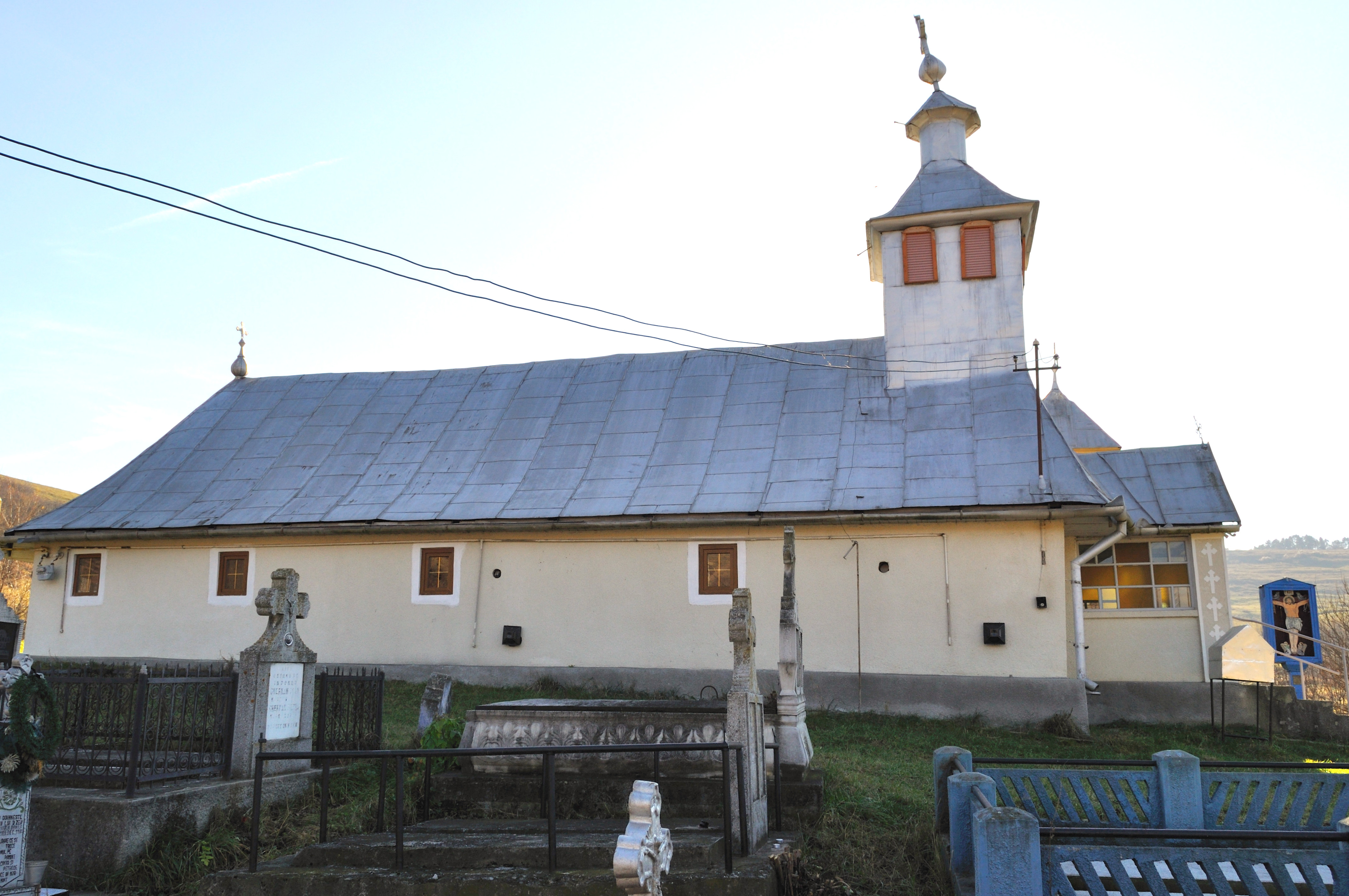
Biserica (nord)
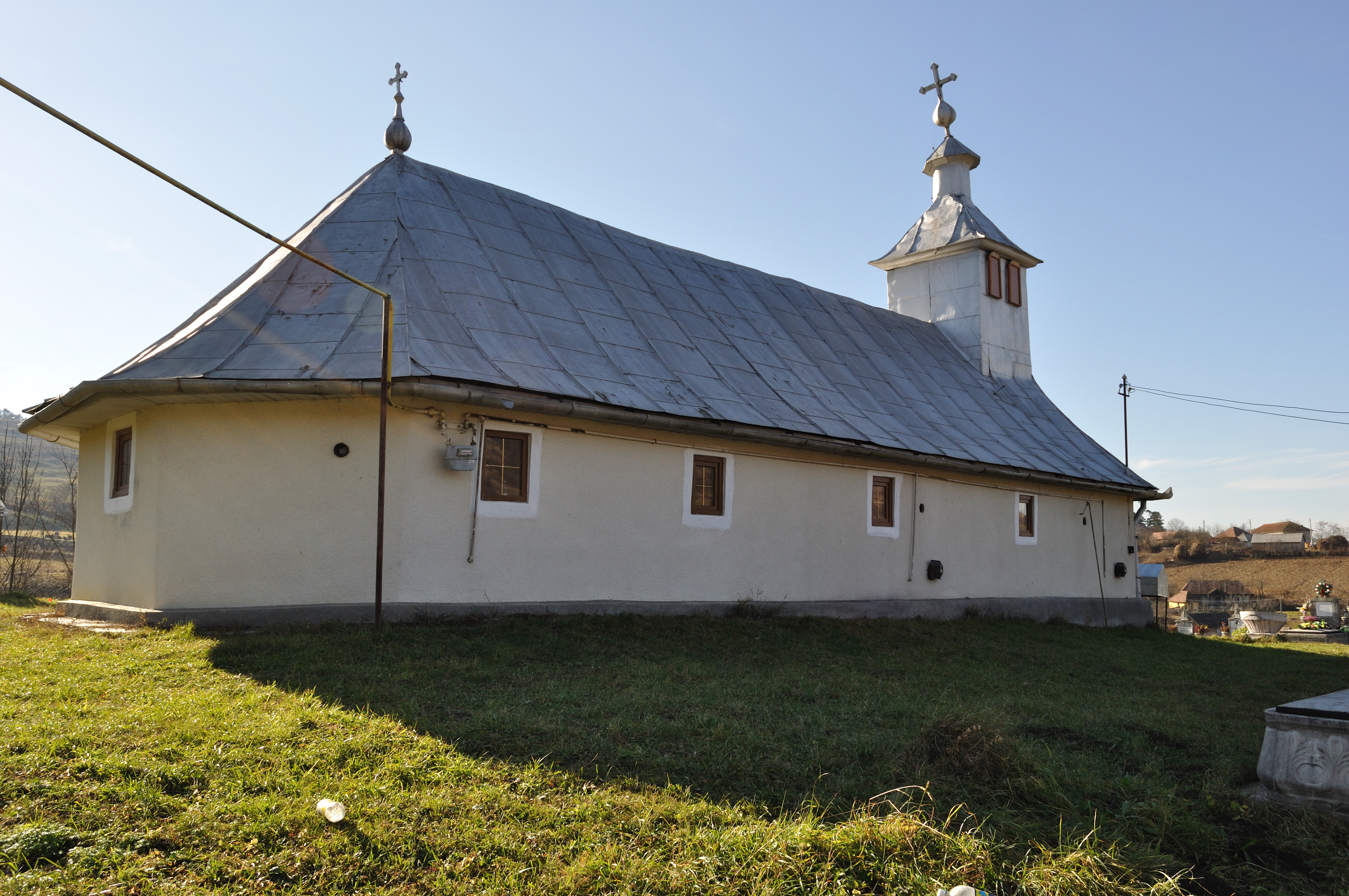
Biserica (nord-est)
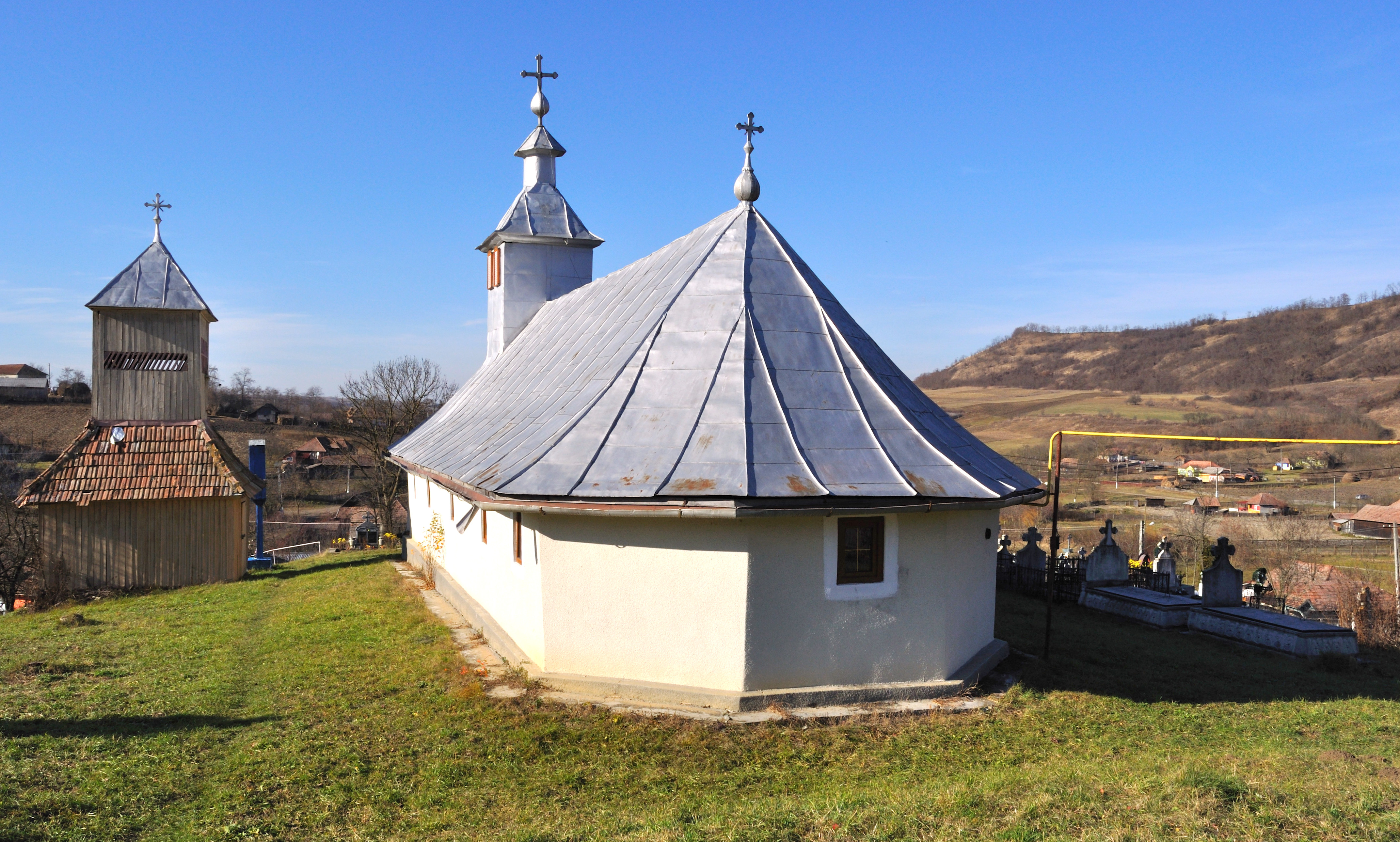
Biserica (est)
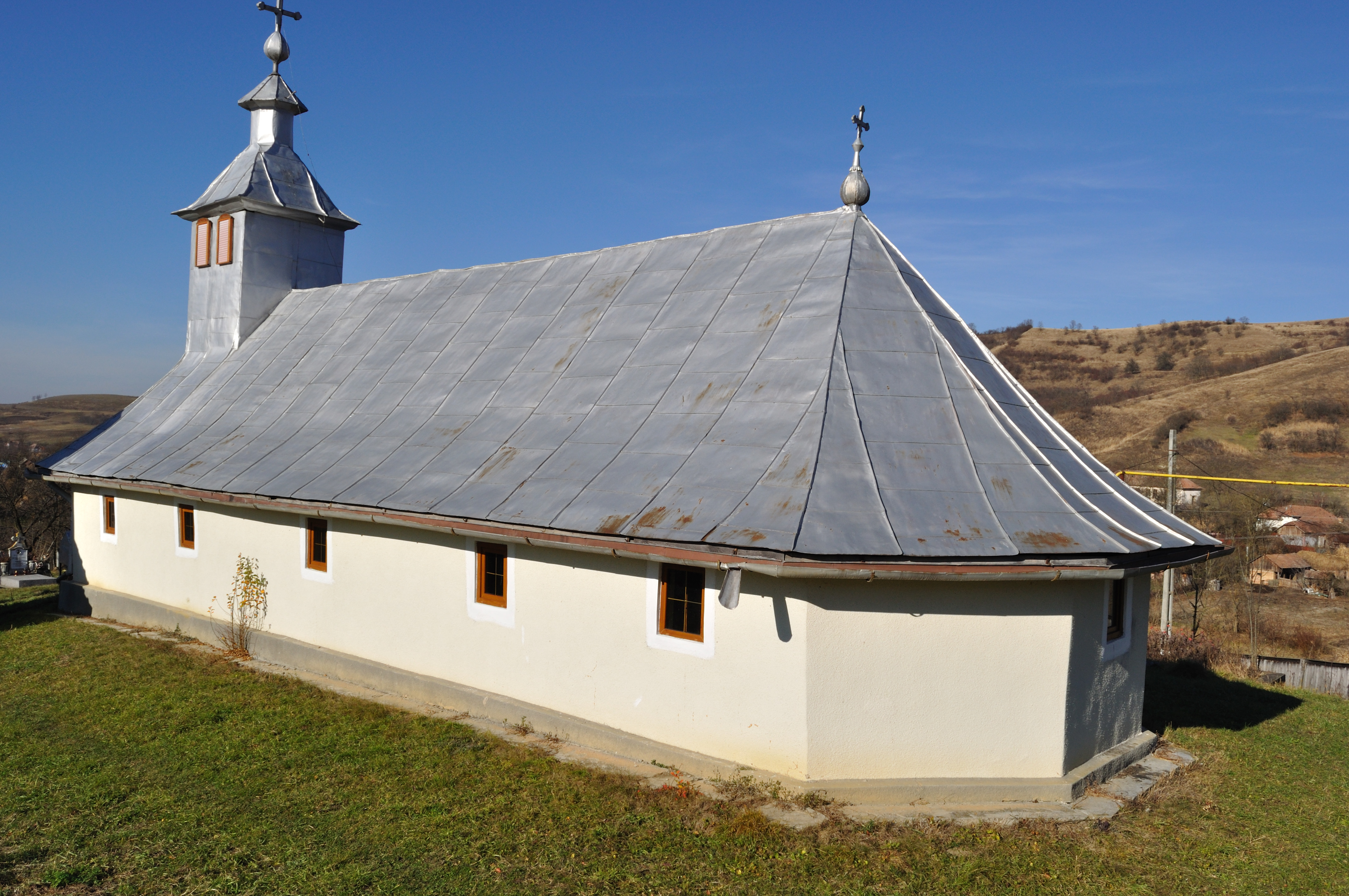
Biserica (sud-est)
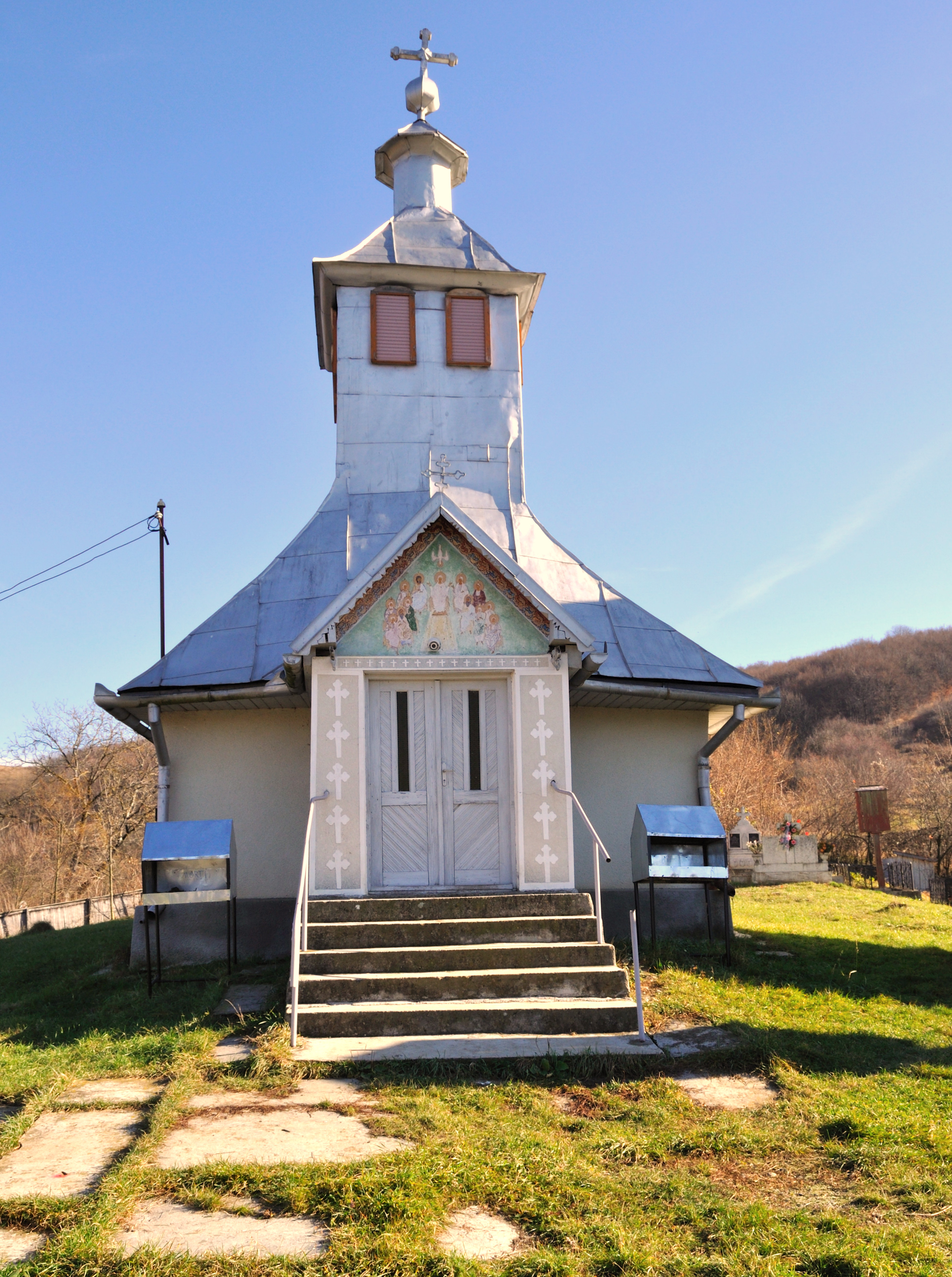
Biserica (vest)
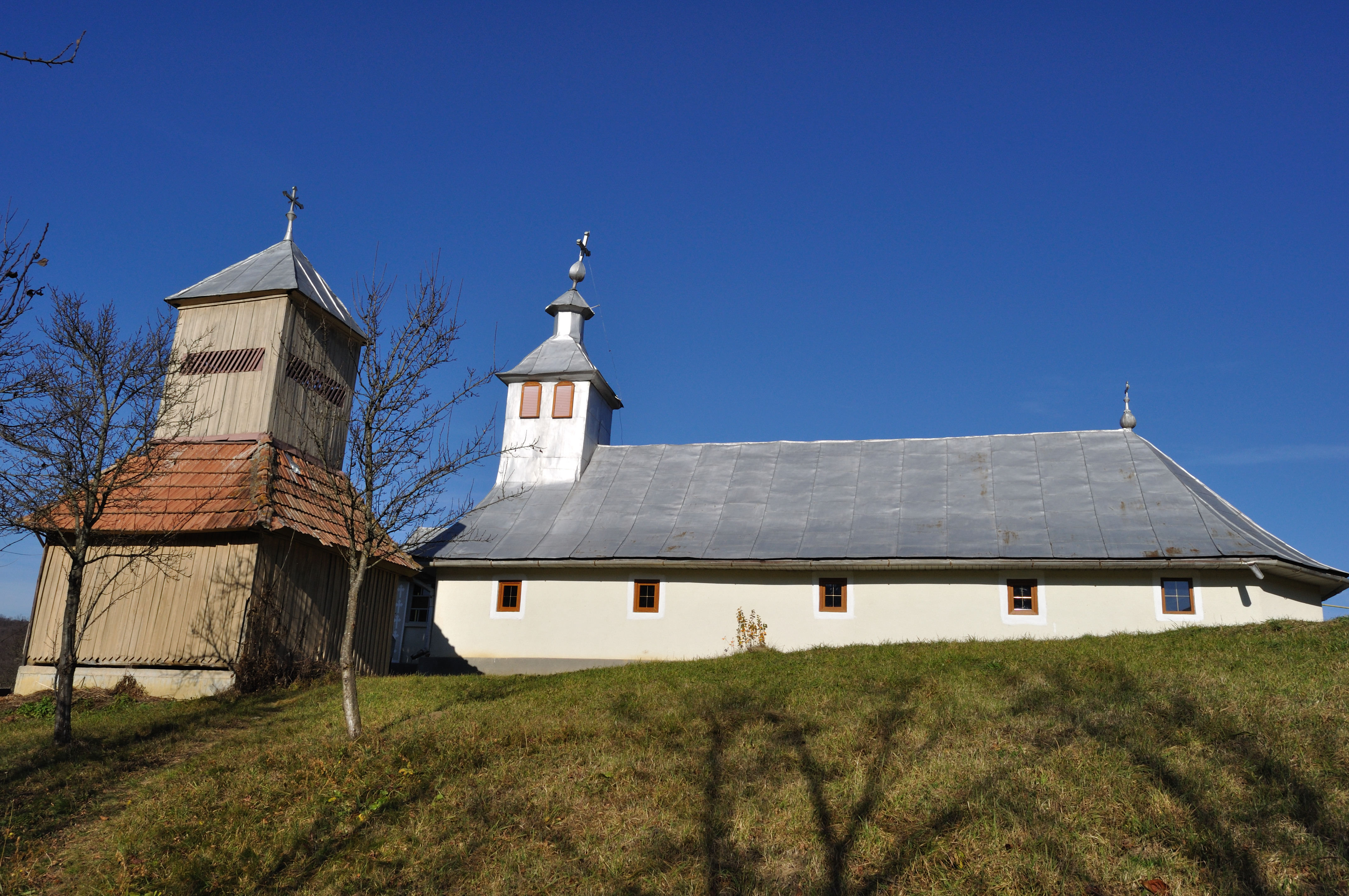
Biserica și clopotnița
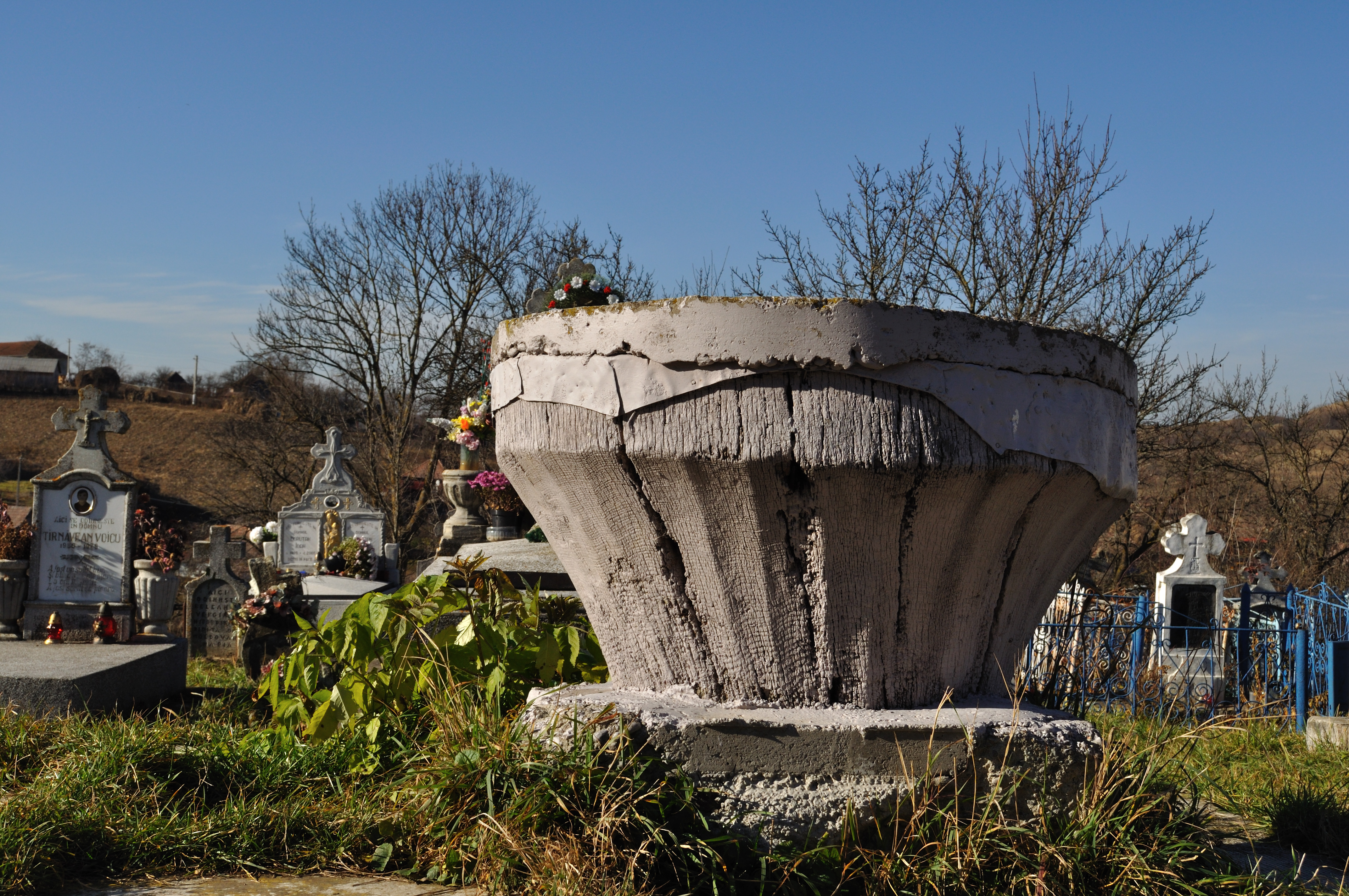
Vechea masă de altar
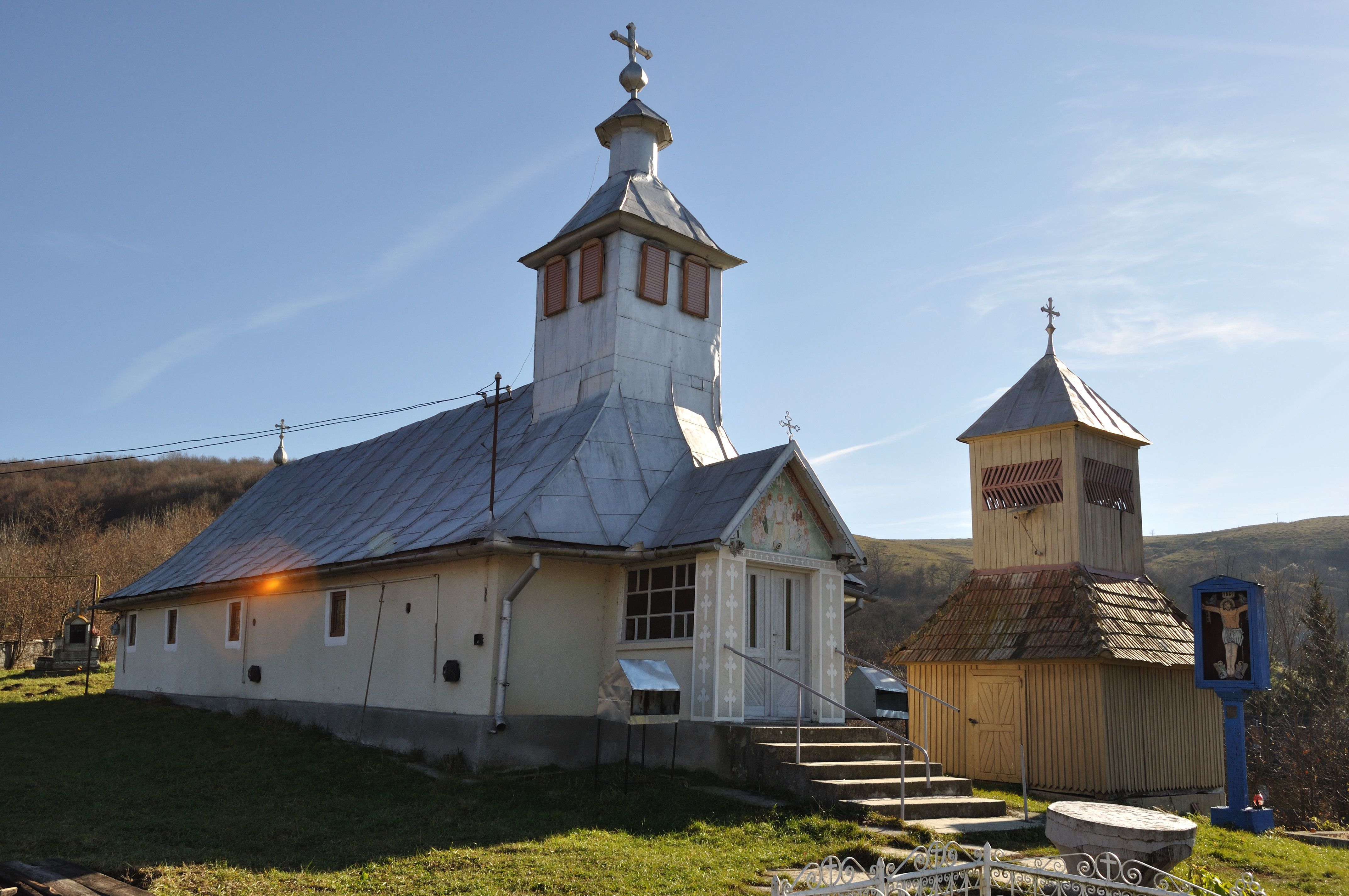
Biserica și clopotnița
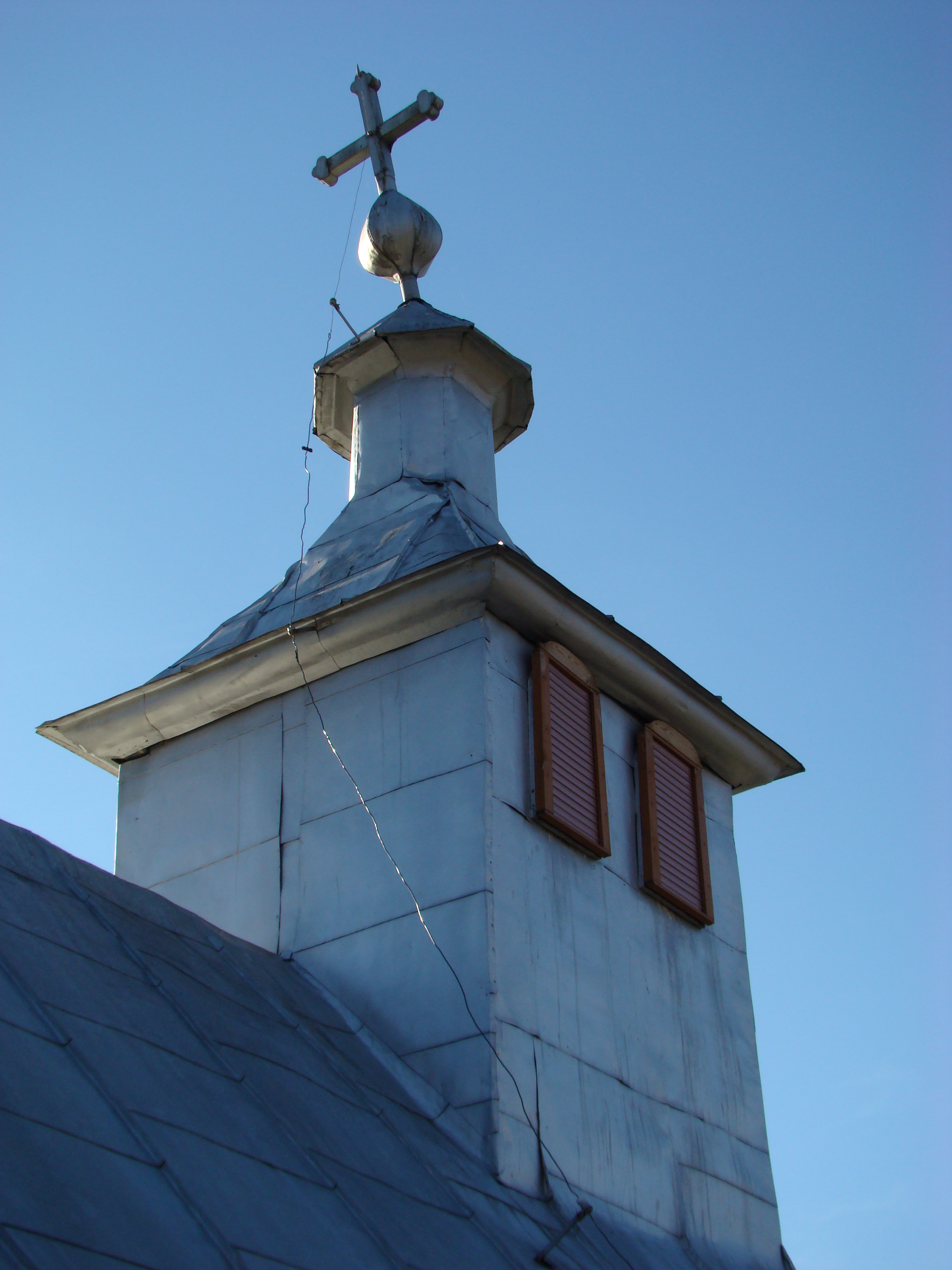
Turnul
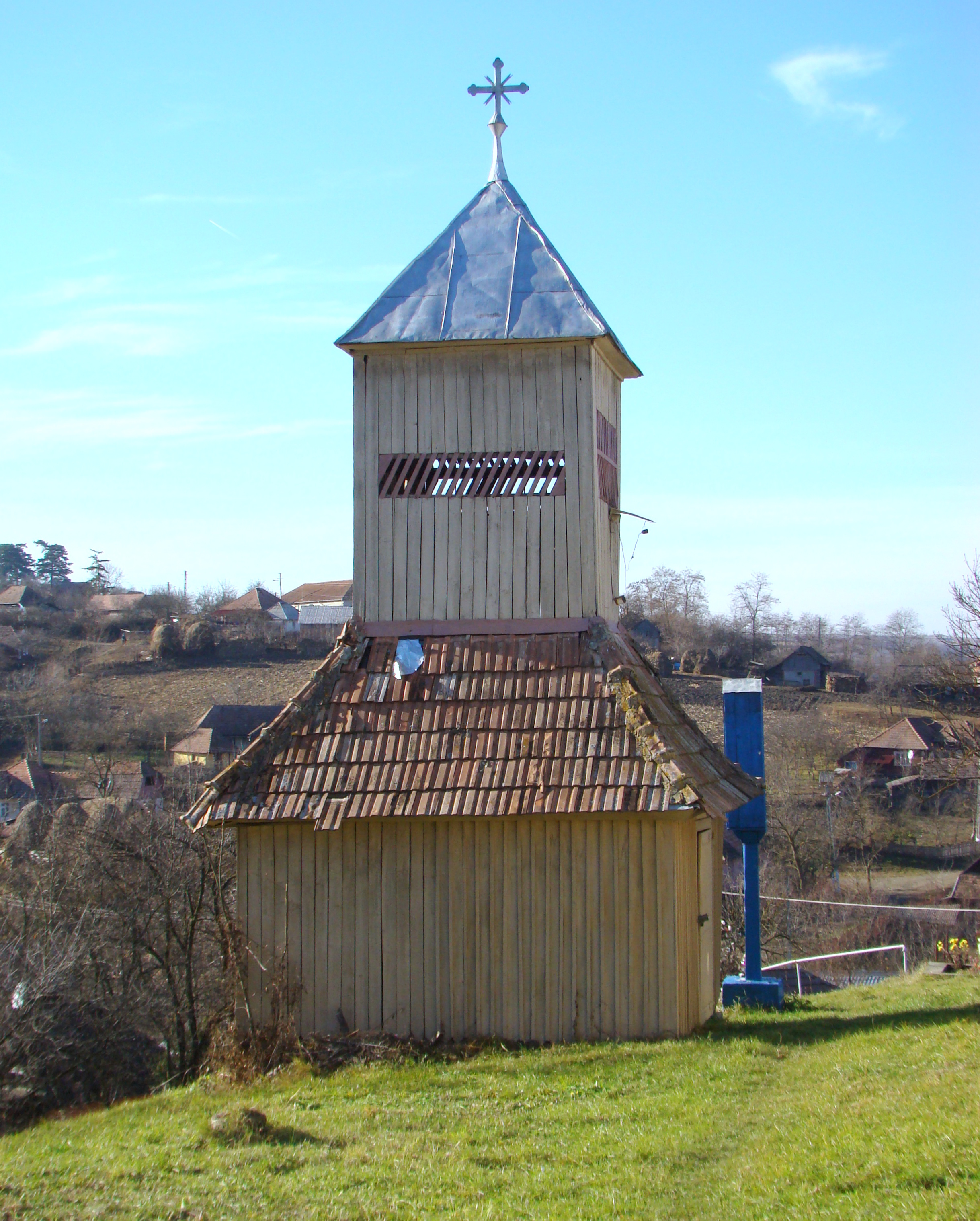
Clopotnița
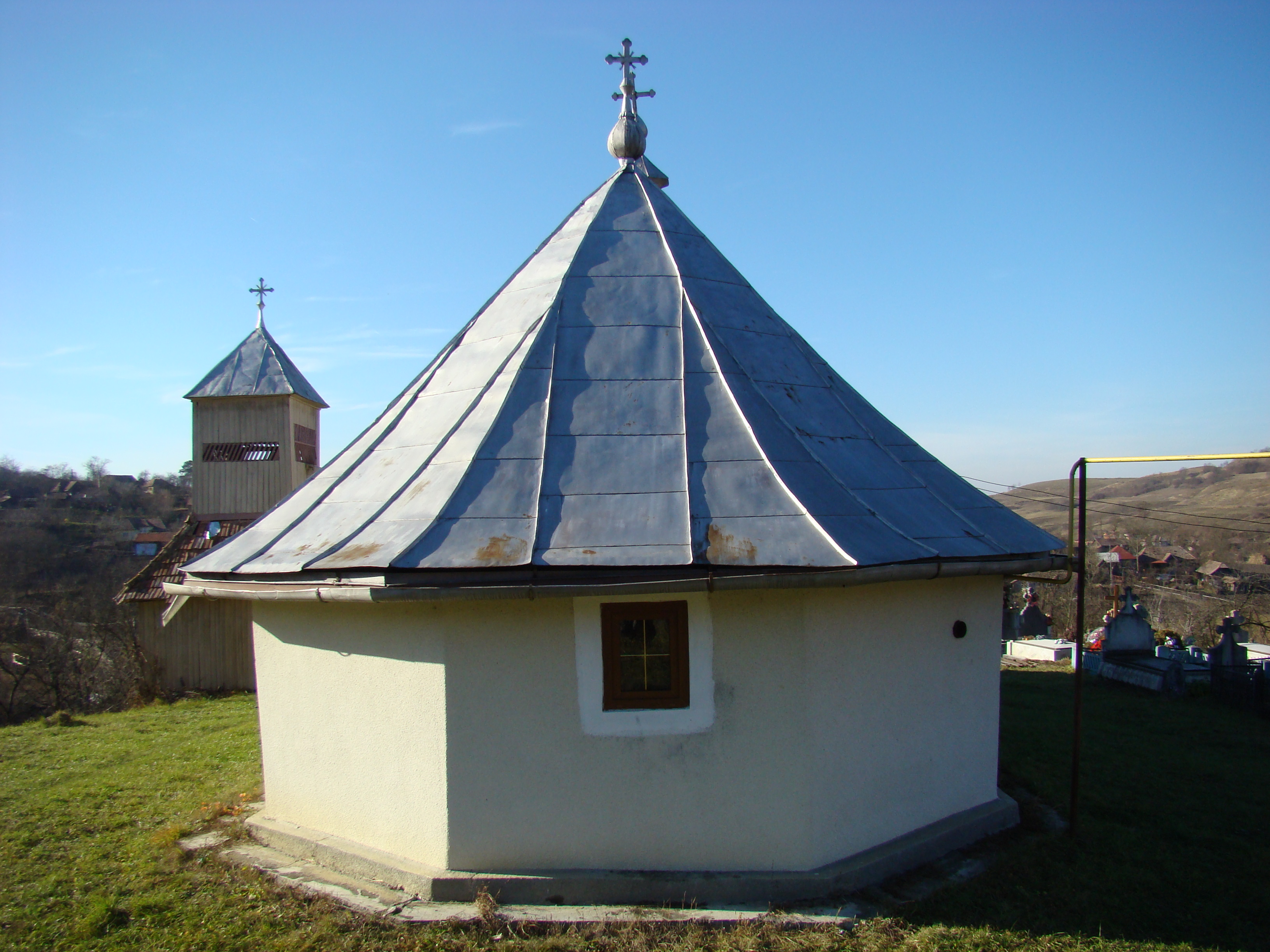
Biserica și clopotnița
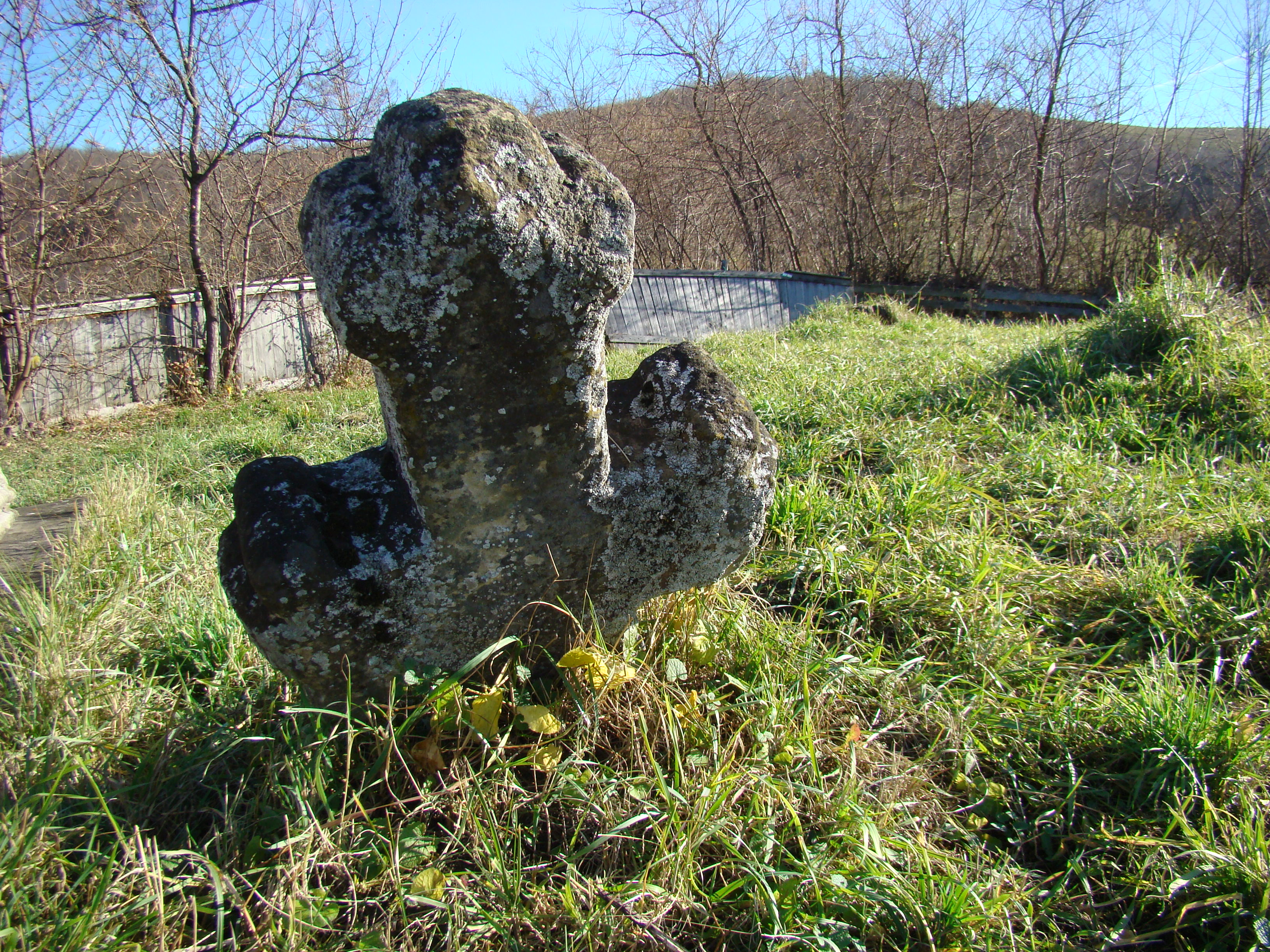
Cruce veche de piatră
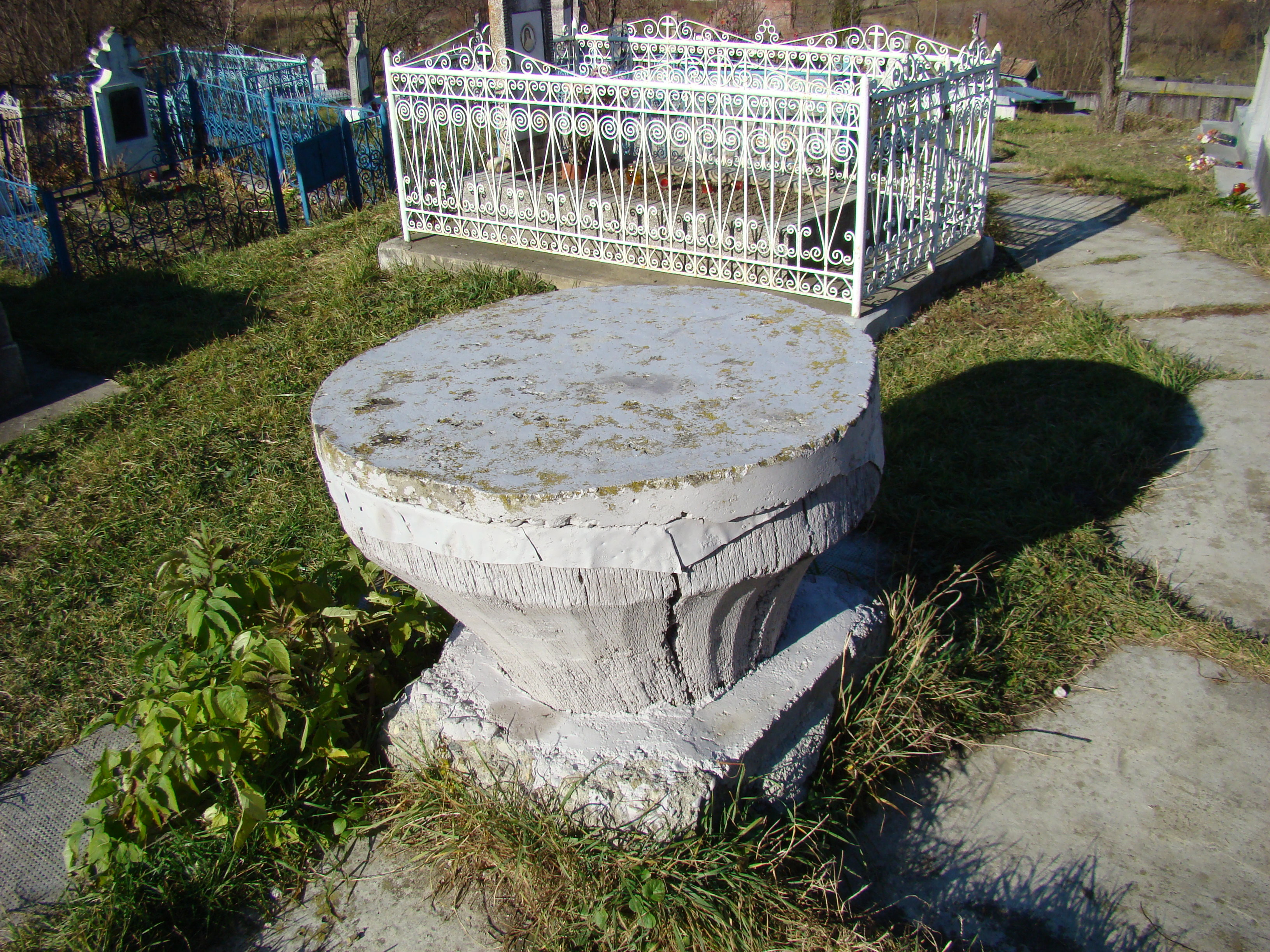
Vechea masă de altar
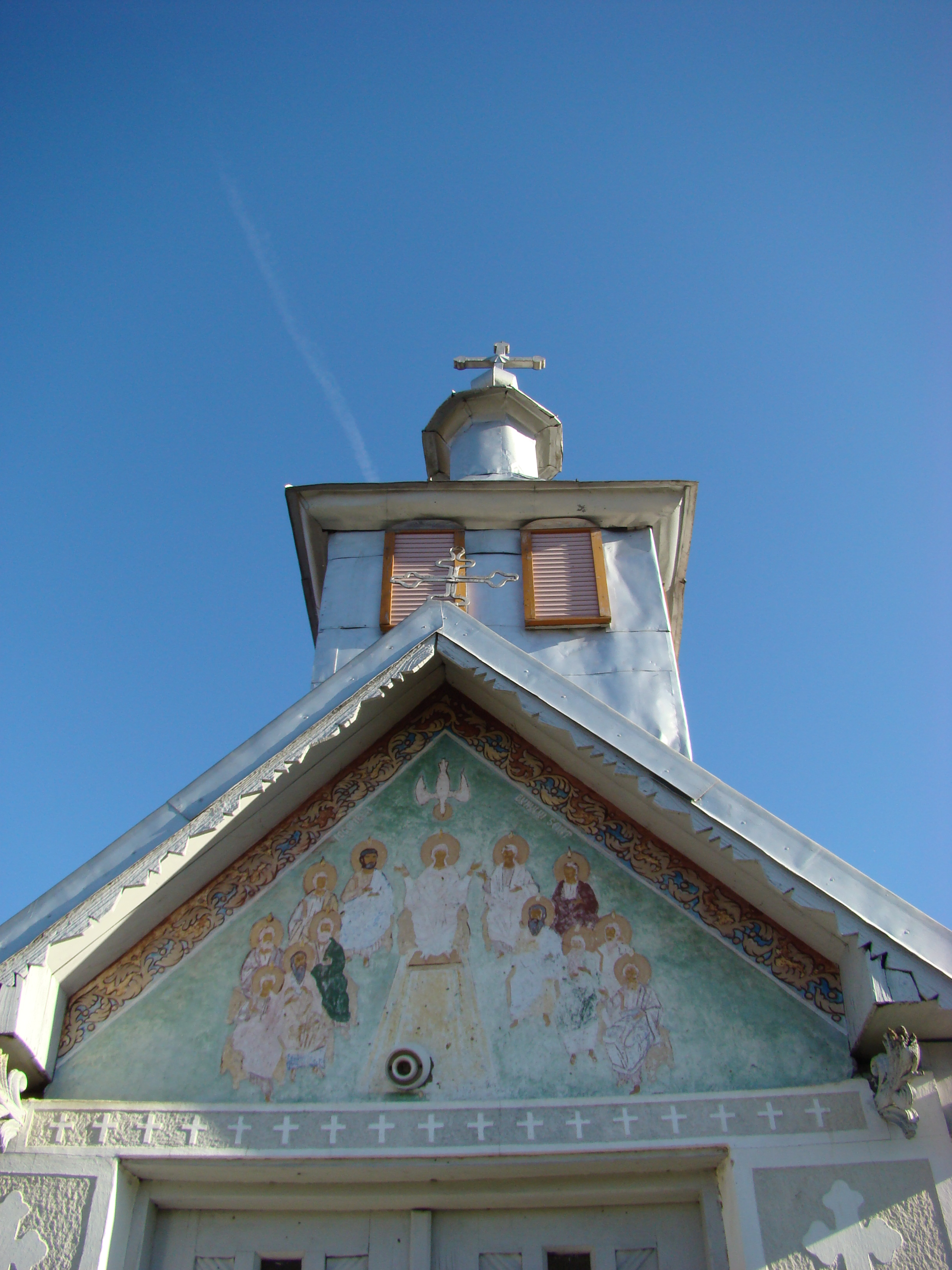
Turnul